# 1964

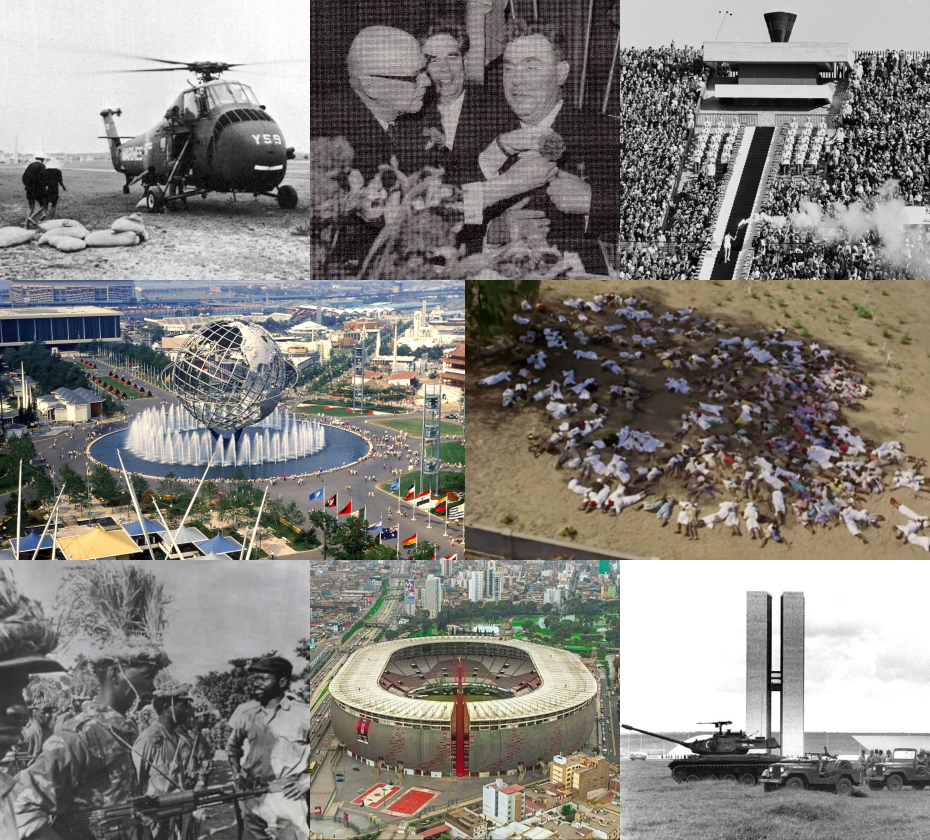
En el sentido de las agujas del reloj desde arriba a la izquierda: helicópteros estadounidenses entregando suministros durante las inundaciones en Vietnam del Sur que provocaron la muerte de más de 7.000 personas; después de una prolongada lucha por el poder, Nikita Jrushchov fue finalmente destituido de su puesto de Primer Secretario; los Juegos Olímpicos de Verano de 1964 se celebran en Tokio, Japón; 20.000 árabes son masacrados durante la Revolución de Zanzíbar; el Golpe de Estado en Brasil de 1964 puso fin a la Cuarta República Brasileña e inició la dictadura militar; el Estadio Nacional del Perú, donde murieron 328 personas en medio de una multitud; se libra un conflicto armado entre el FRELIMO y Portugal; La Feria Mundial de Nueva York de 1964 celebró el 300 aniversario de la toma de Nueva Ámsterdam por las fuerzas británicas bajo el rey Jacobo II.

1964 (MCMLXIV) fue un año bisiesto comenzado en miércoles según el calendario gregoriano.

## Acontecimientos

### Enero
- 1 de enero: se disuelve la unión entre Rodesia y Nyasalandia.
- 3 de enero: en los Estados Unidos, el senador Barry Goldwater anuncia que se postulará para presidente por el partido Republicano.
- 4 de enero: el papa Pablo VI visita Jerusalén, donde se entrevista con Atenágoras I (patriarca de Constantinopla y jefe de la Iglesia ortodoxa griega).
- 5 de enero: en Jerusalén, el papa Pablo VI y el Patriarca Atenágoras I realizan el primer encuentro entre líderes de la Iglesia católica y la ortodoxa desde el siglo XV.
- 7 de enero: la empresa británica Leyland Motor Corp. anuncia la venta de 450 autobuses a la República de Cuba, desafiando el bloqueo económico de Estados Unidos.
- 8 de enero: en los Estados Unidos, el presidente Lyndon Johnson declara en su primer discurso la «guerra a la pobreza».
- 9 de enero: en Panamá (Día de los Mártires) se genera una grave crisis internacional, cuando en la zona del Canal tropas estadounidenses abren fuego sobre civiles panameños. Mueren 21 panameños y 4 soldados estadounidenses.
- 10 de enero: Panamá rompe relaciones diplomáticas con Estados Unidos.
- 11 de enero: en los Estados Unidos, el ministro de salud Luther Leonidas Terry realiza la primera declaración pública gubernamental contra el tabaco.
- 12 de enero: en Zanzíbar, el gobierno predominantemente árabe es derrocado por rebeldes nacionalistas africanos. Un destructor estadounidense debe evacuar a 61 ciudadanos de esa nacionalidad.
- En China comienzan los patrullajes navales de rutina en el mar del sur de China.
- 13 de enero: el líder cubano Fidel Castro aterriza en Moscú, en una visita sorpresa.
- 13 de enero: En El Cairo (Egipto) se realiza la primera conferencia de reyes y presidentes de 13 países árabes.
- 16 de enero: en el teatro St. James de Nueva York se estrena la obra Hello, Dolly!.
- 16 de enero: en los Estados Unidos, John Glenn (42), el primer estadounidense que orbitó la Tierra, renuncia al programa espacial y anuncia su candidatura a senador demócrata por Ohio.
- 17 de enero: Roald Dahl publica en los Estados Unidos Charlie y la fábrica de chocolate, (la edición británica fue publicada el 23 de noviembre).
- 18 de enero: en los Estados Unidos se anuncian los planes para construir las Torres Gemelas (el Centro Mundial de Comercio).
- 18 de enero: en Taiwán, un terremoto de 6,3 deja un saldo de 106 muertos y 11.000 edificios destruidos.
- 20 de enero: en los Estados Unidos se lanza Meet the Beatles, el primer álbum del grupo de rock The Beatles.
- 22 de enero: en Rodesia del Norte, Kenneth Kaunda es nombrado primer presidente de la nación.
- 23 de enero: en los Estados Unidos, trece años después de haber sido propuesta, se ratifica la Vigesimocuarta Enmienda a la Constitución, que prohíbe condicionar por medio de impuestos el derecho al voto en las elecciones federales.
- 23 de enero: en Broadway (Nueva York) se estrena After the Fall (Después de la caída), de Arthur Miller. Esta obra parcialmente autobiográfica generó controversia debido a que la descripción que hace de su difunta exesposa Marilyn Monroe.
- 27 de enero: Francia y China anuncian su decisión de establecer relaciones comerciales.
- 27 de enero: la senadora estadounidense Margaret Chase Smith (66) del Partido Republicano anuncia su candidatura como presidenta.
- 28 de enero: cerca de Erfurt (Alemania del Este), aviones caza soviéticos derriban un avión espía estadounidense. Mueren los tres tripulantes.
- 29 de enero: en Innsbruck (Austria) se inauguran los Juegos Olímpicos de Invierno.
- 29 de enero: la Unión Soviética lanza con un solo cohete dos satélites científicos: Elektron I y II.
- 29 de enero: la NASA estadounidense lanza la Ranger 6, satélite que terminaría estrellándose contra la Luna.
- 30 de enero: en Vietnam del Sur, el general Nguyen Khanh realiza un golpe de Estado y reemplaza a Duong Van Minh como primer ministro.

### Febrero
- 1 de febrero: en los Estados Unidos, el grupo británico de rock The Beatles alcanzan por primera vez el primer lugar en las listas discográficas, con la canción «I Want to Hold Your Hand».
- 2 de febrero:
  - La sonda estadounidense Ranger 6 llega a la Luna, pero no puede retransmitir imágenes a causa de una avería en la cámara.
  - Detención de siete activistas del Partido Nacionalista Vasco.
- 3 de febrero: en Nueva York (Estados Unidos), en protesta contra la discriminación racial de facto en las escuelas, grupos de negros y puertorriqueños boicotean las escuelas públicas.
- 6 de febrero: el gobierno socialista cubano corta el suministro normal de agua a la base naval estadounidense de Guantánamo (considerada como un elemento invasivo de la soberanía de la isla) como represalia al secuestro de cuatro barcos de pesca cubanos ante las costas de Florida (el 2 de febrero).
- 7 de febrero:
  - En Jackson (Estados Unidos) un jurado no se pone de acuerdo en el veredicto contra Byron De La Beckwith por el asesinato de Medgar Evers (en junio de 1963).
  - El inmunólogo estadounidense Thomas Marchioro informa de que el suero antilinfocitos obtenido de caballos mitiga la reacción de rechazo de los trasplantes de riñón.
  - Un incendio asola una gran parte de las islas australianas de Tasmania y causa 52 muertos.
  - The Beatles llegan por primera vez a Nueva York.
  - La diócesis de León cede al INI el convento de San Marcos.
- 9 de febrero:
  - En los Estados Unidos, The Beatles y Richard Terrance McDermott (corredor olímpico estadounidense) aparecen por primera vez en The Ed Sullivan Show.
  - En Innsbruck (Austria) concluyen los Juegos Olímpicos de Invierno.
- 11 de febrero:
  - En Chipre, tropas griegas y turcas combaten en Limassol.
  - El gobierno de Taiwán corta relaciones diplomáticas con Francia, debido a que los franceses reconocieron a la República Popular China.
- 13 de febrero: España y Mauritania firman un acuerdo pesquero y comercial.
- 14 de febrero: en Valencia (España) se inaugura la Tercera Feria del Juguete.
- 15 de febrero: en Barcelona, gran éxito de la obra teatral María Rosa, de Ángel Guimerà, interpretada en su versión catalana por la compañía de Núria Espert.
- 15 y 21 de febrero: Dos terremotos sacuden las islas Azores.
- 17 de febrero: en los Estados Unidos, en Wesberry v. Sanders (376 US 1 1964), la Suprema Corte declara que los distritos congresales deben tener aproximadamente la misma población.
- 18 de febrero: el gobierno de Estados Unidos pide explicaciones al gobierno español acerca de las relaciones que mantiene con Cuba.
- 19 de febrero:
  - Paul Simon escribe The Sounds of Silence.
  - En Grecia, Georgios Papandreu jura el cargo de presidente ante el rey Pablo I.
  - Se recobra el cuadro de Rubens Cabezas de negros, que había sido robado del museo de Bruselas.
- 20 de febrero: Jerome Horowitz, Jonathan Chua y Michael Noel dan a conocer la síntesis de la zidovudina, una droga antiviral que más tarde se usará para combatir el VIH.
- 21 de febrero: en el teatro Reina Victoria (de Madrid) se estrena Nos venden el piso, de Alfonso Paso.
- 26 de febrero: en los Estados Unidos, el exastronauta John Glenn (42) se resbala con una alfombra de baño en su apartamento en Columbus (Ohio) y se golpea la cabeza contra la bañera, lastimándose el oído interno izquierdo. A fines de esa semana anuncia su retiro de la candidatura para senador nacional.
- 27 de febrero: el gobierno italiano pide ayuda para evitar la caída de la Torre Inclinada de Pisa.
- 28 de febrero: en Estambul (Turquía) Turgut Erenerol es nombrado segundo patriarca de la Iglesia Ortodoxa Turca, con el nombre de Eftim II.
- 29 de febrero:
  - El presidente estadounidense Lyndon Johnson anuncia que se ha desarrollado un avión (el A-11), capaz de volar a más de 3200 km/h a más de 20 km de altura.
  - En la puerta de la casa de sus padres en Buenos Aires (Argentina), Raúl Alterman (32), militante del Partido Comunista, es asesinado a balazos en un ataque antisemita en represalia por la captura del criminal nazi Adolf Eichmann en las afueras de Buenos Aires, en 1960.
- En febrero:
- En Buenos Aires (Argentina), la CGT (Confederación General del Trabajo) lanza su «primer plan de lucha», exigiendo la inmediata libertad de todos los detenidos, restitución de las personerías gremiales, participación activa de los trabajadores en la administración y dirección de las empresas, urgente solución al problema de los salarios, las jubilaciones y las pensiones, anulación de los contratos petroleros, reforma agraria, y plena instauración del derecho a la autodeterminación de los pueblos.
- En la isla de Nueva Hanover da comienzo el así llamado "culto a Johnson", cuando los lavongai votaron masivamente por el presidente estadounidense Lyndon B. Johnson en las primeras elecciones de Papúa y Nueva Guinea. El hecho fue un manifiesto político contra las autoridades australianas que administraban el territorio.

### Marzo
- 3 de marzo: en Bilbao se inaugura la Tercera Feria Técnica de la Máquina Herramienta.
- 4 de marzo: un jurado federal estadounidense encarcela a Jimmy Hoffa, presidente del sindicato del transporte (Teamsters Union), por haber manipulado a otro jurado federal en 1962.
- 6 de marzo:
  - Constantino II es coronado rey de Grecia.
  - El boxeador estadounidense Cassius Clay cambia su nombre a Muhammad Ali.[1]
- 8 de marzo: en Nueva York, Malcolm X, tras ser suspendido de la Nación del Islam, declara que está formando un partido nacionalista negro.
- 9 de marzo:
  - en los Estados Unidos, en el juicio «New York Times contra Sullivan» (376 US 254 1964), la Corte Suprema declara que bajo la Primera Enmienda, no se puede censurar un discurso que critique a cualquier figura política.
  - se firma el Convenio de Pesca de Londres, que otorga a los signatarios el derecho de pleno acceso a los caladeros dentro de las 12 millas náuticas de la costa de Europa occidental.
- 10 de marzo:
  - En Alemania del Este, aviones caza soviéticos derriban un «avión de reconocimiento» estadounidense. Los tres tripulantes se salvan tirándose en paracaídas.
  - Henry Cabot Lodge (embajador en Vietnam del Sur) gana las elecciones primarias en Nueva Hampshire (Estados Unidos).
- 11 de marzo: Raúl Leoni toma posesión como presidente de Venezuela.
- 13 de marzo: en Nueva York (Estados Unidos) un asesino en serie mata a puñaladas a Kitty Genovese (28). Las personas que asistieron a su asesinato no hicieron nada por ayudarla o llamar a la policía. Se considera un caso de efecto espectador (que desde ese año se llamará «síndrome Genovese»).
- 14 de marzo: un jurado de Dallas (Estados Unidos) declara a Jack Ruby culpable del asesinato de Lee Harvey Oswald, quien a su vez se creía que en 1963 había asesinado al presidente Kennedy.
- 16 de marzo:
  - El presidente de la república peruana Fernando Belaúnde Terry crea la ley N.º 14965, creando así el Distrito de Independencia, que hoy en día es el centro económico de Lima Norte
  - El presidente francés Charles de Gaulle visita México siendo recibido por el presidente Adolfo López Mateos.
- 17 de marzo: en el pueblo de La Esperanza, cercano al aeropuerto tinerfeño de Los Rodeos, un avión DC-3 sufre un accidente aéreo al intentar un aterrizaje nocturno, causando el fallecimiento de cuatro tripulantes y una veintena de heridos, entre ellos el entonces ministro de Trabajo, Jesús Romeo Gorría, y otros altos cargos y periodistas. (Accidente de La Esperanza).[2]
- 20 de marzo: se inaugura la ESRO (Organización Europea de Investigación Espacial), precursora de la Agencia Espacial Europea.
- 21 de marzo: en Italia, la cantante Gigliola Cinquetti gana el Concurso de la Canción Eurovisión, con la canción Non ho l’età (No tengo edad para amarte): música de Nicola Salerno, y letra de Mario Panzeri.
- 26 de marzo: el ministro de Defensa de Estados Unidos, Robert McNamara, reitera la determinación de su gobierno por incrementar la ayuda económica y militar a Vietnam del Sur en su guerra contra la insurgencia comunista.
- 27 de marzo: en Alaska se registra un terremoto de 9,2, el más fuerte registrado de la historia de Estados Unidos, matando a 131 personas y destruyendo la ciudad de Anchorage, Alaska.
- 29 de marzo: se inaugura la primera radio pirata británica: Radio Caroline. Emite desde un barco anclado en el límite de las aguas territoriales británicas.
- 30 de marzo: en los Estados Unidos se inaugura el show de entretenimientos y juegos Jeopardy! de Merv Griffin, en la cadena NBC. Su primer presentador es Art Fleming.
- 31 de marzo: en Río de Janeiro (Brasil), el mariscal Humberto de Castelo Branco derroca al presidente João Goulart.
- En marzo, en Argentina, con grandes movilizaciones, actos en plazas y lugares públicos y tomas de fábricas (en muchos casos con rehenes de las patronales) se desarrolla el plan de lucha de la CGT (Confederación General del Trabajo).

### Abril
- 2 de abril:
  - Tras ser derrocado por la oligarquía y el Ejército, el expresidente de Brasil João Goulart encuentra asilo político en Uruguay.
  - El Gobierno estadounidense libera de la cárcel a la señora Malcolm Peabody (72) —madre de Endicott Peabody, gobernador de Massachusetts— después de pagar una fianza de 450 dólares, después de pasar dos días encarcelada en St. Augustine (Florida), debido a su participación en una manifestación segregación racial en los Estados Unidos.
- 4 de abril:
  - El grupo británico The Beatles, en un caso único, ocupa las primeras cinco posiciones en la lista estadounidense de sencillos Billboard top 40 con «Can't Buy Me Love», «Twist and Shout», «She Loves You», «I Want to Hold Your Hand», y «Please, Please Me».
  - Tres amigos de secundaria en Hoboken (Nueva Jersey), abren el primer BLIMPIE en la calle Washington St.
- 5 de abril: en Puncholing (cerca de la frontera con la India), Jigme Dorfi, primer ministro del reino himalayo de Bután, es asesinado a tiros por un asesino no identificado.
- 6 de abril: en el lago de Maracaibo (Venezuela), el supertanquero Esso Maracaibo sufrió una falla la cual le hizo perder el rumbo, rozando así con las pilas 31 y 32 del Puente General Rafael Urdaneta provocando el derrumbe de 249 metros de su estructura.
- 7 de abril:
  - En los Estados Unidos, la empresa IBM presenta su primer modelo de la computadora serie 360.
  - En España se inauguran las cuevas de Canalobre, atracción turística de Alicante.
- 8 de abril:
  - Estados Unidos lanza el Gemini 1 (vuelo no tripulado).
  - En los Estados Unidos, cuatro de los cinco sindicatos ferroviarios declaran una huelga sin aviso, para resolver cinco años de disputas sobre leyes laborales.
  - En los Estados Unidos se estrena la película From Russia With Love.
- 9 de abril: el Consejo de Seguridad de las Naciones Unidas adopta (por 9 votos contra 0) una resolución deplorando el ataque británico contra un fuerte en Yemen 12 días atrás, en el que murieron 25 personas.
- 11 de abril: en Brasil, el Congreso elige al general Humberto Castelo Branco como presidente de facto.
- 12 de abril: Malcolm X pronuncia el discurso llamado «Los votos o las balas».
- 14 de abril:
  - En Cabo Cañaveral (Florida), la tercera etapa de un cohete Delta se enciende prematuramente en una sala de ensamblaje, matando a tres técnicos.
  - En un pozo a 204 metros bajo tierra, en el área U9bc del Sitio de pruebas atómicas de Nevada (a unos 100 km al noroeste de la ciudad de Las Vegas), a las 8:40 (hora local) Estados Unidos detona su bomba atómica Hook, de 3 kt. Es la bomba n.º 364 de las 1132 que Estados Unidos detonó entre 1945 y 1992.
  - En La Habana (Cuba), el comandante Ernesto Che Guevara parte hacia Argelia para participar en una conferencia internacional.
- 16 de abril: el gobierno británico sentencia a 307 años de prisión a 12 hombres que realizaron el «asalto al tren postal de Glasgow-Londres» (habían robado 2,6 millones de libras esterlinas en billetes usados en el tren de Glasgow a Londres en agosto de 1963).
- 17 de abril:
  - En un pozo a 119 metros bajo tierra, en el área U9au del Sitio de pruebas atómicas de Nevada (a unos 100 km al noroeste de la ciudad de Las Vegas), a las 7:29 (hora local) Estados Unidos detona su bomba atómica Bogey, de menos de 20 kt. Es la bomba n.º 366 de las 1132 que Estados Unidos detonó entre 1945 y 1992.
  - Jerrie Mock se convierte en la primera mujer en dar la vuelta al mundo por el aire.
  - En Nueva York, la empresa estadounidense Ford Motor Company estrena el primer Ford Mustang en el Expo Car.
  - En Flushing (estado de Nueva York) se inaugura el estadio Shea.
- 18 de abril: en la localidad salteña de Orán (Argentina), fuerzas de Gendarmería sorprenden y desbaratan al EGP (Ejército Guerrillero del Pueblo).
- 19 de abril: en Laos, un grupo militar liderado por el brigadier general Kouprasith Abhay depone al gobierno de coalición liderado por el príncipe Souvanna Phouma.
- 20 de abril:
  - El premier soviético Nikita Jruschov (desde Moscú) y el presidente estadounidense Lyndon Johnson (desde Nueva York) anuncian simultáneamente los planes para reducir la producción de materiales para construir armas nucleares.
  - En Sudáfrica, Nelson Mandela pronuncia su discurso «Estoy listo para morir» en la apertura del Proceso de Rivonia, un momento clave del movimiento antiapartheid.
  - En el Reino Unido, comienza su radiodifusión la BBC2.
- 21 de abril: en la localidad salteña de Orán (Argentina), fuerzas de Gendarmería hacen desaparecer al guerrillero Jorge Ricardo Masetti.
- 22 de abril:
  - La Unión Soviética entrega al empresario británico Greville Wynne (encarcelado en 1963 por espía), a cambio del espía soviético Gordon Lonsdale.
  - Se inaugura la Feria de Nueva York, para celebrar el trigésimo centésimo aniversario de la toma de la ciudad neerlandesa de Nueva Ámsterdam por fuerzas británicas al mando del duque de York, quien más tarde sería el rey Jacobo II. La ciudad fue renombrada Nueva York en 1664. Esta feria estuvo abierta hasta el 18 de octubre de 1964 y fue reinaugurada el 21 de abril del año siguiente; siendo clausurada definitivamente el 17 de octubre de 1965. Dado que las ferias mundiales solamente se celebran decenalmente en cada país, y como la anterior se había realizado en Seattle (Estados Unidos) dos años atrás, esta no fue reconocida por la oficina internacional de exposiciones, la cual pidió a sus países miembros que no asistieran. No obstante la ausencia de Canadá, Australia, la Unión Soviética y varios países europeos como Alemania Occidental, Francia o el Reino Unido, 71 países concurrieron a la misma.[3]
- 25 de abril: en Copenhague (Dinamarca) miembros del movimiento situacionista decapitaron la estatua de La Sirenita, como parte de una campaña contra la sociedad de consumo.[4] Aunque el atentado se atribuyó a Jørgen Nash, los medios daneses consideraron culpable al pintor Henrik Bruun quien nunca confesó la autoría del crimen.[5][6]
- 26 de abril: Tanganika y Zanzíbar se unen y forman Tanzania.

### Mayo
- 1 de mayo: a las 4:00 h, John George Kemeny y Thomas Eugene Kurtz hacen correr el primer programa escrito en el lenguaje de programación BASIC (Beginners’ All-purpose Symbolic Instruction Code: código de instrucción simbólica de todo propósito para principiantes), un lenguaje de programación de alto nivel fácil de aprender que ellos han creado. El BASIC será incluido finalmente en muchas computadoras y consolas de juego.
- 2 de mayo:
  - En Argentina se inauguran y comienzan las transmisiones de la señal de TV LV 82 Canal 8 de la provincia de San Juan
  - En Meadville (Misisipi), dos muchachos negros que hacían autostop son secuestrados y asesinados por el Ku Klux Klan. Sus cuerpos descompuestos fueron encontrados en julio, durante la búsqueda de otros tres activistas negros.
  - En la elección presidencial republicana de Texas (Estados Unidos), el senador Barry Goldwater recibe más del 75% de los votos.
  - En Saigón, Vietnam del Sur en el contexto de la guerra de Vietnam dos comandos del Frente Nacional de Liberación de Vietnam (conocido por los estadounidenses como Viet Cong) hunden el portaaviones de escolta USNS Card.
- 4 de mayo: en España se estrena con gran éxito la película La verbena de la paloma, de José Luis Sáenz de Heredia, protagonizada por Concha Velasco y Vicente Parra.
- 5 de mayo: Israel realiza su primer intento de desviar las aguas del río Jordán hacia el desierto del Néguev.
- 7 de mayo:
  - Un avión Fairchild F-27 de la empresa Pacific Air Lines se estrella cerca de San Ramón (California), muriendo las 44 personas a bordo. Un informe del FBI declarará que una cinta de grabación demuestra que un pasajero suicida había asesinado al piloto y al copiloto.
  - En una demostración del sistema Rocket mail, entrega de paquetes de correo por medio de cohetes dirigidos, llevada a cabo por Gerhard Zucker en la montaña Hasselkopf, cerca de Braunlage (Baja Sajonia, Alemania), mueren tres personas por la explosión de un cohete.
- 9 de mayo: en Corea del Sur, el presidente Chung Hee Park cambia su gabinete después de una serie de manifestaciones estudiantiles contra sus esfuerzos por restablecer las relaciones diplomáticas y comerciales con Japón.
- 10 de mayo:
  - En Túnez se nacionalizan todas las tierras pertenecientes a los europeos.
  - En Honduras se funda la Liga Nacional de Fútbol Profesional.
- 14 de mayo:
  - En Egipto se inaugura la presa de Asuán.
  - En Italia arrestan por primera vez a Luciano Liggio, mafioso siciliano llamado la Prímula Rossa. Resultará absuelto en 1969 por insuficiencia de pruebas.
- 17 de mayo: en Francia, Claude Lévi-Strauss publica su libro: Lo crudo y lo cocido.
- 19 de mayo: el Departamento de Estado de los Estados Unidos anuncia que encontraron más de 40 micrófonos ocultos en las paredes de la embajada estadounidense en Moscú.
- 20 de mayo se estrena en Estados Unidos la película Viva Las Vegas protagonizada por Elvis Presley y Ann Margret, la cual se convierte en un éxito de recudación superando A Hard Day's Night de The Beatles.
- 23 de mayo:
  - En París, la señora Madeline Dassault (63), esposa de un político y constructor de aviones, es secuestrada mientras dejaba su auto frente a su casa. Al día siguiente es liberada indemne en una granja a 40 km de París.
  - El pintor Pablo Picasso termina su cuarta Cabeza de un barbudo.
- 24 de mayo: en Lima se produce el disturbio más mortífero en un evento deportivo, cuando murieron 328 personas y más de 500 resultaron heridas, en un partido de fútbol internacional entre el equipo del Perú y la selección de Argentina.[7] El juego era parte de la clasificación para los Juegos Olímpicos de 1964. El tumulto comenzó ante la anulación, por parte del árbitro Ángel Pazos, de un gol para el seleccionado local. Esto desencadenó protestas y, finalmente, una pelea en las tribunas entre las hinchadas de ambas selecciones. La policía, entonces, comenzó a disparar gases lacrimógenos a las gradas, lo que generó una estampida hacia las salidas; la mayoría de las muertes ocurrieron cuando las personas fueron pisoteadas o atrapadas contra las puertas cerradas.[8]
- 27 de mayo:
  - En Palestina, 422 congresales representantes de campos de refugiados, organizaciones sindicales y empresariales, personalidades de la cultura y grupos juveniles y femeninos crean la OLP (Organización para la Liberación de Palestina).
  - En Colombia, el campesino y guerrillero comunista Manuel Marulanda Vélez, conocido como Tirofijo (1930-2008), funda las Fuerzas Armadas Revolucionarias de Colombia (FARC).[9]
  - En India muere el primer ministro de la India Jawaharlal Nehru. Lo sucede Lal Shastri.
- 30 de mayo: fallece en el circuito de Indianápolis el piloto de automovilismo Eddie Sachs durante la celebración de las 500 Millas de Indianápolis.

### Junio
- 2 de junio:
  - El senador Barry Goldwater gana las elecciones primarias del partido republicano en California.
  - Se venden cinco millones de acciones de la Comsat (Communications Satellite Corporation) a 20 dólares cada una, y se venden todas de inmediato.
- 3 de junio: el presidente de Corea del Sur, Park Chung Hee, declara la ley marcial en Seúl, después de que 10 000 estudiantes superan a la policía.
- 6 de junio: en el área de Cuxhaven, una orden provisoria detiene los experimentos de cohetes.
- 7 de junio: el grupo británico The Beatles viajan por los canales de Ámsterdam.
- 9 de junio: en la corte federal de Kansas City, condena al desertor George John Gessner (28), por pasar secretos de Estados Unidos a la Unión Soviética.
- 11 de junio:
  - Grecia se niega a negociar Chipre con los turcos.
  - En Colonia (Alemania) el militar Walter Seifert ataca con un lanzallamas a estudiantes y maestros de una escuela primaria: mata a 10 e hiere a 21.
- 12 de junio:
  - En Sudáfrica, el gobierno racista condena a cadena perpetua a Nelson Mandela —líder del Congreso Nacional Africano— y a otros siete, en la cárcel de la isla Robben.
  - El gobernador de Pensilvania, William Scranton, anuncia su candidatura para la nominación del partido Republicano, como parte de un movimiento para detener a Goldwater.
- 16 de junio: en Reino Unido, Myra Hindley y Ian Brady secuestran a Keith Bennett (de 12 años de edad).
  - en Japón, un terremoto de 7,6 sacude la ciudad de Niigata, matando a 36 personas y provocando la licuefacción de gran parte de la ciudad.
- 18 de junio: en San Agustín (estado de Florida), después de que Martin Luther King fue echado del restaurante del Monson Motor Lodge debido a la segregación racial en los Estados Unidos, un grupo de simpatizantes blancos y negros se introducen en la piscina del hotel (que era solo para blancos). El gerente del hotel arrojó dos botellas de ácido muriático en el agua para hacer que salieran.[10]
- 19 de junio: en un accidente privado de aviación en Southampton (Massachusetts), el senador Edward Kennedy (32) queda gravemente herido. El piloto fallece.
- 21 de junio:
  - Cerca del poblado Filadelfia (Misisipi), tres trabajadores del Congreso de Igualdad Racial, Michael Schwerner, Andrew Goodman y James Chaney, son secuestrados y asesinados por miembros locales de los Caballeros Blancos del Ku Klux Klan con policías locales involucrados en la conspiración. Sus cuerpos no se encuentran hasta el 4 de agosto.
  - España gana el Campeonato de Fútbol Europeo al derrotar a la Unión Soviética por 2 a 1.
- 23 a 25 de junio: en Suazilandia se celebran las primeras elecciones democráticas.
- 25 de junio: el papa Pablo VI condena la píldora anticonceptiva.
- 26 de junio:
  - Desde su exilio en España, Moise Tshombe vuelve a Congo.
  - En Caracas (Venezuela), el Gobierno rompe relaciones diplomáticas y comerciales con Cuba, acusando a Fidel Castro de exportar la revolución violenta. Las guerrillas rurales combaten en todo el territorio venezolano.

### Julio
- 2 de julio: el presidente Lyndon Johnson firma la Ley de Derechos Civiles de 1964, aboliendo formalmente la segregación racial en los Estados Unidos.
- 5 de julio:
  - En Inglaterra nace la banda de rock psicodélico Pink Floyd.
  - En México se celebran las elecciones presidenciales, en las que gana Gustavo Díaz Ordaz.
- 6 de julio: Malaui se independiza del Imperio británico.
- 6 de julio: en el estado de Guerrero, México, se registra un terremoto de 7,2 que deja 40 fallecidos.
- 8 de julio: el ejército de Estados Unidos anuncia que las bajas en Vietnam ascienden a 1387, incluyendo 399 muertos y 17 desaparecidos en combate.
- 10 de julio: la banda británica The Beatles lanza su tercer álbum A Hard Day's Night
- 15 de julio: muerte de Luis Batlle Berres político y periodista uruguayo.
- 16 de julio: en la Convención Nacional Republicana, en San Francisco, el candidato presidencial Barry Goldwater declara que «en la defensa de la libertad, el extremismo no es un vicio», y que «en la búsqueda de la justicia, la moderación no es una virtud».
- 18 de julio: en Harlem se libran batallas campales debido al racismo.
- 19 de julio: en un mitin en Saigón (Vietnam del Sur), el primer ministro Nguyen Khanh exhorta a expandir la guerra hacia Vietnam del Norte.
- 21 de julio: comienzan los disturbios raciales en Singapur entre las comunidades étnicas china y malaya.
- 22 de julio: se realiza el segundo encuentro de la Organización de la Unidad Africana.
- 24 de julio: en el Teatro Colón de Buenos Aires (Argentina) se estrena la ópera Don Rodrigo, del compositor Alberto Ginastera.
- 27 de julio: llegan otros 5000 «consejeros militares» estadounidenses a Vietnam del Sur, aumentando el número de soldados estadounidenses a 21 000.
- 31 de julio: el Ranger 7 envía las primeras fotografías cercanas de la Luna (las imágenes son mil veces más claras que cualquiera sacada con un telescopio terrestre).
- En julio, en Colombia, el ejército pone fin al cabo de un año de combates a la república independiente fundada por el guerrillero apodado Tirofijo, de las FARC (Fuerzas Armadas Revolucionarias de Colombia).
- En julio, en toda Argentina, en cumplimiento del «primer plan de lucha» de la CGT (Confederación General del Trabajo) contra el Gobierno de Arturo Umberto Illia, en solo cuatro meses se han registrado más de diez mil ocupaciones de fábricas con movilización obrera.

### Agosto
- 1 de agosto:
  - En Venezuela se inaugura el canal de televisión Cadena Venezolana de Televisión, a través de la frecuencia 8 banda VHF, el cual más tarde pasaría a ser Venezolana de Televisión, tras su adquisición por parte del Estado venezolano.
  - Se emite Senorella and the Glass Huarache, el último dibujo animado de los Looney Tunes. Jack Warner cierra la división de dibujos animados de Warner Bros.
  - Se funda en Pascuales, Guayaquil el Partido Comunista Marxista Leninista del Ecuador.
- 4 de agosto:
  - En Misisipi se encuentran los cadáveres de los trabajadores por los derechos civiles Michael Schwerner, Andrew Goodman y James Chaney, que habían sido asesinados por policías blancos el 21 de junio.
  - En el golfo de Tonkín (entre Vietnam del Norte y China), torpederos norvietnamitas atacan a los destructores Maddox y C. Turner Joy, estacionados en aguas norvietnamitas. El apoyo aéreo desde el portaaviones Ticonderoga hunde dos o tres naves.
- 5 de agosto:
  - En la operación Pierce Arrow, aviones de los portaaviones Ticonderoga y Constellation bombardean poblaciones civiles en Vietnam del Norte, en venganza por la defensa norvietnamita contra destructores estadounidenses en aguas norvietnamitas.
  - En el Congo Belga, el ejército rebelde Simba captura Stanleyville, y toma mil rehenes occidentales.
  - En Buenos Aires (Argentina) se funda el Movimiento Revolucionario Peronista (MRP).
- 6 de agosto: en las montañas de Nevada (Estados Unidos), un ingeniero agrónomo llamado Donald Currey (1934-2004) corta «para propósitos de investigación» el pino longevo Prometeo, que ―con poco más de 5000 años de edad― fue el organismo vivo más antiguo de la Tierra. (Ver árbol Matusalén).
- 7 de agosto: el congreso de Estados Unidos aprueba una ley (la Resolución del golfo de Tonkín), dándole al presidente Lyndon B. Johnson amplios poderes para decidir acerca de los ataques contra las fuerzas estadounidenses en Vietnam.
- 8 de agosto: en Scheveningen (barrio de La Haya) en la policía neerlandesa antimotines ataca a los espectadores de un recital de los Rolling Stones.
- 13 de agosto: el gobierno británico ejecuta a los asesinos Gwynne Owen Evans y Peter Anthony Allen. Último caso de pena capital de las islas.
- 16 de agosto: ayudado por Estados Unidos, el general Nguyen Khanh derroca al jefe de Estado vietnamita Duong Van Minh y establece una nueva constitución y un gobierno títere proestadounidense.
- 19 de agosto: en el área de pruebas atómicas de Nevada (a unos 100 km al noroeste de la ciudad de Las Vegas), a las 8:00 a. m. (hora local) Estados Unidos detona su bomba atómica Alva, de 4.4 kt. Es la bomba n.º 380 de las 1129 que Estados Unidos detonó entre 1945 y 1992.
- 22 de agosto:
  - En el área de pruebas atómicas de Nevada, a las 14:17 a. m. (hora local) Estados Unidos detona su bomba atómica Canvasback, de 18 kt (a 448 m bajo tierra).
  - En los Estados Unidos ―en el marco de la segregación racial en los Estados Unidos que terminaría en 1965― la activista por los derechos civiles Fannie Lou Hamer, vicepresidenta del Partido Democrático Libertad de Misisipi desafía a la delegación de blancos de Misisipi.
  - En Londres (Reino Unido) se celebra el primer festival de Notting Hill.
- 23 de agosto: en Tlalnepantla (Estado de México) se consagra la Catedral de Corpus Christi.
- 24 a 27 de agosto: en Atlantic City, la Convención Nacional Demócrata nomina al presidente Lyndon B. Johnson como candidato para otro periodo completo.
- 27 de agosto: en el área de pruebas atómicas de Nevada (a unos 100 km al noroeste de la ciudad de Las Vegas), a las 6:30 (hora local), Estados Unidos detona a 91 m bajo tierra su bomba atómica Player, de 20 kt. Es la bomba n.º 382 de las 1129 que Estados Unidos detonó entre 1945 y 1992.
- 28 de agosto:
  - En los Estados Unidos, el cantautor estadounidense Bob Dylan les hace probar marihuana por primera vez a los miembros del grupo británico de rock The Beatles.[11]
  - En la ciudad estadounidense de Filadelfia se desatan disturbios entre los residentes afroamericanos y la policía, provocando 341 heridos y 774 arrestos.
  - En el área de pruebas atómicas de Nevada (a unos 100 km al noroeste de la ciudad de Las Vegas), a las 9:06 (hora local), Estados Unidos detona a 364 m bajo tierra su bomba atómica Haddock, de 20 kt. Es la bomba n.º 383 de las 1129 que Estados Unidos detonó entre 1945 y 1992.
- 29 de agosto: Se funda el partido nacionalista de orientación hinduista Consejo Mundial Hindú.
- 30 de agosto: se lleva a cabo la misión Snake Eater en Tselinoyark, Unión Soviética (actual Tayikistán), es la segunda misión asignada a Naked Snake.

### Septiembre
- 2 de septiembre: se finaliza la misión Snake Eater, y Naked Snake da de baja el Shagohod.
- 10 de septiembre: Alemania recibe un millón de trabajadores extranjeros.
- 11 de septiembre: en el Área U9bd del Sitio de pruebas atómicas de Nevada (a unos 100 km al noroeste de la ciudad de Las Vegas), a las 6:00 (hora local), Estados Unidos detona a 180 m bajo tierra su bomba atómica n.º 385, Spoon, de 0.2 kt.
- 13 de septiembre: en el mar Caribe, 120 km al noreste de la isla de Cuba, grupos anticastristas armados por la CIA estadounidense y apoyados por la Guardia Costera estadounidense atacan al carguero español Sierra Aránzazu y matan a tres tripulantes, incluido el capitán. La CIA pagará una indemnización de un millón de dólares (que, debido a la inflación, en 2015 equivaldrían a 7,5 millones de dólares).
- 14 de septiembre: en Ciudad del Vaticano se abre el tercer periodo del Concilio Vaticano II.
- 14 de septiembre: se cierra el diario Daily Herald. Lo reemplaza The Sun.
- 16 de septiembre: la empresa ABC presenta Shindig!, con musicales de los años sesenta.
- 17 de septiembre: en el Bosque de Chapultepec (México) se inaugura el Museo Nacional de Antropología e Historia.
- 17 de septiembre: en el Teatro de la Ópera de Hamburgo (Alemania) se inaugura la ópera Der Zerrissene (‘el sarraceno’) de Gottfried von Einem.
- 19 de septiembre: en Madrid (España) un millar de personas se concentran frente a la embajada estadounidense, coreando «¡Asesinos!» y «¡Cuba sí, yanquis no!», debido al ataque terrorista de la CIA estadounidense contra el carguero español Sierra Aránzazu (que transportaba juguetes y alimentos hacia Cuba, y que habían confundido con el carguero cubano Sierra Maestra).[12] La CIA le pagará a la dictadura de Franco una indemnización de un millón de dólares (que, debido a la inflación del dólar estadounidense, en 2024 equivaldrían a 10,1 millones de dólares).[13]
- 21 de septiembre: Malta se independiza del Reino Unido (ya conseguida el 4 de marzo). Conseguirá la libertad definitiva el 13 de septiembre de 1974.
- 24 de septiembre: se publica el reporte de la Comisión Warren, la primera investigación oficial del asesinato del presidente John F. Kennedy.
- 25 de septiembre: en Mozambique, el Frente para la Liberación de Mozambique comienza la Guerra de Independencia.
- 29 de septiembre: en Buenos Aires (Argentina), se publica por primera vez la tira cómica Mafalda, creada por Quino.

### Octubre

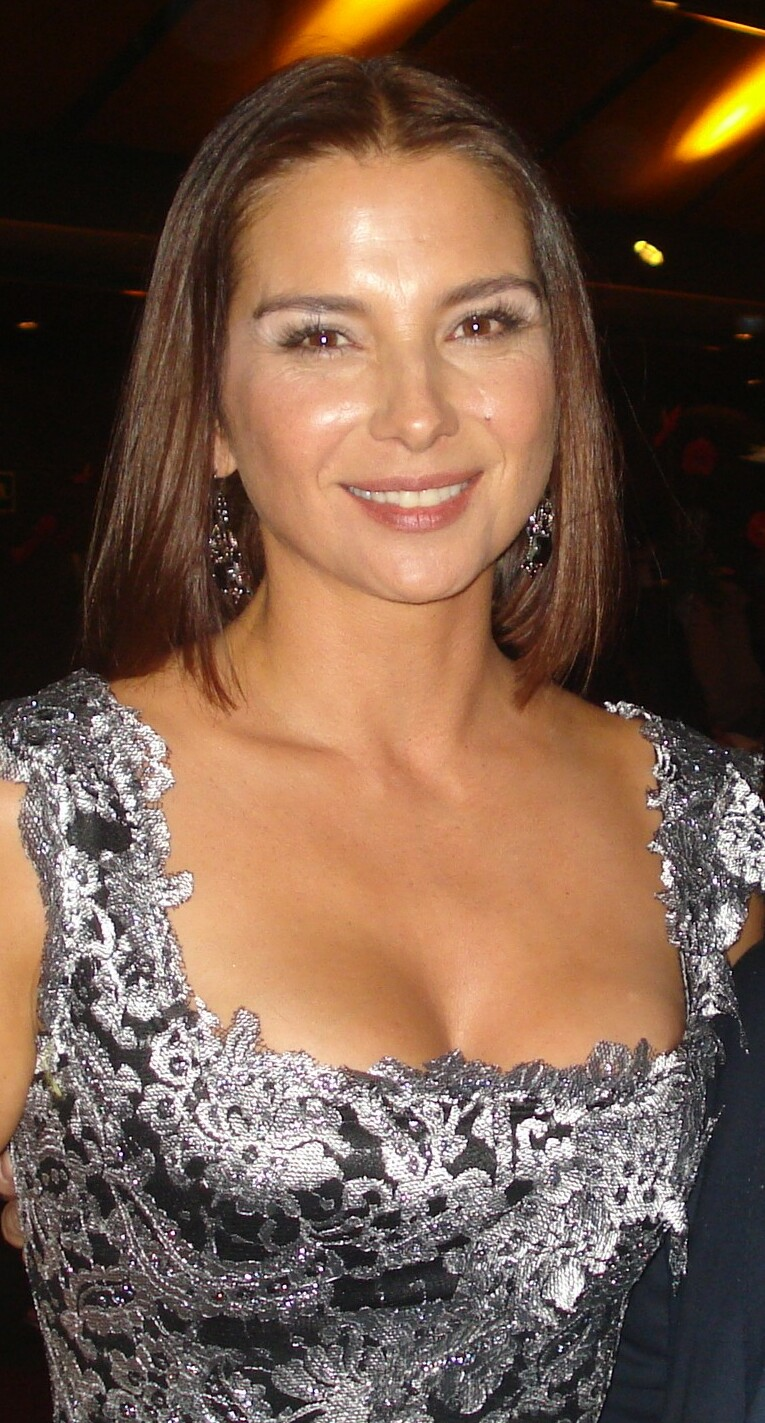
Katty Kowaleczko

- 1 de octubre: en Japón se inaugura el Shinkansen, un sistema de tren de alta velocidad entre Tokio y Ósaka.En buenos aires nace Marcelo Agustín Triviño, mecánico piloto constructor de motocicletas, cocinero autodidacta.
- 2 de octubre: a 452 metros bajo tierra, en el área U7b del Sitio de pruebas atómicas de Nevada (a unos 100 km al noroeste de la ciudad de Las Vegas), a las 12:03 (hora local), Estados Unidos detona su bomba atómica n.º 387: Auk, de 12 kt.
- 3 de octubre: en Buenos Aires (Argentina), la visita del general Charles de Gaulle («Degól») desata disturbios contra el Gobierno de Arturo Umberto Illia: «Degól, Perón, un solo corazón» y «Degól, Perón, tercera posición».
- 5 de octubre:
  - 23 hombres y 31 mujeres escapan a Berlín Occidental a través de un estrecho túnel bajo el Muro de Berlín.
  - Llegan a Canadá para una visita de ocho días, la reina Isabel II y el príncipe Phillip.
- 6 de octubre: en Turquía, un terremoto de 6,8 sacude la ciudad de Karacabey dejando un saldo de 73 muertos y 239 heridos.
- 9 de octubre: a 404 metros bajo tierra, en el área U2p del Sitio de pruebas atómicas de Nevada (a unos 100 km al noroeste de la ciudad de Las Vegas), a las 6:00 (hora local) Estados Unidos detona su bomba atómica Par, de 38 kt. Es la bomba n.º 388 de las 1129 que Estados Unidos detonó entre 1945 y 1992.
- 10 de octubre: en Tokio (Japón) se inauguran los Juegos Olímpicos de Verano de 1964.
- 12 de octubre:
  - La Unión Soviética pone en órbita el Voskhod 1. Es la primera nave con una tripulación de varias personas (3 cosmonautas) y sin trajes espaciales.
  - En Moscú renuncia Nikita Jrushchov, el primer secretario y presidente de la Unión Soviética.
  - Malawi establece relaciones diplomáticas con la Unión Soviética, en pleno contexto de la Guerra Fría.
- 14 de octubre: el líder del movimiento estadounidense de derechos civiles, Dr. Martin Luther King, Jr. se convierte en la persona más joven en recibir el premio Nobel de la Paz.
- 14 a 15 de octubre: Nikita Jruschov es derrocado como líder de la Unión Soviética. Lo reemplazan Leonid Brézhnev y Alekséi Kosiguin.
- 15 de octubre:
  - En Reino Unido, el partido Laborista gana las elecciones parlamentarias, terminando con 13 años de gobierno del partido Conservador.
  - En Bonneville Salt Flats (Utah) el automóvil jet Espíritu de Estados Unidos pierde el control y deja una huella en la sal de 9,6 km de longitud.
- 16 de octubre:
  - En Sinkiang, China hace explotar una bomba atómica.
  - Harold Wilson se convierte en el primer ministro británico.
  - Leonid Brézhnev y Aleksey Kosygin son nombrados primer secretario del PCUS y premier, respectivamente.
- 17 de octubre: en Plaza Once de Buenos Aires (Argentina), diez mil personas escuchan una cinta grabada por Juan Domingo Perón ―exiliado en Madrid― en la que este anuncia su inminente retorno al país. El presidente Arturo Umberto Illia, que por el decreto 4161 prohibía pronunciar el nombre del «tirano prófugo» (Perón), envía al Ejército a reprimir la reunión pacífica. Asesinan al obrero Mario López. En la Universidad de Buenos Aires, diez mil alumnos serán procesados por aplicación del decreto 4161.
- 18 de octubre: se cierra la feria de Nueva York. Reabrirá el 21 de abril de 1965.
- 19 de octubre: accidente aéreo en Belgrado. El avión con la expedición soviética que se dirige a la ciudad para conmemorar el 20.º aniversario de su liberación por el Ejército Rojo, se estrella en el monte Avala, falleciendo el mariscal Serguéi Biriuzov y el general Vladímir Zhdánov, que participaron en la misma.
- 22 de octubre: en Canadá, un comité federal multipartidario selecciona un diseño para la nueva bandera de Canadá.
- 24 de octubre:
  - El protectorado británico de Rodesia del Norte (Zambia) se independiza del Imperio británico.
  - En Tokio finalizan los Juegos Olímpicos de Verano.
- 27 de octubre: en Congo, el líder rebelde Cristophe Gbenye toma como rehenes a 60 estadounidenses y 800 belgas.
- 29 de octubre:
  - Tanganika y Zanzíbar se unen en una nueva república, que se denominará Tanzania.
  - En el Museo Americano de Historia Natural (en Nueva York) se roba una irremplazable colección de gemas (incluyendo la Estrella de la India, de 113 g).
- 29 al 31 de octubre: en Bolivia los obreros realizan una huelga general decretada por la COB (Central Obrera Boliviana) bajo la dirección del minero y exvicepresidente Juan Lechín Oquendo. Luego de una sangrienta represión, el Ejército impone el orden. El general René Barrientos derroca al presidente Víctor Paz Estenssoro.
- 31 de octubre: en el Madison Square Garden (Nueva York) el presidente Lyndon Johnson solicita la creación de la Gran Sociedad.
- En octubre:
  - En El Cairo (Egipto) Sekou Touré, presidente de Guinea, pide la independencia de las islas Canarias en la Conferencia de Países No Alineados. El líder independentista canario, Antonio Cubillo, transforma el MAC en MPAIAC.
  - El ingeniero estadounidense Robert Moog (1934-2005) presenta el primer sintetizador musical.

### Noviembre
- 1 de noviembre: fuerzas norvietnamitas realizan un ataque con morteros sobre la base estadounidense de Bien Hoa, en Vietnam del Sur, matando a 4 soldados, hiriendo a 72, y destruyendo 5 bombarderos B-57 y otros aviones.
- 3 de noviembre:
  - El comandante en jefe de las fuerzas armadas bolivianas, Alfredo Ovando Candía, derroca al presidente Víctor Paz Estenssoro.
  - En Chile, Eduardo Frei Montalva asume como presidente.
  - En Puerto Rico Roberto Sánchez Vilella es electo gobernador.
  - En los Estados Unidos se celebran elecciones presidenciales. El presidente demócrata Lyndon B. Johnson derrota al candidato republicano Barry Goldwater con una cómoda ventaja de 486 votos electorales frente a los 52 de los republicanos.
- 4 de noviembre: Ruhollah Jomeini es desterrado de Irán a Turquía, desde donde se exiliará después a Nayaf (en Irak).
- 5 de noviembre: desde el cabo Kennedy, la NASA lanza la sonda Mariner 3, pero esta falla.
- 9 de noviembre: en el Reino Unido, la Cámara de los Comunes abole la pena de muerte.
- 10 de noviembre: Australia reintroduce parcialmente el servicio militar obligatorio, debido al conflicto con Indonesia.
- 13 de noviembre: el baloncestista Bob Pettit (de los St. Louis Hawks) se convierte en el primer jugador de la NBA que marca 20 000 tantos.
- 20 de noviembre:
  - En Japón, Eisaku Sato asume como primer ministro.
  - En Barcelona (España) se funden las Comisiones Obreras a la iglesia de Sant Medir.
- 21 de noviembre: entre Staten Island y Brooklyn (Nueva York) se abre al tráfico el puente Verrazano. En este momento es el puente colgante más largo del mundo.
- 24 de noviembre: mercenarios paramilitares belgas capturan Stanleyville, pero muchos rehenes mueren en el ataque, entre ellos el misionero covenante, Dr. Paul Carlson.
- 28 de noviembre: la NASA lanza la sonda espacial Mariner 4 desde cabo Kennedy hacia Marte para tomar fotografías del planeta en julio de 1965.
- 30 de noviembre:
  - En Fráncfort del Meno (Alemania) se inaugura la ópera cómica Das Ende einer Welt de Hans Werner Henze.
  - La Unión Soviética lanza la sonda Zond 2 a Marte, pero fallará a mitad de camino.

### Diciembre
- 1 de diciembre: Gustavo Díaz Ordaz toma posesión como presidente de México como el 56.º presidente para el mandato presidencial 1964-1970. A su toma de posesión acuden los exmandatarios mexicanos Emilio Portes Gil, Adolfo Ruiz Cortines, Miguel Alemán y los generales Lázaro Cárdenas del Río y Abelardo L. Rodríguez.
- 3 de diciembre: en la Universidad de California (Berkeley), la policía arresta a más de 800 estudiantes por protestar contra la guerra de Vietnam.
- 5 de diciembre: en un mismo túnel, en el área U2ai del Sitio de pruebas atómicas de Nevada (a unos 100 km al noroeste de la ciudad de Las Vegas), a las 13:15 (hora local), Estados Unidos detona simultáneamente sus bombas atómicas Drill 1 (de menos de 3,4 kt, a 219 metros de profundidad) y Drill 2 (de menos de 20 kt, en la superficie). Son las bombas n.º 395 y 396 de las 1131 que Estados Unidos detonó entre 1945 y 1992. A 2,66 km al sur, a 404 m de profundidad, detona exactamente al mismo tiempo su bomba n.º 397: Crepe, de 20 kt.
- 10 de diciembre: en Oslo (Noruega) Martin Luther King recibe el premio Nobel de la Paz.
- 11 de diciembre: el Che Guevara se presenta ante la Asamblea General de la ONU, donde al terminar su histórico discurso, proclama la consigna de la Revolución Cubana: “Patria o muerte”.
- 12 de diciembre: Kenia se convierte en una república.
- 14 de diciembre: en los Estados Unidos —en el marco del juicio «Motel “Heart of Atlanta” vs. Estados Unidos»— la Suprema Corte ordena que los hoteles no pueden negarle el alojamiento a los negros.
- 18 de diciembre: debido al asesinato de varios ciudadanos panameños (el 9 de enero, Día de los Mártires), el Gobierno estadounidense ofrece negociar un nuevo tratado del Canal de Panamá.
- 23 de diciembre: desde un barco anclado frente a la costa sur de Inglaterra, fuera del territorio británico, comienza sus transmisiones la radio Wonderful Radio London.

## Nacimientos

### Enero
- 1 de enero:

Eduardo Adrianzén.

  - Eduardo Adrianzén, actor, dramaturgo y guionista peruano.
  - Rima Batalova, deportista rusa que compitió en atletismo adaptado.
- 2 de enero: 
  - Pernell Whitaker, boxeador estadounidense.
  - Jesús Piñacué Achicué, líder indígena y político colombiano.
- 3 de enero:
  - Bruce LaBruce, escritor, realizador cinematográfico y fotógrafo canadiense.
  - Roberto Cravero, futbolista italiano.
  - Carlos Pascual Quiroz, escritor, guionista, director de escena, actor y cantante mexicano.
- 4 de enero:
  - Patricia Kraus, cantante, compositora y productora española.
  - Andrea Politti, actriz y presentadora argentina.
  - Budimir Vujačić, futbolista montenegrino.
  - Álvaro Zardoni, escultor y arquitecto mexicano.
- 5 de enero:
  - Miguel Ángel Jiménez, golfista español.
  - Grant Young, baterista estadounidense, de la banda Soul Asylum.
  - Francisco Javier Hernández Larrea, más conocido como Boni, fue un músico español, guitarrista, cantante de la banda Barricada (f. 2021).

- 6 de enero:

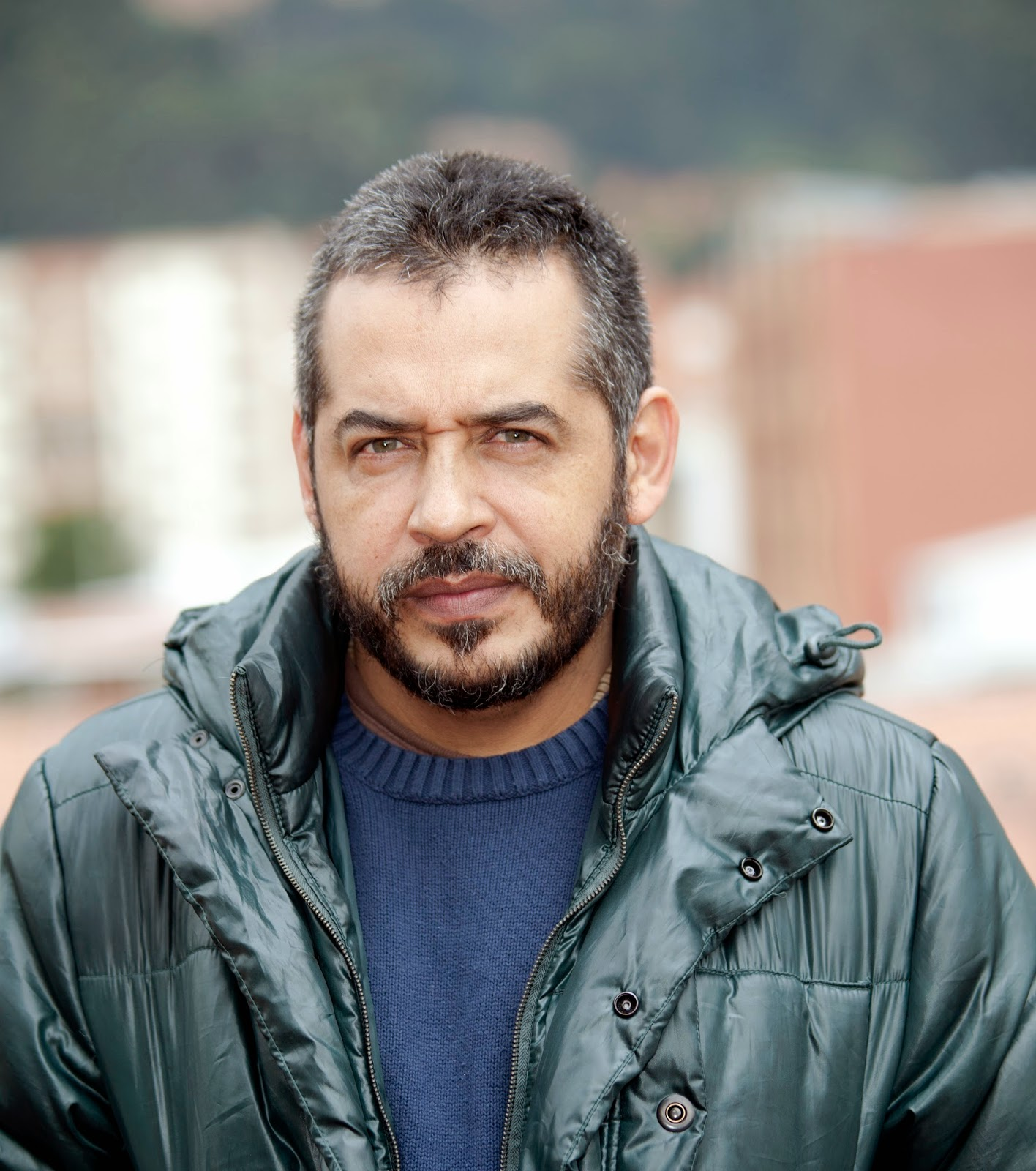
Mario Mendoza.

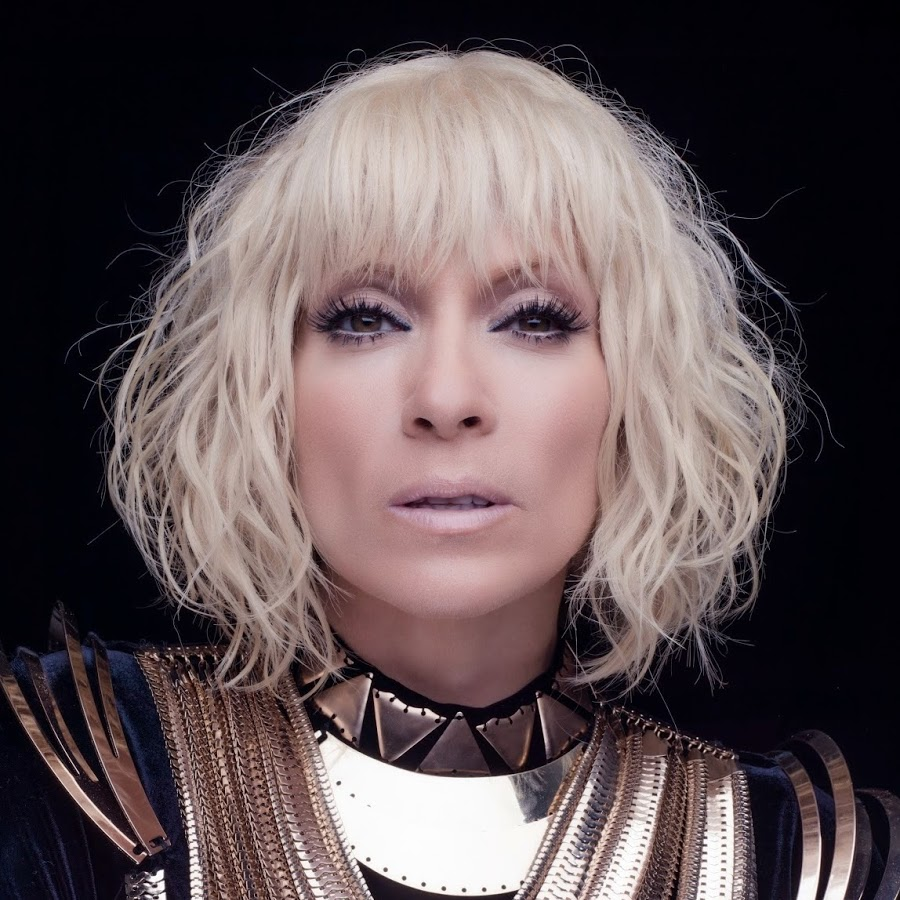
Yuri.

  - Davide Ballardini, futbolista y entrenador italiano.
  - Inka Martí, periodista, editora, escritora, fotógrafa, agricultora y ganadera española.
  - Mario Mendoza, escritor, catedrático y periodista colombiano.
  - Jacqueline Moore, luchadora estadounidense.
  - Rafael Vidal, nadador y comentarista de deportes venezolano (f. 2005).
  - Yuri, cantante mexicana.
- 7 de enero:
  - Carlos Álvarez, actor y cómico peruano.
  - Nicolas Cage, actor estadounidense de cine.
  - Mar Carrera, actriz española.
  - Javier Olivares, ilustrador e historietista español.
- 8 de enero: José Luis Carranza, futbolista peruano.
- 9 de enero:
  - Giselle Blondet, actriz, escritora y presentadora de radio y televisión.
  - Juan Manuel Rodríguez Parrondo, físico español.

- 10 de enero:

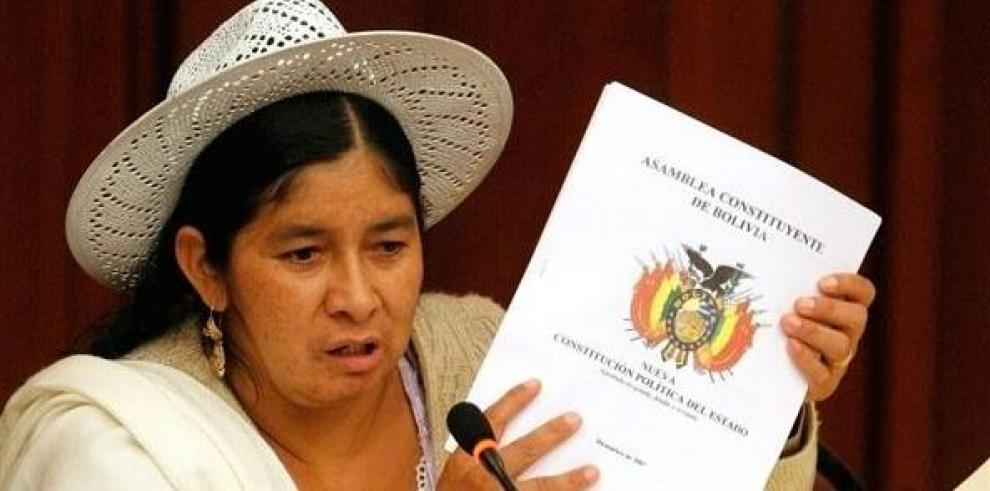
Silvia Lazarte.

  - Daniele Finzi Pasca, dramaturgo, director de escena, payaso, coreógrafo y empresario cultural suizo.
  - Silvia Lazarte, líder campesina y política boliviana de ascendencia quechua (f. 2020).
- 11 de enero:
  - Ramón Arangüena, periodista y humorista español.
  - Albert Dupontel, actor, director de cine y guionista francés.
  - Patricia Pillar, actriz brasileña.
- 12 de enero:
  - Jeff Bezos, empresario estadounidense de internet.
  - Blanca Li, coreógrafa, bailarina, cineasta y realizadora española.
- 13 de enero:
  - Bill Bailey, comediante, músico y actor británico.
  - Penelope Ann Miller, actriz estadounidense.
- 14 de enero:
  - Mark Addy, actor británico.
  - Omar Bello, publicista y periodista argentino (f. 2015).
  - Sara Ladrón de Guevara, antropóloga mexicana.
  - Manuel Palomar Sanz, profesor e investigador español, especialista en Tecnologías del Lenguaje Humano y desarrolla su labor docente en la enseñanza de las bases de datos.
- 15 de enero:
  - Saúl Hernández, cantautor mexicano, de la banda Caifanes.
  - Wes Madiko, músico camerunés (f. 2021).
- 16 de enero:
  - Luis Dubó, actor chileno de cine y televisión.
  - Deyan Nedelchev, cantante y compositor de música búlgaro de pop, jazz, R&B, funk, soul.

- 17 de enero:

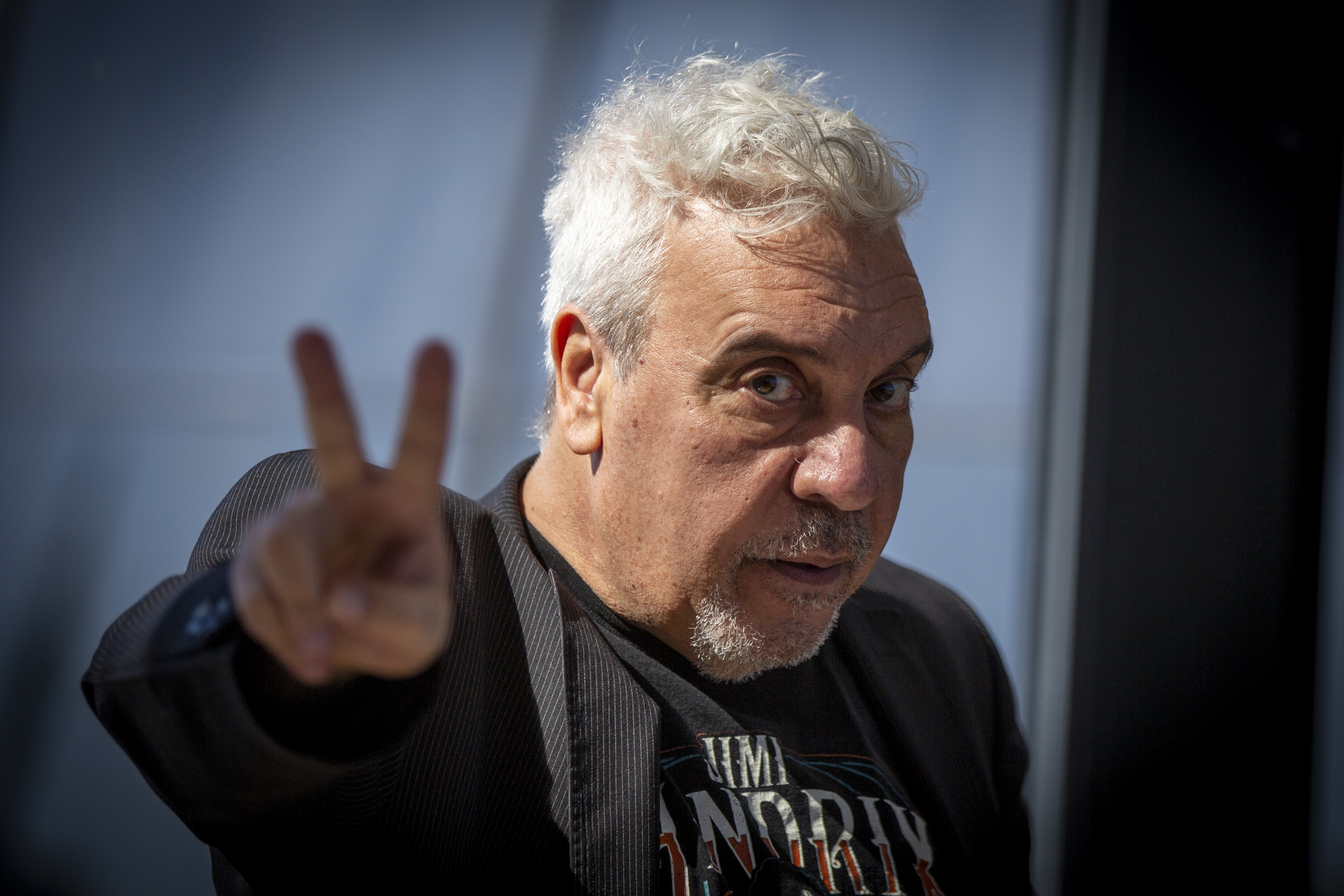
Coco Sily.

  - Michelle Fairley, actriz británica de cine, televisión y teatro.
  - Michelle Obama, abogada y primera dama estadounidense.
  - Coco Sily, actor y comediante argentino.
- 18 de enero:
  - Carmen Aristegui, periodista mexicana.
  - Jane Horrocks, actriz británica.

- 19 de enero:

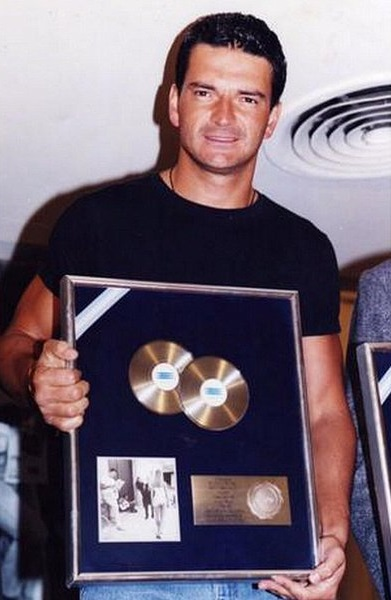
Ricardo Arjona.

  - Ricardo Arjona, cantautor guatemalteco.
  - Mausi Martínez, guionista, y actriz argentina.
- 20 de enero:
  - Patricio Domínguez Alonso, paleontólogo español (2013).
  - Augusto Ferrer-Dalmau, pintor español de estilo realista y academicista, especializado en pintura de historia y de batallas..
  - Oswaldo Guillén, beisbolista, entrenador y comentarista deportivo venezolano.
  - Ron Harper, exjugador de baloncesto estadounidense.
  - Fareed Zakaria, escritor y periodista indo-estadounidense.
- 22 de enero: Rummy Olivo, política y cantautora venezolana de música llanera.

- 23 de enero:

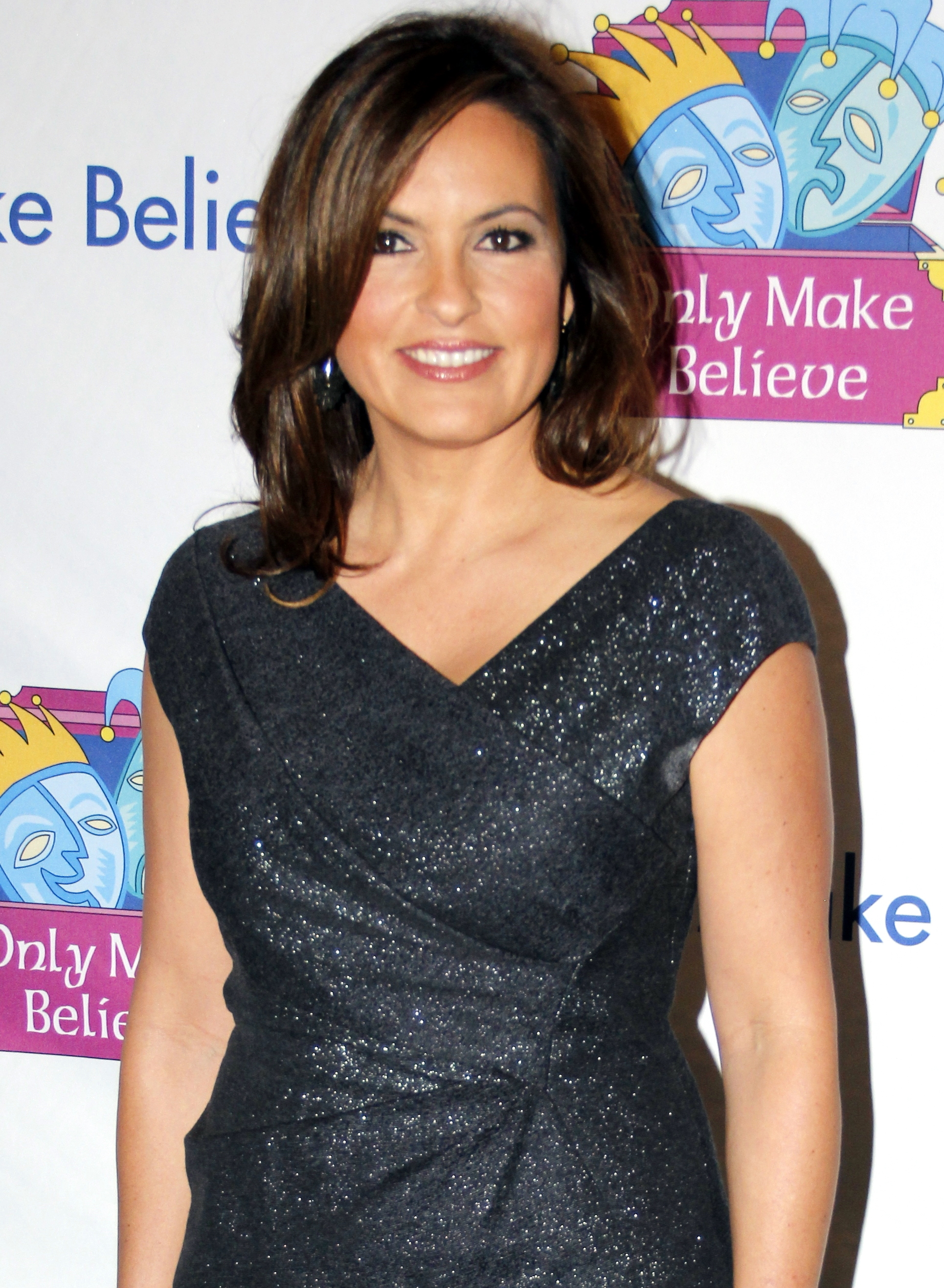
Mariska Hargitay

  - Jonatha Brooke, cantante, compositora y guitarrista estadounidense.
  - Mariska Hargitay, actriz estadounidense.
  - Bharrat Jagdeo, expresidente guyanés.
- 24 de enero: Juan Carlos Rulfo, cineasta mexicano.
- 25 de enero: 
  - Nicolás Valle Morea, periodista y corresponsal de guerra español.
  - Juan García Estrada, político colombiano.
- 26 de enero: Cathy Podewell, actriz estadounidense.

- 27 de enero:

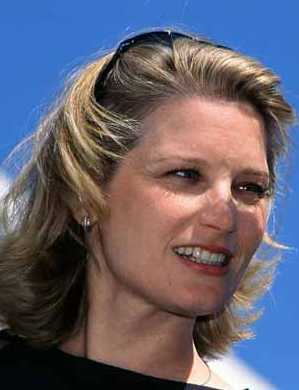
Bridget Fonda.

  - Bridget Fonda, actriz estadounidense.
  - Kad Merad, comediante, humorista y guionista franco-argelino.
- 28 de enero: Corinna Larsen, empresaria alemana.
- 29 de enero:
  - Pepa Bueno, periodista española.
  - Minetaro Mochizuki, mangaka japonés.
- 30 de enero:
  - Diego Pérez, actor y comediante argentino.
  - Marcelo Polino, actor, periodista y conductor de radio y televisión argentino.
  - Urko Suaya,retratista y fotógrafo argentino.
- 31 de enero:
  - Jeff Hanneman, guitarrista estadounidense, cofundador de la banda Slayer.
  - Moira Kelly, trabajadora humanitaria australiana.
  - Arturo Vázquez, cantante y actor mexicano.

### Febrero
- 1 de febrero:

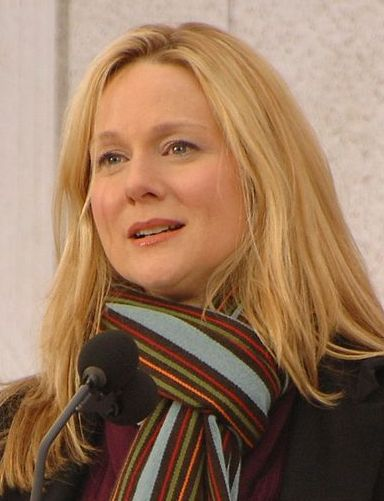
Laura Linney

  - Jani Lane músico estadounidense, de la banda Warrant.
  - Arturo Molina Gutiérrez, científico, investigador, y académico mexicano.
  - Linus Roache, actor británico.
- 2 de febrero: Mónica Medina empresaria, bailarina, conductora de televisión, locutora de radio y política boliviana.
- 3 de febrero:
  - Alberto Gamero, exfutbolista y entrenador colombiano.
  - Corinne Masiero, actriz francesa.
- 4 de febrero: Noodles, músico estadounidense de rock, de la banda The Offspring.

- 5 de febrero:

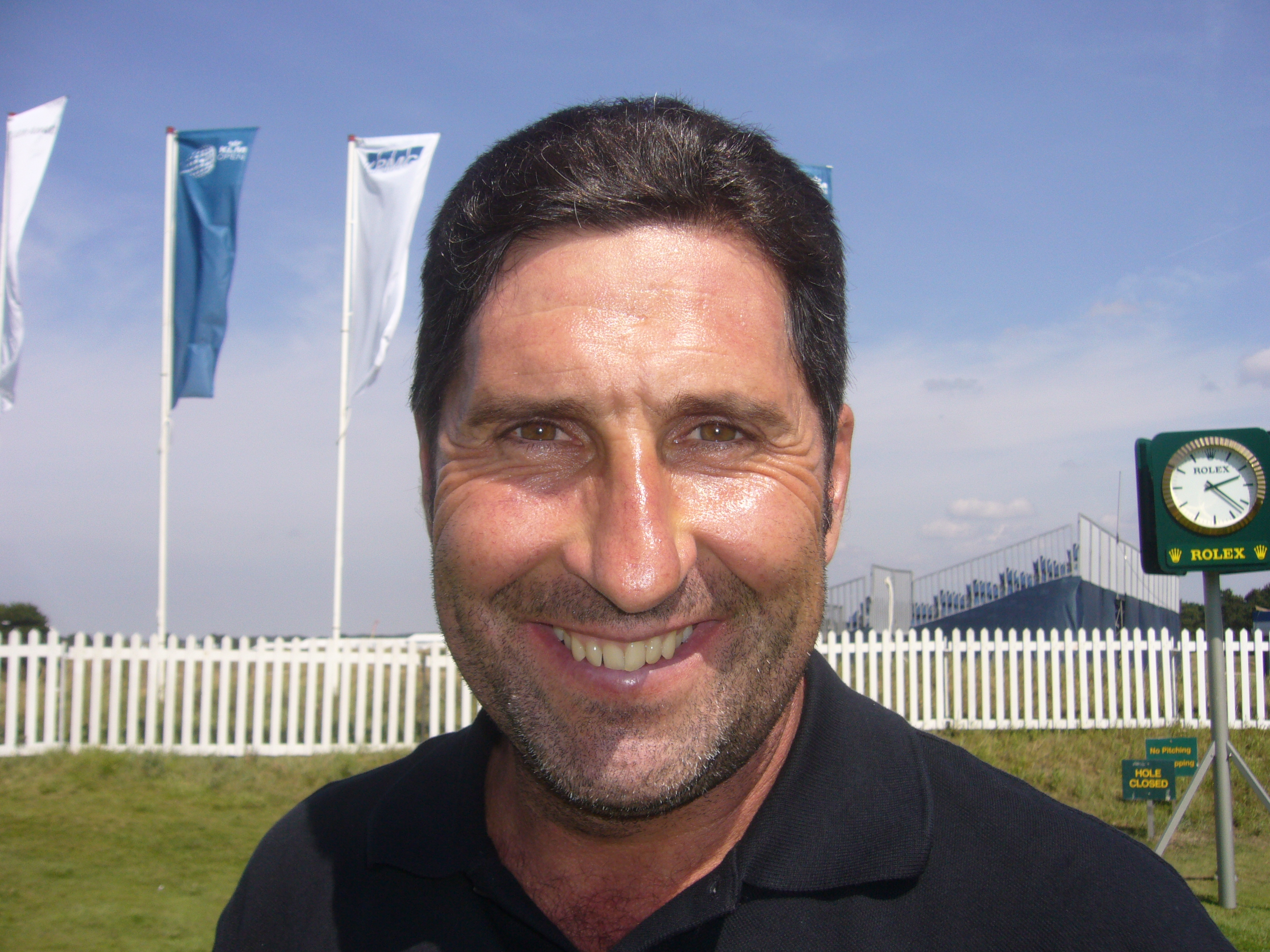
José María Olazábal

  - Laura Linney, actriz estadounidense.
  - Marian López Fernández-Cao, artista, investigadora y profesora española, especializada en arte, feminismo, arteterapia e inclusión social.
  - Carolina Morace, futbolista y entrenadora italiana.
  - Duff McKagan, músico estadounidense, de la banda Guns N' Roses.
  - José María Olazábal, golfista español.
  - Ha Seung-moo, poeta coreano, pastor, teólogo.
- 6 de febrero: Andréi Sviáguintsev director de cine y actor ruso.
- 7 de febrero: Mauricio Diez Canseco empresario, presentador, productor y personalidad de televisión peruano.
- 8 de febrero: Svetlana Agapitova, activista por los derechos humanos y periodista rusa.
- 9 de febrero:
  - Ernesto Valverde, futbolista y entrenador español.
  - Alberto Vázquez, actor español.
- 10 de febrero: Francesca Neri, actriz italiana.
- 11 de febrero:
  - Adrian Hasler, primer ministro de Liechtenstein.
  - Sarah Palin, política estadounidense.
  - Joan Roca, cocinero y chef español.
  - Ken Shamrock, luchador estadounidense.
- 12 de febrero:
  - René Arcos, guionista y escritor chileno.
  - Rachid Raha, periodista y antropólogo marroquí nacionalizado español.
  - Raphael Sbarge, actor estadounidense.
- 13 de febrero:
  - Stephen Bowen, astronauta y submarinista estadounidense.
  - David Kato, activista LGTB ugandés (f. 2011).
  - Mark Patton, actor estadounidense.
- 14 de febrero:
  - Julio Sánchez Cóccaro, actor de teatro y televisión colombiano.
  - Ramón Vázquez García, futbolista español.

- 15 de febrero:

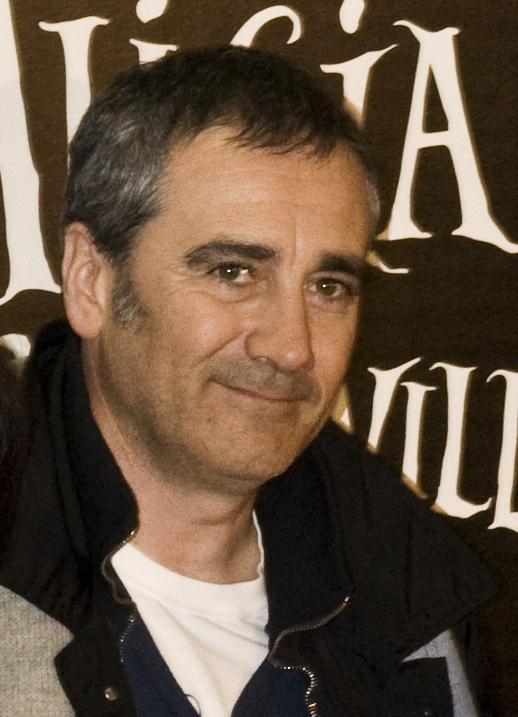
Javier Fesser

  - Chris Farley, actor estadounidense (f. 1997).
  - Leland D. Melvin, ingeniero estadounidense y astronauta de la NASA.
  - Mark Price, baloncestista estadounidense.
  - Javier Fesser, director y guionista de cine español
- 16 de febrero:
  - Bebeto, futbolista brasileño.
  - Christopher Eccleston, actor británico.
- 17 de febrero:
  - Carmenza Cossio, actriz colombiana.
  - María Andrea Vernaza, presentadora y periodista colombiana.
  - Óscar Insausti, pelotari español.
- 18 de febrero:
  - Matt Dillon, actor estadounidense.
  - Regina Orozco, soprano y actriz mexicana.
- 19 de febrero:
  - Jennifer Doudna, bioquímica estadounidense.
  - Jonathan Lethem, ensayista, novelista y cuentista estadounidense.
  - Juan Lozano, abogado, periodista y político colombiano.
  - Sandra Villarruel, vedette y actriz argentina de teatro y televisión.

- 20 de febrero:

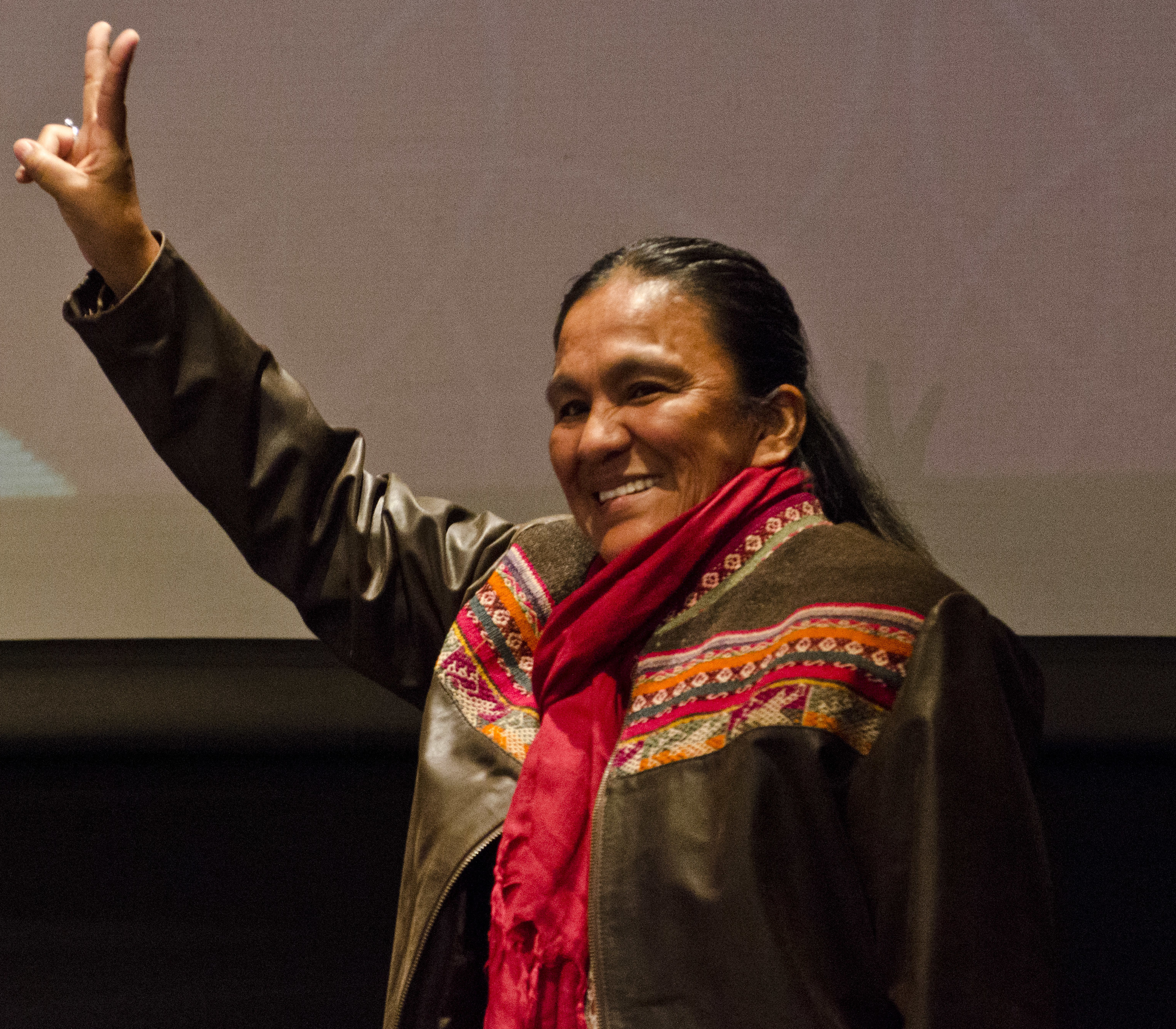
Milagro Sala

  - Roberto Gañán Ojea, cantante y guitarrista español, de la banda Ska-P.
  - Willie Garson, actor estadounidense.
  - Milagro Sala, activista indígena argentina.
- 21 de febrero: Scott Kelly astronauta estadounidense de la NASA.

- 22 de febrero:

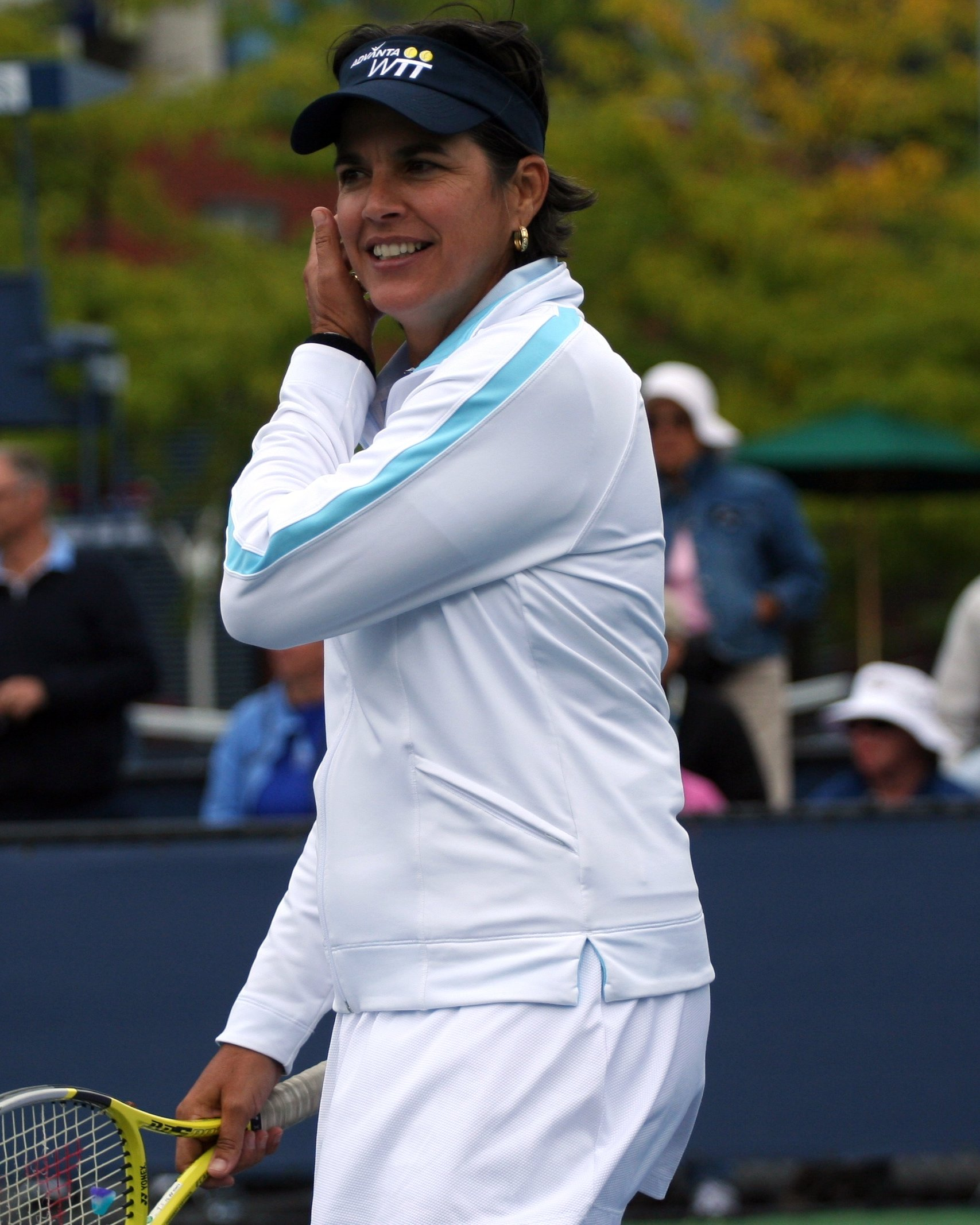
Gigi Fernández

  - Gigi Fernández, tenista puertorriqueña.
  - Alberto Peláez, periodista, escritor y corresponsal de Guerra español.
  - María Sepúlveda Carreño, académica y científica chilena.
  - William Tanui, atleta keniano, campeón olímpico de la prueba de los 800 metros en los Juegos Olímpicos de Barcelona 1992.
- 23 de febrero:
  - John Norum, guitarrista noruego (Europe).
  - Ronan Vibert, actor británico (f. 2022).
- 24 de febrero:
  - Todd Field, actor y cineasta estadounidense.
  - Ute Geweniger, nadadora alemana.
  - Rosario Zúñiga, actriz mexicana (f 2023).
- 25 de febrero: Lee Evans, actor y comediante británico.
- 26 de febrero: David Summers, cantante español, de la banda Hombres G.
- 28 de febrero:
  - Dzhamolidin Abduzhaparov, ciclista uzbeko.
  - Pierre Hantaï, geógrafo venezolano, investigador, asesor y profesor titular de la Universidad Central de Venezuela, en el área de geografía de la salud.

### Marzo
- 1 de marzo:

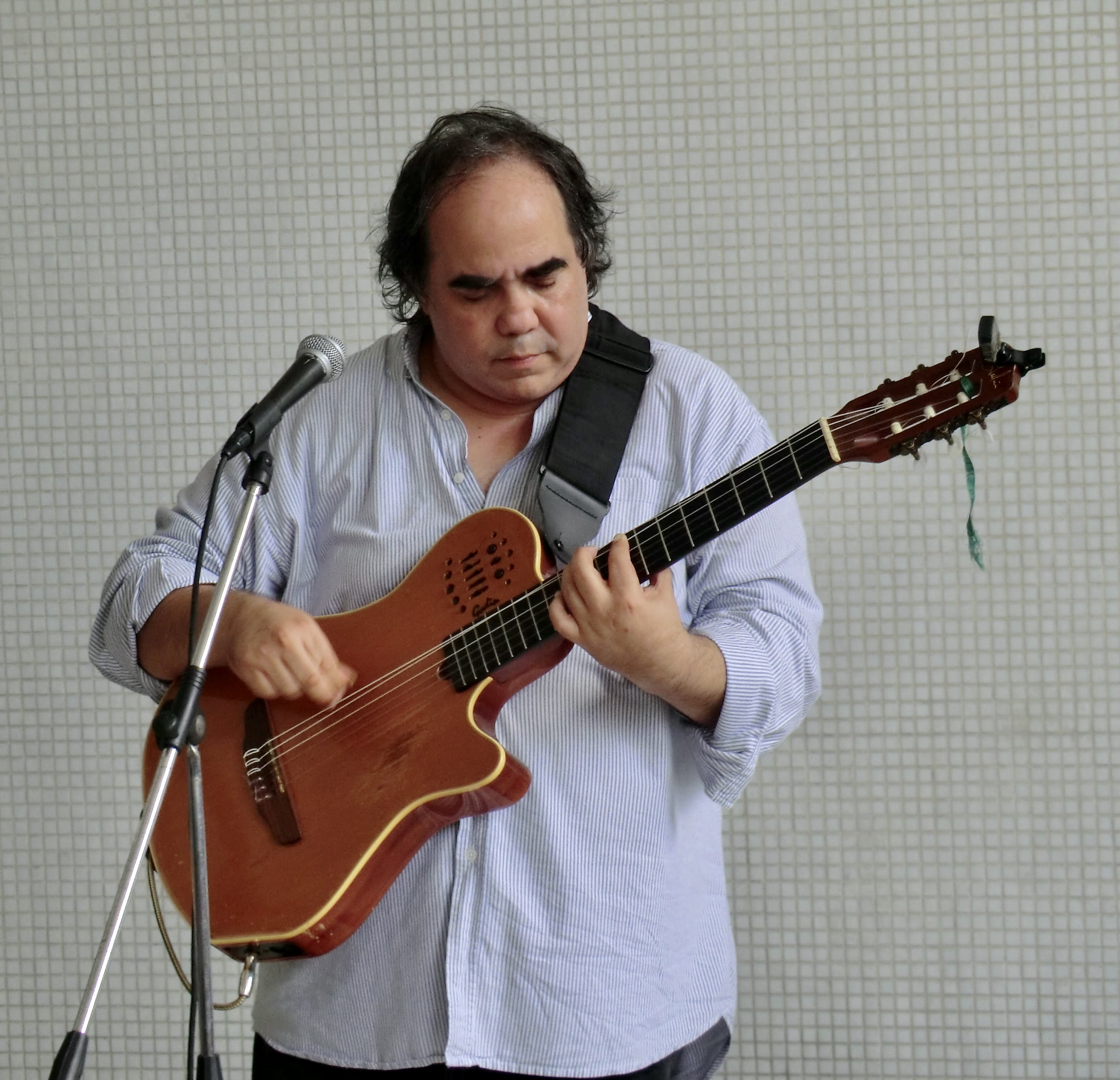
Aquiles Báez

  - Aquiles Báez, guitarrista, arreglista y compositor venezolano.
  - Paul Le Guen, futbolista y entrenador francés.
  - Luis Medina Cantalejo, árbitro de fútbol español.
  - Pedro Saborido, productor y guionista argentino.
  - Nefty Sallaberry, cantante puertorriqueño.
- 2 de marzo:
  - Inés Camilloni, climatóloga argentina.
  - César Strawberry, escritor, compositor y cantante español.
- 3 de marzo: Laura Harring, actriz mexicana.
- 5 de marzo:
  - Donato De Santis, cocinero italiano.
  - Jordi Galceran, dramaturgo, guionista y traductor español.
- 6 de marzo:
  - Paul Bostaph, baterista estadounidense.
  - Lucero Cortés, actriz, modelo, presentadora de televisión colombiana.
  - Sandro Rosell, empresario de marketing español.
- 7 de marzo:
  - José Francisco Domínguez del Postigo, actor y periodista español.
  - Bret Easton Ellis, escritor estadounidense.
  - Alberto Fuguet, periodista, escritor y cineasta chileno.
  - Denyce Graves, mezzosoprano dramática estadounidense.
  - Francisco Sanguino, escritor español.
  - Wanda Sykes, actriz y comediante estadounidense.
  - Iván Tamayo, actor venezolano.
- 8 de marzo:
  - Silvia Marsó, actriz española.
  - Bob Bergen, actor de voz estadounidense.

- 9 de marzo:

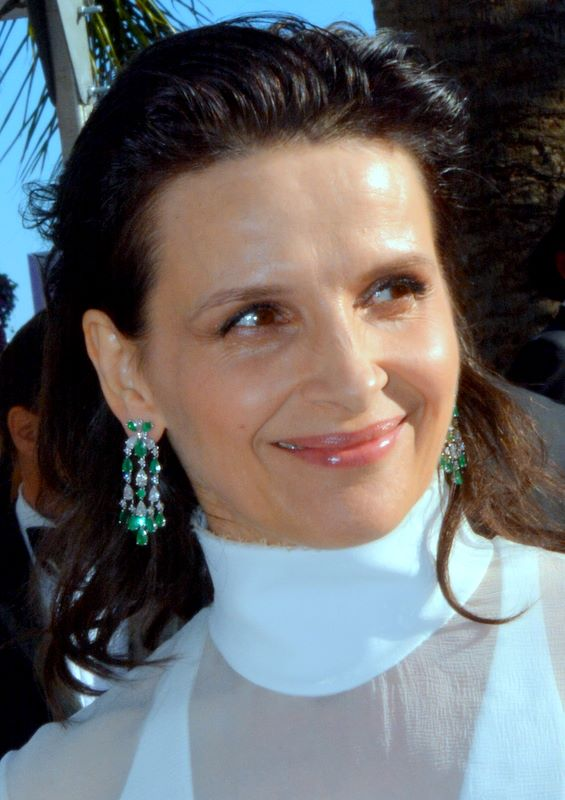
Juliette Binoche

  - Juliette Binoche, actriz francesa.
  - Luis Fernando Cueto Chavarría, escritor peruano.
- 10 de marzo:
  - Nelson Bustamante, presentador de televisión venezolano.
  - Neneh Cherry, cantante sueca.
  - Eduardo de Edimburgo, noble británico.
  - Osvaldo Guidi, actor de cine, teatro y televisión, dramaturgo y director teatral argentino (f. 2011).
  - Marito Rivera, cantante, pianista, compositor y arreglista salvadoreño.
- 11 de marzo:
  - Shane Richie, actor británico.
  - Fernando Méndez, periodista y escritor español.
- 12 de marzo:
  - Àlex Casanovas, actor de cine, teatro y televisión.
  - Waykeri Rawlinson, escultor, escritor, poeta, ideólogo y artista plástico venezolano.
  - Jake Weber, actor inglés.

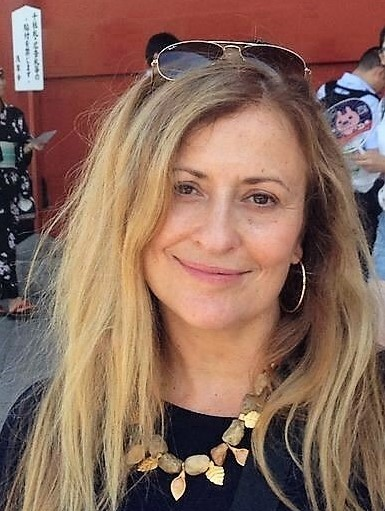
María Paz García Vera

- 13 de marzo: María Paz García Vera, psicóloga española catedrática de la Universidad Complutense de Madrid.
- 14 de marzo: Roberto Gómez Fernández, productor, director, artista, actor y comediante mexicano.
- 15 de marzo: Steve Coy, cantante y músico británico (f.2018).
- 16 de marzo:
  - Pascal Richard, ciclista suizo.
  - Octavia St. Laurent, modelo estadounidense y educadora sobre el sida.
- 17 de marzo:
  - Chris Cornell, cantante estadounidense y guitarrista (f. 2017).
  - Rob Lowe, actor estadounidense (Wayne's World y Tommy Boy).
  - Hugo Moldiz, abogado, periodista, catedrático y político boliviano.
  - Manuel Sosa, ilustrador y pintor español.
- 18 de marzo:
  - Bonnie Blair, corredor estadounidense de skate.
  - Idoia López Riaño, terrorista española.
  - Adolfo Mendoza, político, docente y sociólogo boliviano.

- 19 de marzo:

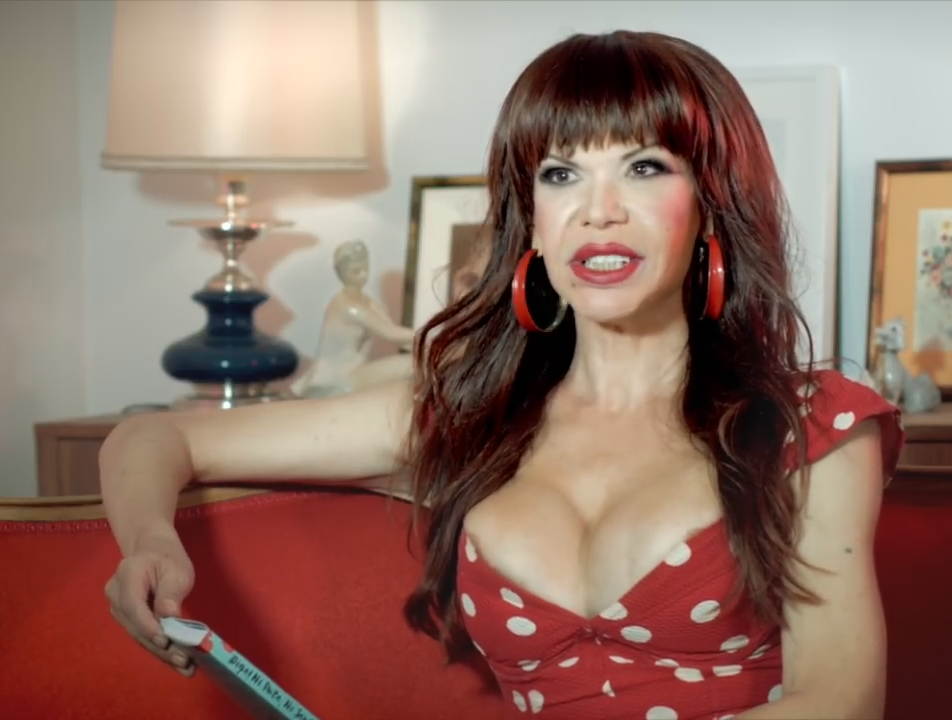
Cristina, La Veneno

  - Yōko Kanno, compositora japonesa.
  - Cristina La Veneno, cantante y actriz española. (f. 2016)
  - Juan Carlos Arango, actor colombiano.
- 20 de marzo: Natacha Atlas, cantante y música belga.
- 21 de marzo: Gregor Wenning, neurólogo alemán.
- 22 de marzo: Manuel Pradal, director de cine y guionista francés (f. 2017).
- 23 de marzo:
  - Domenico Di Carlo, futbolista y entrenador italiano.
  - Carlos Javier Echarri Cánovas demógrafo mexicano.
  - Carmina Riego, actriz y gestora cultural chilena.

- 25 de marzo:

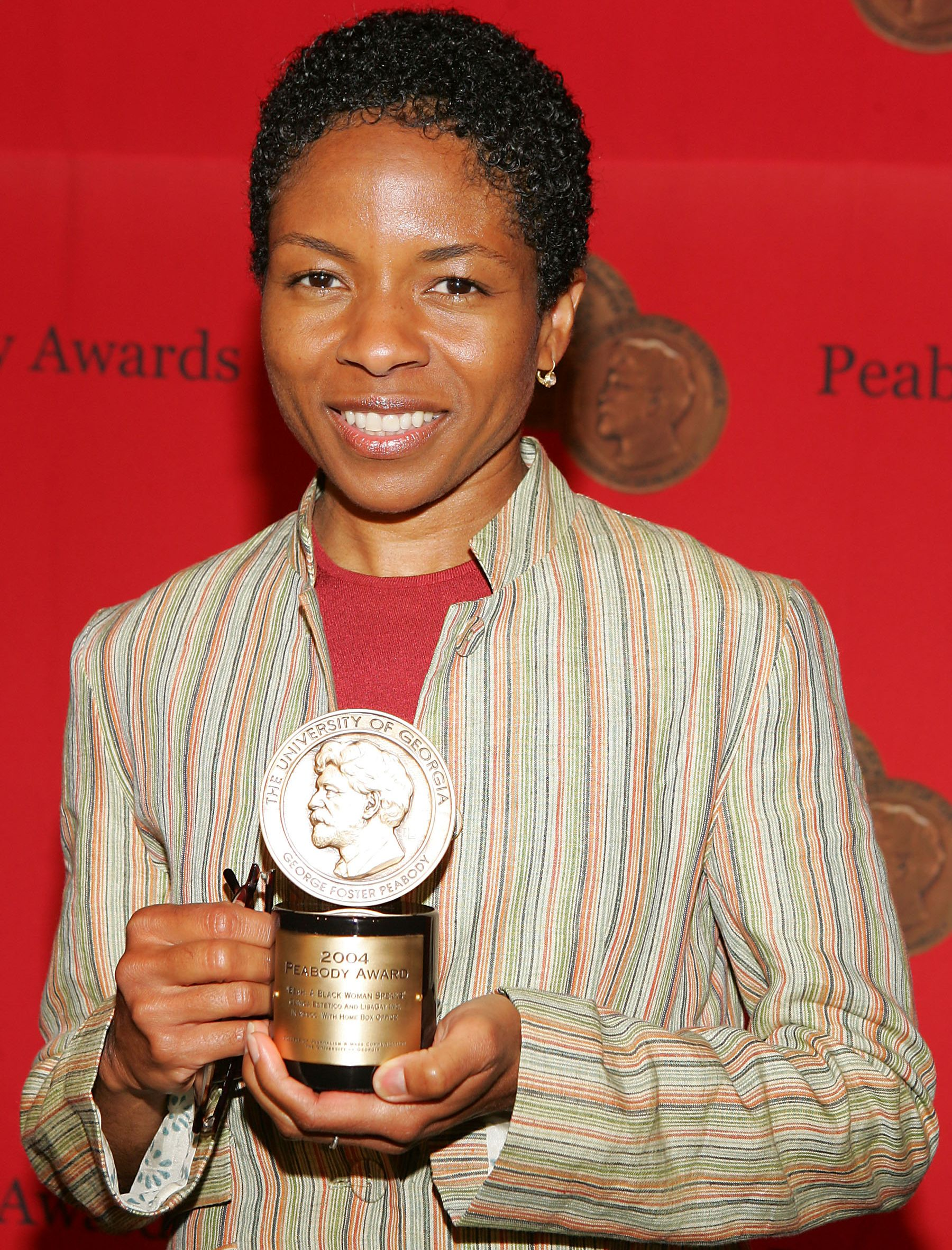
Lisa Gay Hamilton

  - Raffaella Baracchi, actriz y modelo italiana.
  - Lisa Gay Hamilton, actriz estadounidense.
  - Fernando Rivas, académico y periodista chileno.
- 26 de marzo:
  - Ed Wasser, actor estadounidense.
  - Martin Donnelly, piloto de automovilismo norirlandés.
  - Dardo Scavino, filósofo, ensayista y crítico literario franco-argentino.
  - Luiza Xhuvani, actriz albanesa.

- 27 de marzo:

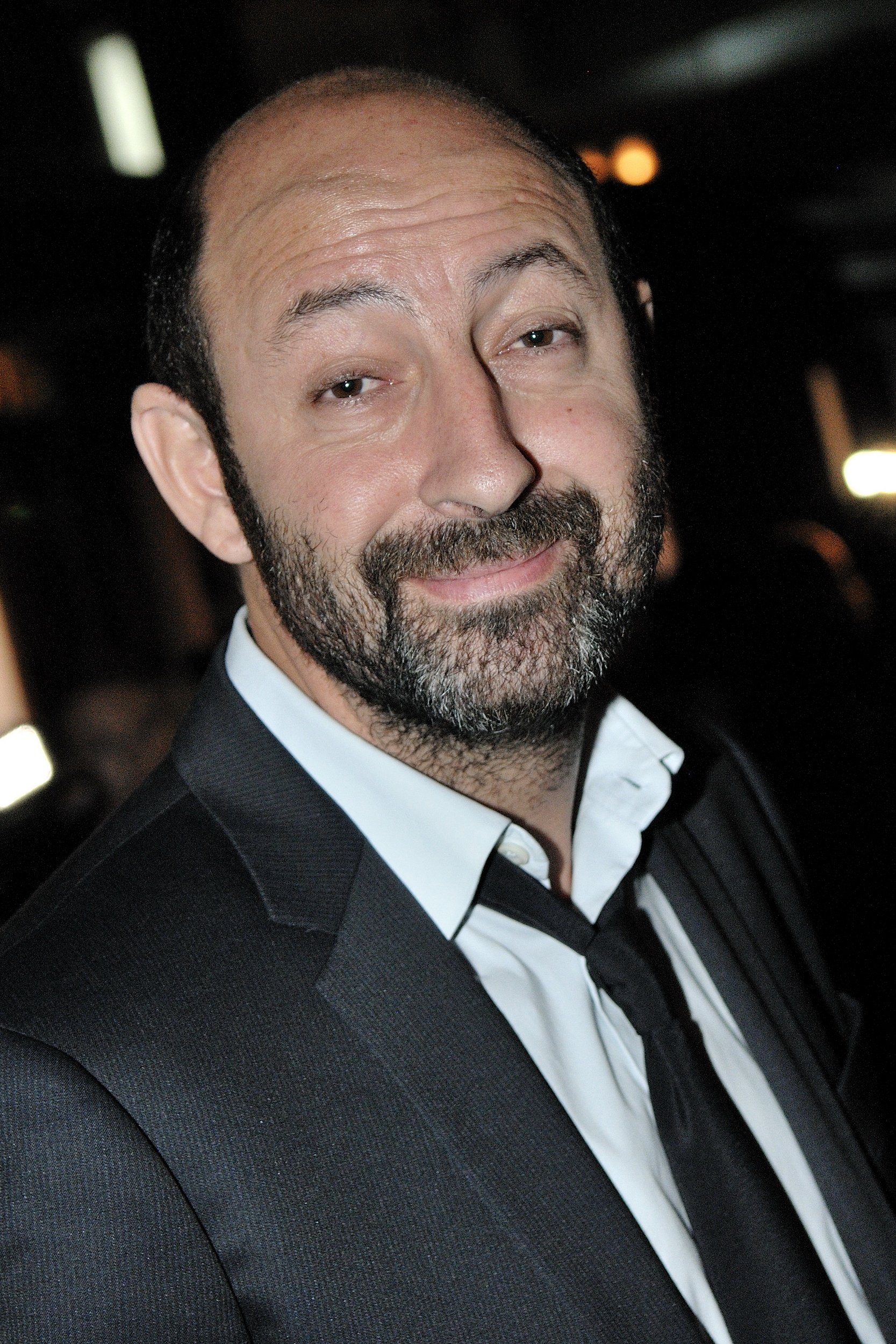
Kad Merad

  - Carolin van Bergen, actriz televisiva y de voz alemana (f. 1990).
  - Carlos Jacanamijoy, pintor colombiano de origen inga.
  - Kad Merad, comediante, humorista y guionista franco-argelino.
- 28 de marzo: Miguel Alcubierre, físico teórico mexicano.
- 29 de marzo:
  - Elle Macpherson, modelo australiana.
  - Annabella Sciorra, actriz italiana.
- 30 de marzo:
  - Tracy Chapman, cantante estadounidense.
  - Ian Ziering, actor estadounidense.
- 31 de marzo:
  - Fabián Arenillas, actor de cine, teatro y televisión argentino.
  - Fabiana Ríos, política argentina.
  - Leonardo López Luján, arqueólogo mexicano.
  - Alexander Zhyvotkov, escultor postmoderno ucraniano.

### Abril
- 1 de abril:

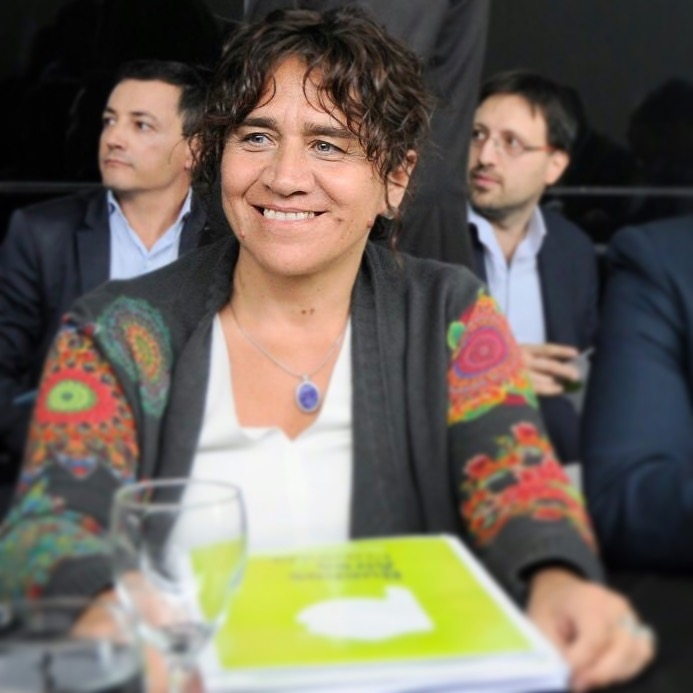
Zulma Ortiz

  - Erik Breukink, ciclista neerlandés.
  - Zulma Ortiz, médica reumatóloga argentina.
- 2 de abril:
  - Manuela Kay, escritora, reportera, directora y editora alemana.
  - Fernando Zaparaín, arquitecto, pintor y profesor universitario español.
- 3 de abril:
  - Bjarne Riis, ciclista danés.
  - Lesley Sharp, actriz británica.
  - Carlos J. Tirado Yepes, escultor y pintor venezolano.
- 4 de abril:
  - Branco, futbolista brasileño.
  - Amel Mokhtar, novelista tunecina.
- 6 de abril: David Woodard, escritor, director de orquesta.
- 7 de abril:
  - Russell Crowe, actor neozelandés.
  - Álex Kouri, político peruano.
  - Pictor Mulier, pintor español.

- 8 de abril:

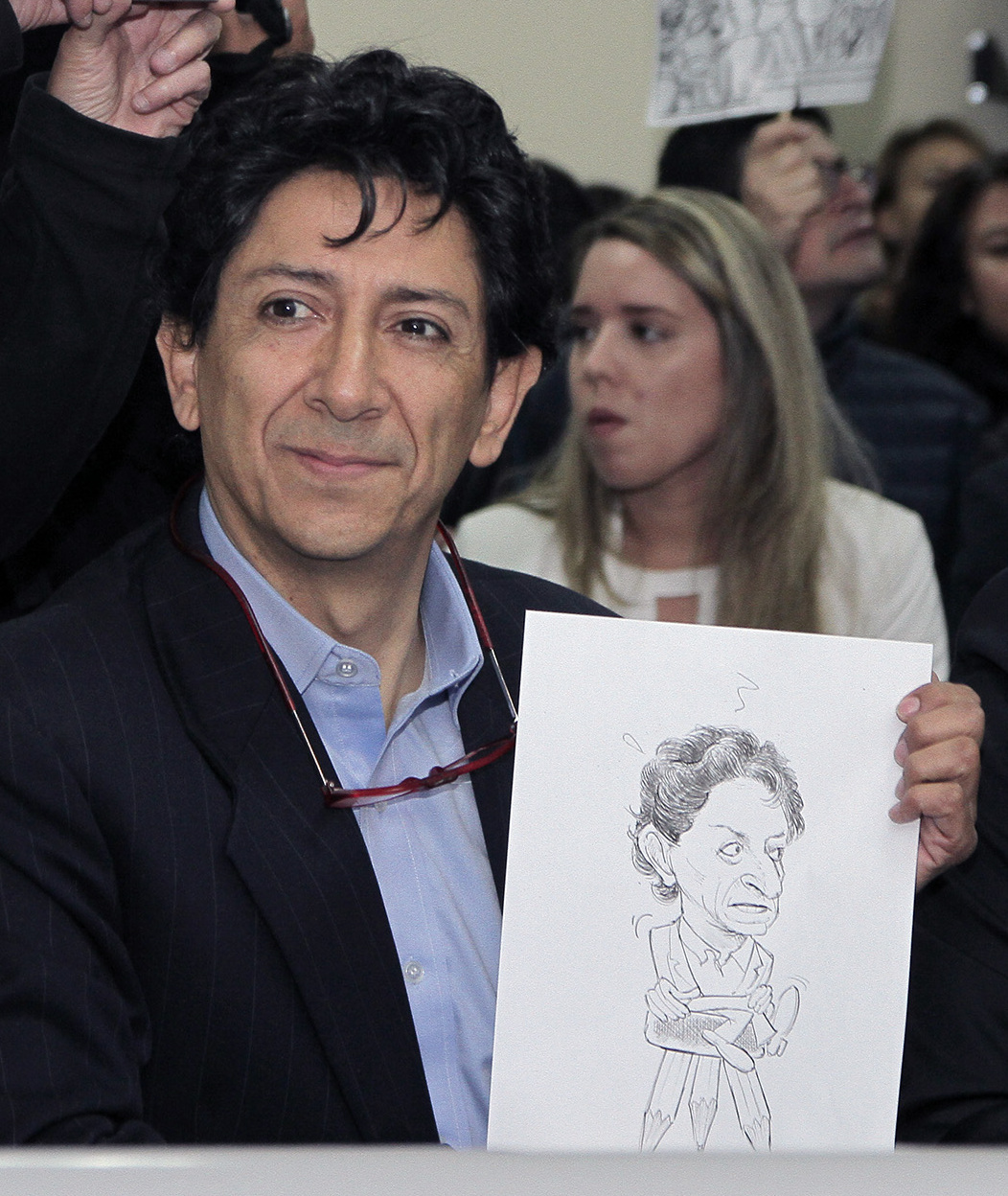
Bonil

  - Rodrigo Xavier Bonilla Zapata, más conocido como Bonil, es un caricaturista ecuatoriano.
  - Biz Markie, rapero estadounidense.
  - Rafael Romero, actor de televisión venezolano.
  - Katherine Salosny, actriz y presentadora de televisión chilena.
- 9 de abril: Enric Folch, cineasta español.
- 10 de abril:
  - Nancy Brilli, actriz italiana.
  - Pauline Kantor, periodista y esquiadora chilena.
- 11 de abril:
  - Gil Hae-yeon, actriz de cine y televisión surcoreana.
  - Wojciech Płocharski, periodista, autor, compositor, viajero polaco.
  - Camilo Villarino, diplomático y militar español.
- 12 de abril:
  - Mariela Alcalá, actriz y cantante venezolana.
  - Ignacio Elguero de Olavide, escritor, periodista y comunicador español.
  - Suso Mourelo, escritor, periodista español.
- 13 de abril:
  - Marisa Kohan, periodista española de origen argentino especializada en género, cooperación al desarrollo y Derechos Humanos.
  - Caroline Rhea, actriz y comediante canadiense.
  - Mayra Rojas, presentadora de televisión, modelo y actriz mexicana.
- 14 de abril: William Serantes Pinto, militar venezolano.[14]
- 15 de abril:
  - Carlos Cuauhtémoc Sánchez, escritor, conferencista, filántropo y empresario mexicano.
  - Marga do Val, escritora, crítica literaria, traductora, y actriz española.
  - María Fernanda Di Giacobbe, chocolatera venezolana.
  - José Soto Cortés, "Tijeritas", cantante español flamenco-pop.

- 16 de abril:

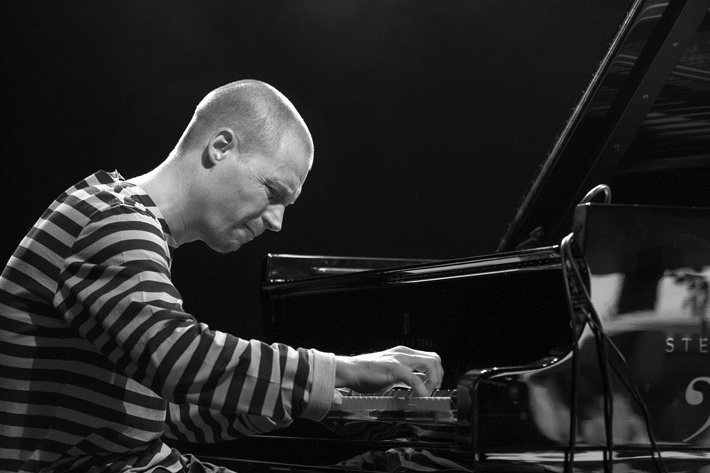
Esbjörn Svensson

  - Daniela Cardone, empresaria, modelo y actriz argentina.
  - José Cubero apodado el Yiyo, torero español (f. 1985).
  - Esbjörn Svensson, pianista suizo de jazz (f. 2008).
- 17 de abril:
  - Andréi Borisenko, cosmonauta ruso.
  - Maynard James Keenan, vocalista estadounidense de las bandas Tool, A Perfect Circle y Puscifer.
- 18 de abril:
  - Juan Pedro Bolaños, bioquímico e investigador en neurociencias español.
  - Andrés Duprat, arquitecto, guionista y curador de arte argentino.
  - Rithy Panh, director de cine camboyano.
  - Zazie, cantante y compositora francesa.
- 19 de abril: Patricia Soriano, artista visual y pintora mexicana.
- 20 de abril:
  - Crispin Glover, actor estadounidense.
  - Dea Loher, dramaturga y autora alemana.
  - Andy Serkis, actor británico.
  - Gao Zhisheng, abogado chino defensor de los derechos humanos.
  - Serafín Zubiri, cantante español.
- 21 de abril: Margarita Vallejo, historiadora española.

- 23 de abril:

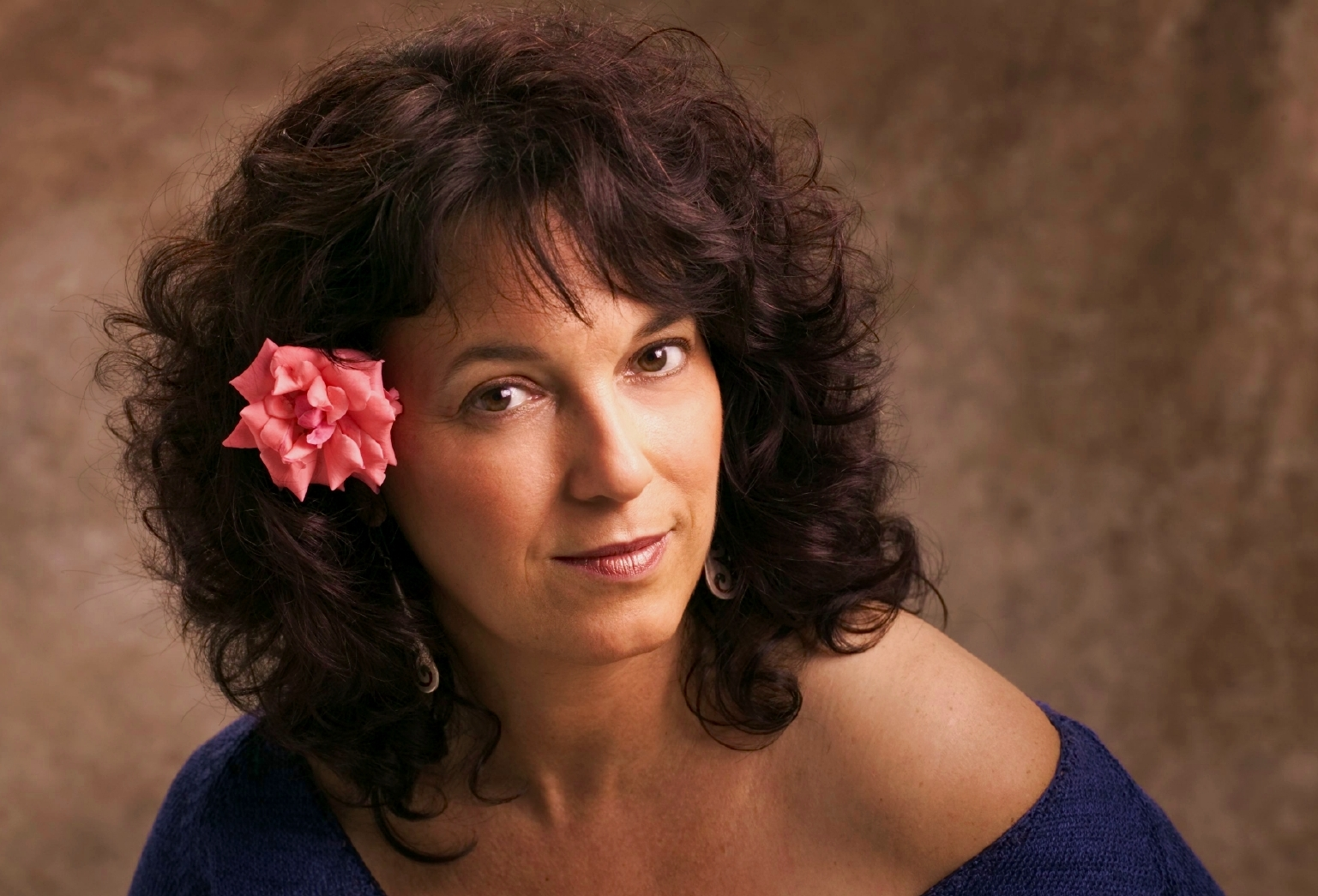
Estrella Acosta

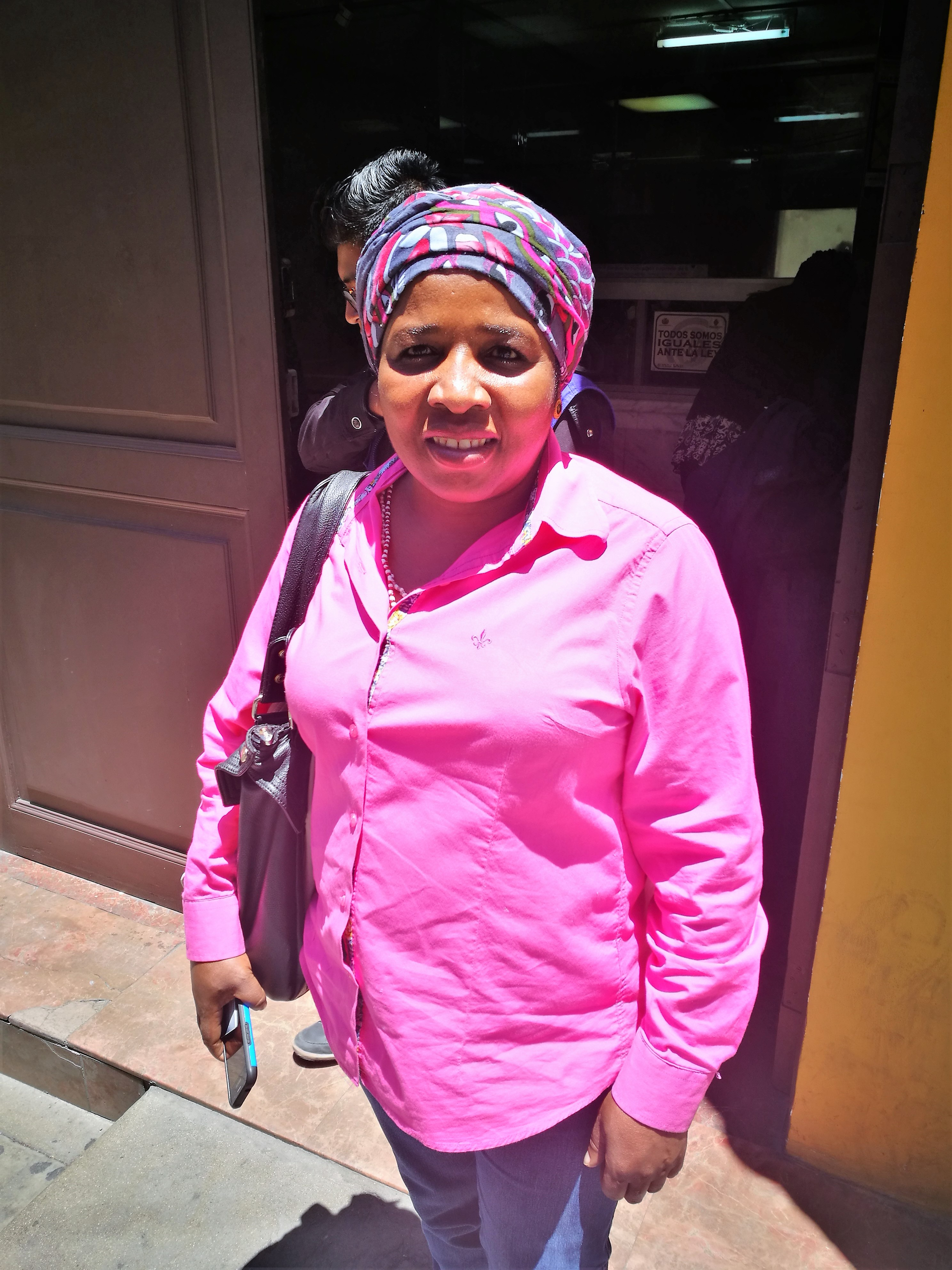
Mónica Rey Gutiérrez

  - Estrella Acosta, cantante cubana.
  - Rie Ishizuka, actriz de voz japonesa.
  - Marfa Inofuentes Pérez, activista y política afroboliviana (f. 2015).
  - Mónica Rey Gutiérrez, activista, educadora y política afroboliviana.
  - María Sierra, historiadora española.
- 24 de abril: Djimon Hounsou, actor beninés.
- 25 de abril:
  - Hank Azaria, actor estadounidense.
  - Andy Bell, cantautor británico, de la banda Erasure.
  - Kenji Yamamoto, director de sonido y compositor de videojuegos japonés.
- 26 de abril: Cachorro Vial, guitarrista de rock and roll peruano, que formó parte de la banda de rock subterráneo Narcosis (f. 2020).
- 27 de abril: Miss Rosi, cantautora, guitarrista, profesora de música y animadora infantil peruana.
- 28 de abril:
  - Barry Larkin, beisbolista estadounidense.
  - L'Wren Scott, diseñadora de moda estadounidense.
- 29 de abril: Federico Castelluccio, actor italiano.
- 30 de abril: Eddy Herrera, cantante dominicano.

### Mayo
- 1 de mayo:
  - Yvonne van Gennip, patinador neerlandés.
  - Paco Tous, actor español.

- 2 de mayo:

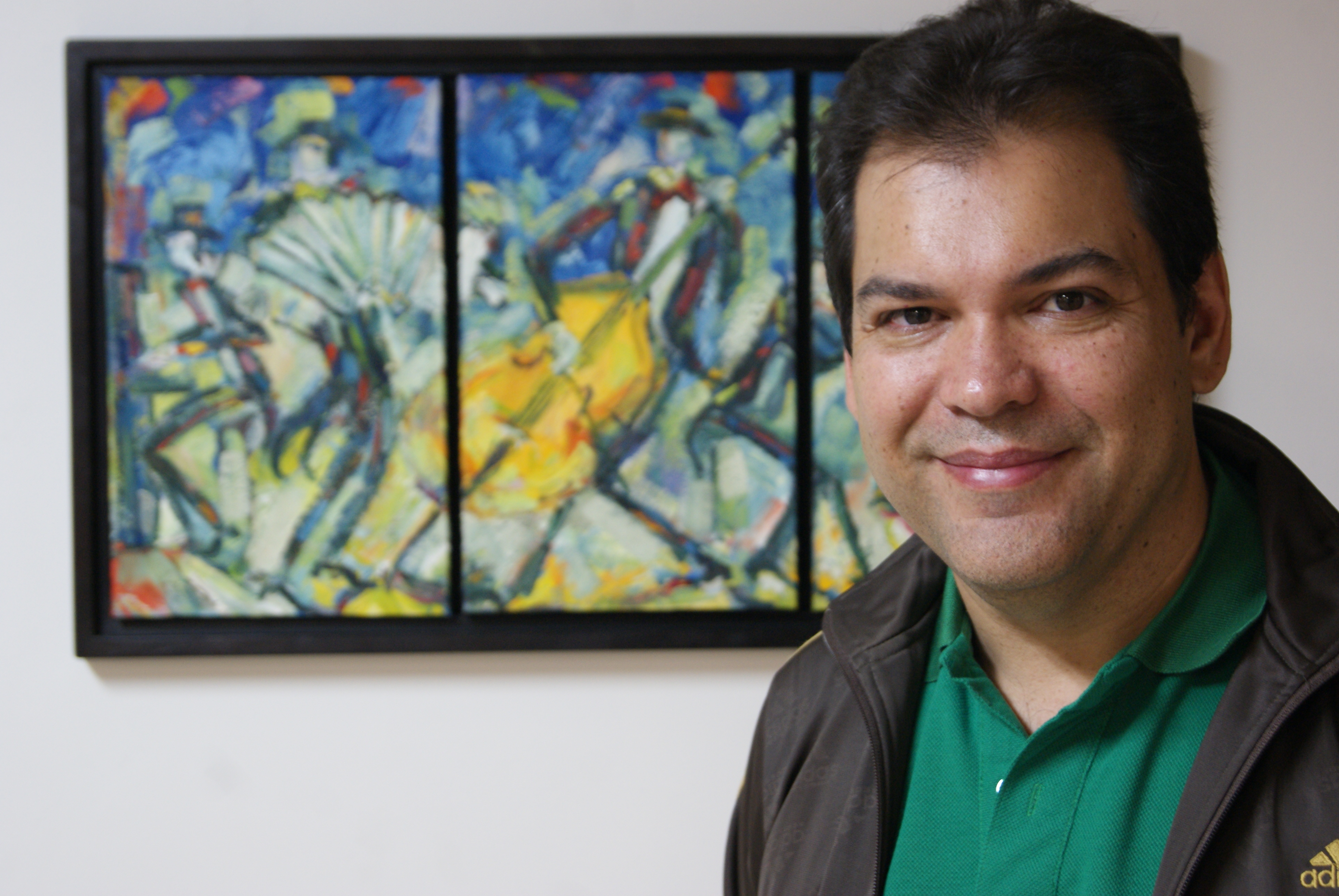
José Javier Mejía Palacio

  - Éric Elmosnino, actor de teatro y cine francés.
  - Mark Gregory, actor de cine italiano (f. 2013).
  - José Javier Mejía Palacio, pintor colombiano.
- 3 de mayo:
  - Maru Valdivielso, actriz española.
- 4 de mayo:
  - Rocco Siffredi, actor pornográfico italiano.
  - Ibrahim Mohamed Solih, político maldivo presidente de Maldivas.
- 5 de mayo:
  - Roxana Elvridge-Thomas, poeta, ensayista y directora teatral mexicana.
  - Heike Henkel, atleta alemán.
  - Efrat Mishori, escritora, artista performance, directora de fotografía, ilustradora y crítica de arte y cineasta israelí.
  - Don Payne, guionista de Los Simpson (f. 2013).
  - Minami Takayama, actriz y cantante japonesa.

- 6 de mayo:

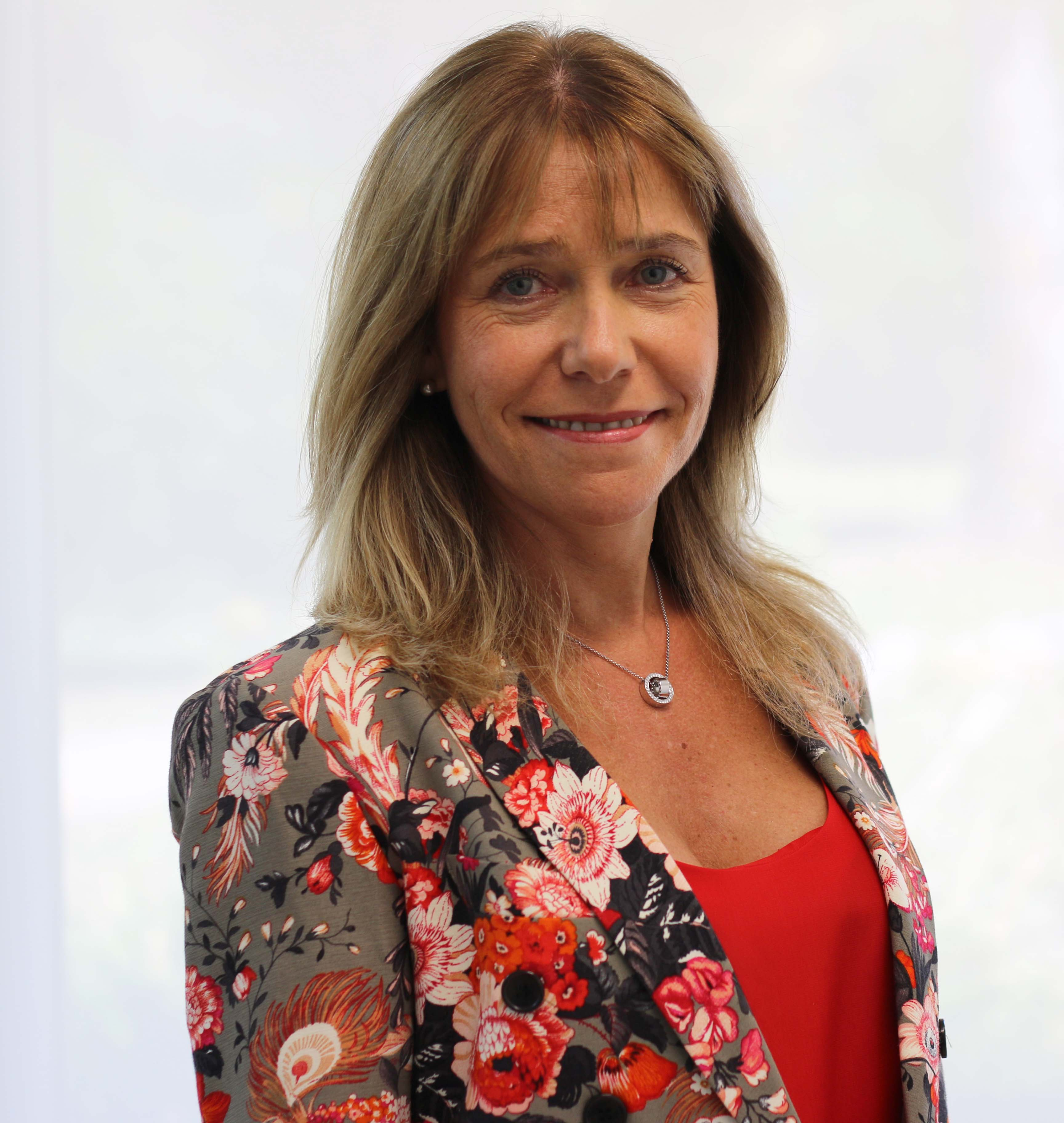
Celeste Saulo

  - Carlos Congote, actor y cantante colombiano.
  - Craig Fairbrass, actor británico.
  - Dana Hill, actriz estadounidense (f. 1996).
  - Celeste Saulo, científica y docente argentina.
  - María Vallejo-Nágera, escritora española.
  - Andrea Chiesa, piloto suizo de automovilismo.
- 7 de mayo:
  - Denis Mandarino, compositor, artista y escritor brasileño.
  - Giuseppe Iachini, futbolista y entrenador italiano.
  - Jesús Urceloy, poeta, narrador, editor y profesor de escritura creativa y poesía.
- 8 de mayo:
  - Melissa Gilbert, actriz estadounidense, presidente del Sindicato de Actores estadounidense.
  - Bobby Labonte, corredor estadounidense de carreras.
  - Rogelio Riverón, escritor, crítico, editor y periodista cubano.

- 9 de mayo:

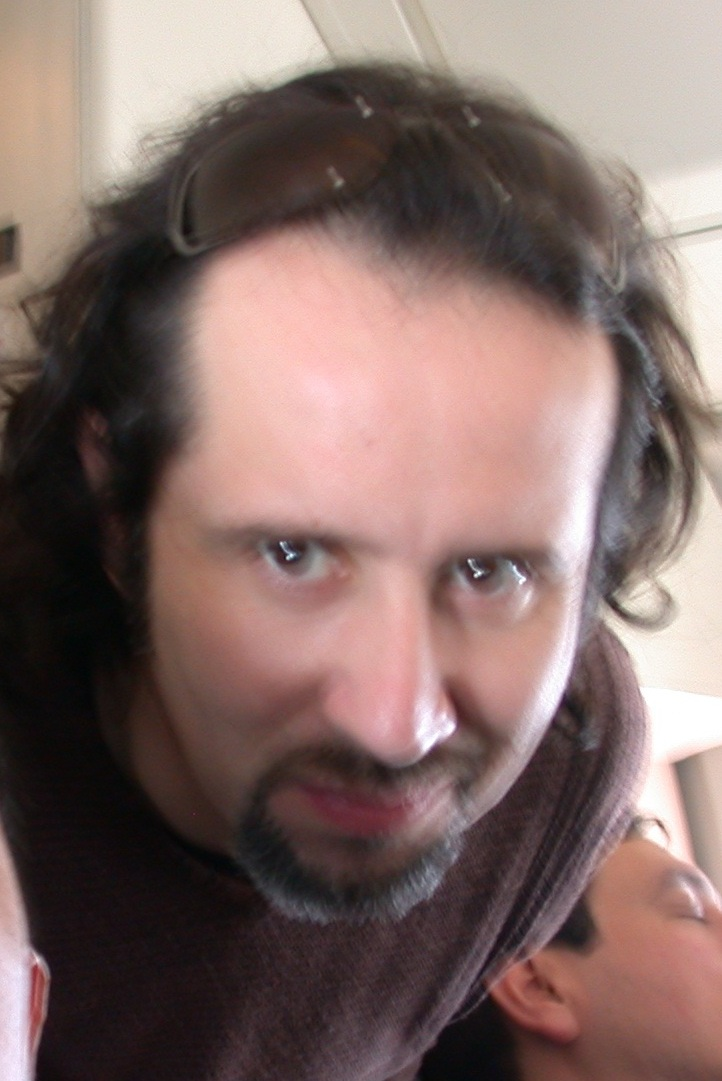
Miguel Tapia

  - Moisés Angulo, actor y cantante colombiano.
  - Juan Carlos Martín, actor y director español.
  - Mastretta, músico, compositor y productor discográfico español.
  - Miguel Tapia, músico chileno.

- 10 de mayo:

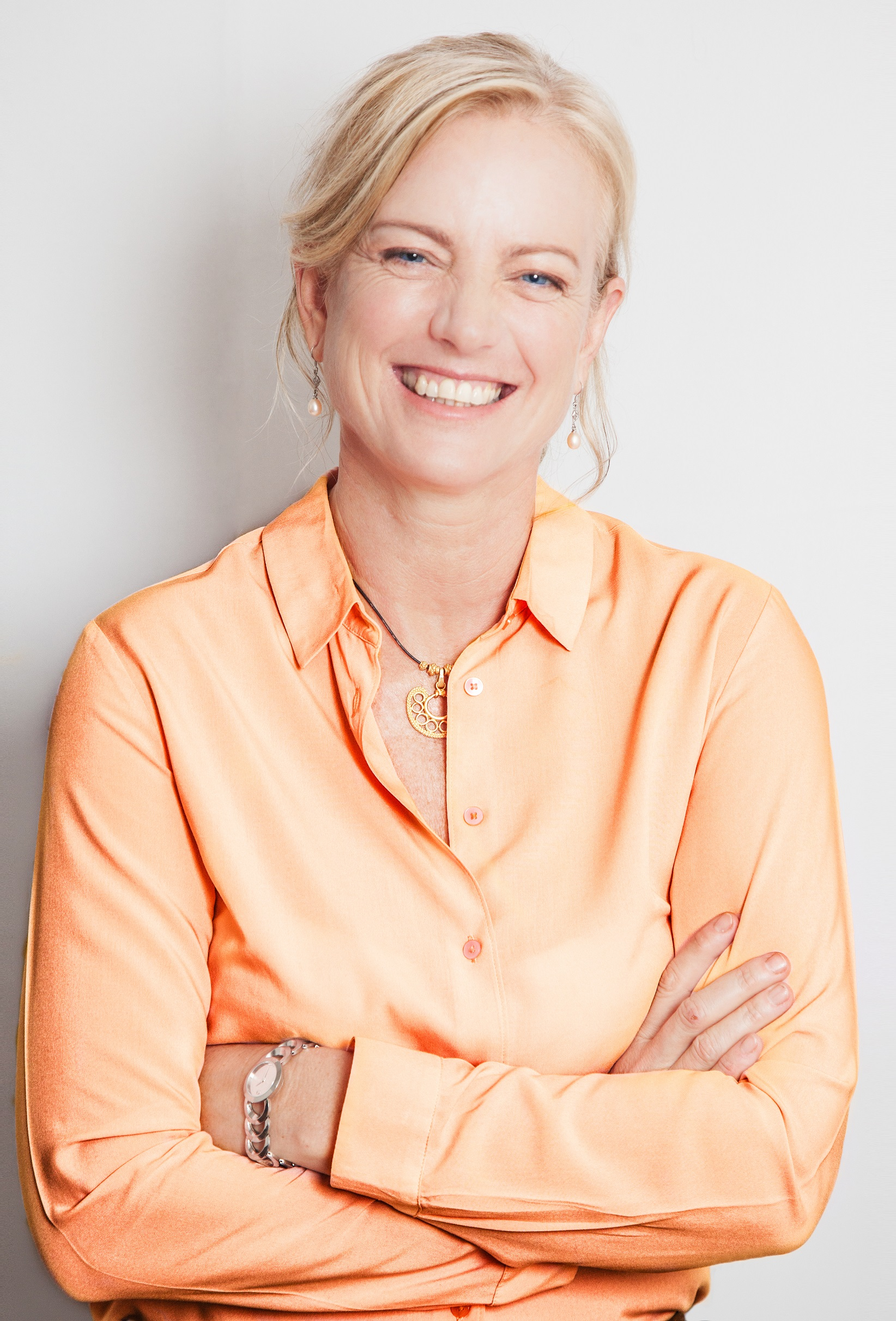
Karen Hallberg

  - Emmanuelle Devos, actriz francesa.
  - Karen Hallberg, física, profesora e investigadora argentina.
- 11 de mayo:
  - Tim Blake Nelson, actor, director de cine y guionista estadounidense.
  - Marcela Osorio, actriz chilena de cine y televisión.
- 12 de mayo: Brett Gurewitz, músico estadounidense de rock, de la banda Bad Religion.
- 13 de mayo:
  - Stephen Colbert, comediante satírico estadounidense.
  - Jordi Sánchez, dramaturgo, actor, guionista y director español.
- 14 de mayo: Eric Peterson, músico estadounidense de rock, de la banda Testament.
- 15 de mayo: Digna Ochoa, abogada defensora de los derechos humanos mexicana (f. 2001).
- 16 de mayo:
  - John Salley, presentador de televisión y baloncestista estadounidense.
  - Boyd Tinsley, violinista y mandolinista estadounidense.

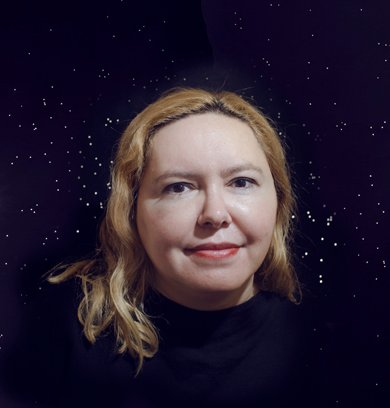
Pilar Ruiz-Lapuente

- 18 de mayo: Pilar Ruiz-Lapuente, astrofísica española.
- 19 de mayo: Sean Whalen, actor de cine, televisión y teatro estadounidense.
- 20 de mayo:
  - Fran Lezama Perier, pintor español.
  - Miriam Ochoa, actriz, animadora y cantante venezolana.
- 21 de mayo:
  - Luis Fernando Hoyos, actor colombiano.
  - Mayte Martín, escritora y periodista española.
  - Pete Sandoval, baterista salvadoreño expatriado en Estados Unidos, de la banda Morbid Angel.
  - Elisa Rego, locutora, cantante y compositora venezolana de synthpop, pop latino, new wave y baladas.
- 22 de mayo: Rita Guerrero, actriz y cantante mexicana (f. 2011).
- 23 de mayo: Ruth Metzler-Arnold, política suiza, miembro del Consejo Federal.
- 24 de mayo:
  - Adrian Moorhouse, nadador británico.
  - Álvaro Rudolphy, actor chileno.
- 25 de mayo: Ray Stevenson, actor británico de cine televisión.

- 26 de mayo:

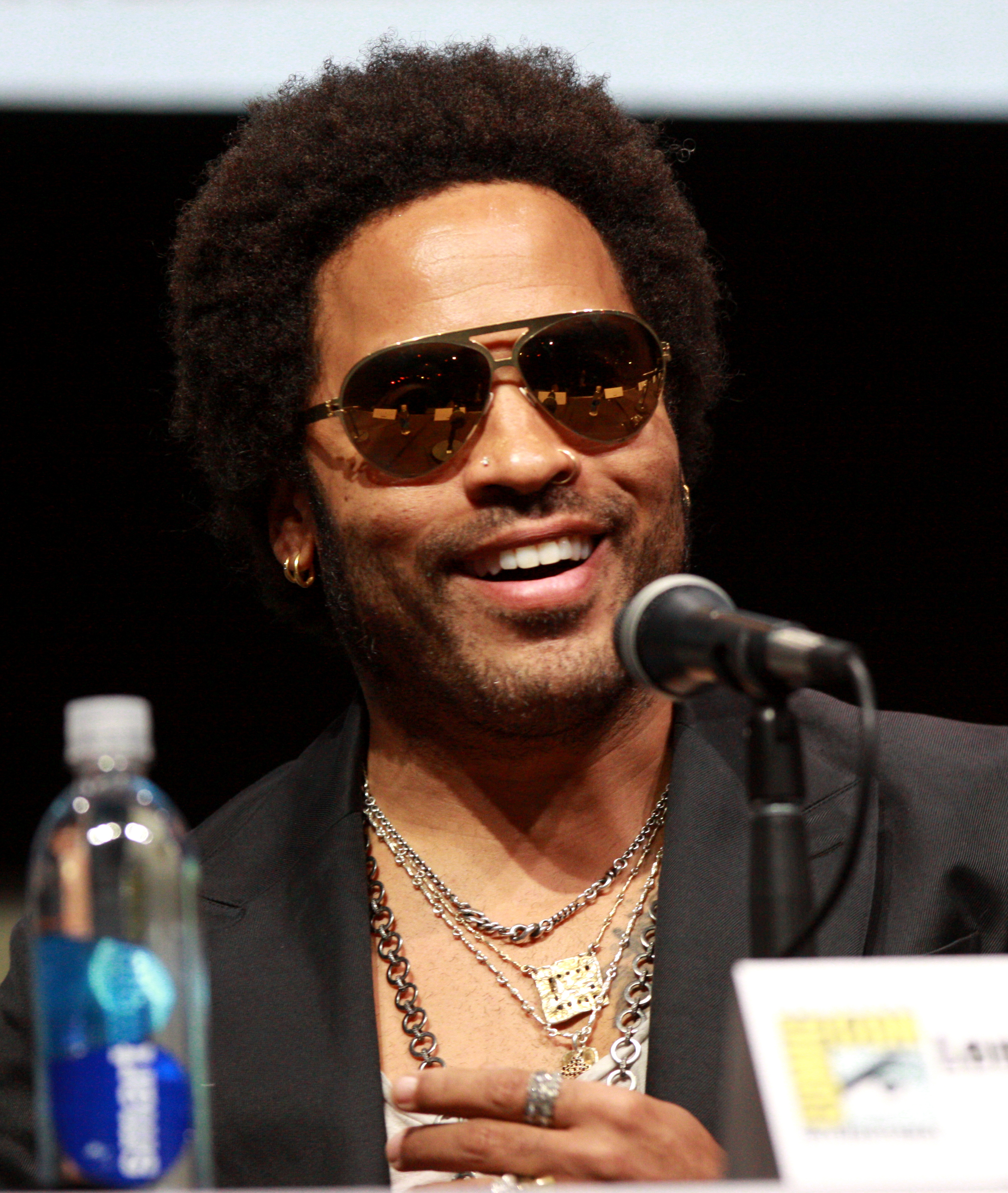
Lenny Kravitz

  - Caitlín R. Kiernan, escritora de terror, ciencia ficción y fantasía oscura, nacida en Irlanda y nacionalizada estadounidense.
  - Lenny Kravitz, guitarrista y cantante estadounidense.
  - Javier Parrado, compositor musical boliviano.
  - Norma Ramírez, artista visual y docente chilena.
- 27 de mayo: Adam Carolla, cómico estadounidense de la radio y la televisión.
- 28 de mayo:
  - Christa Miller, actriz estadounidense.
  - Phil Vassar, músico estadounidense.
  - Zsa Zsa Padilla, cantante y actriz filipina.
  - Armen Gilliam, baloncestista estadounidense (f. 2011).
  - Christian Herberth, taekwondista alemán.
  - Shuji Murakami, yudoca japonés.
- 29 de mayo:
  - Christina Rosenvinge, cantautora española.
  - Javier Ojeda, cantante español.

- 30 de mayo:

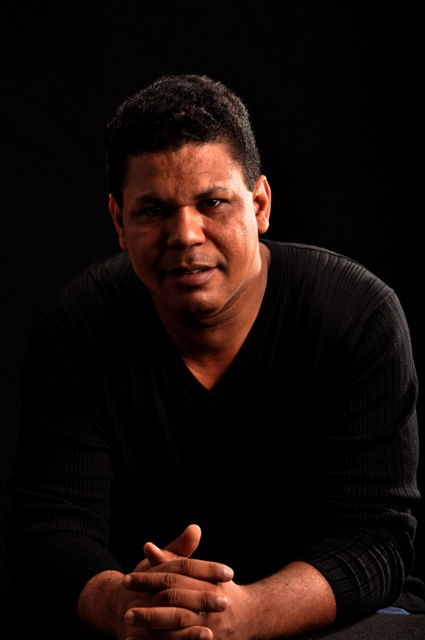
Fernando Cabrera

  - Fernando Cabrera, escritor dominicano.
  - Raúl Dans, dramaturgo, guionista y actor de doblaje español.
  - Wynonna Judd, cantante estadounidense.
  - Tom Morello, músico estadounidense, de las bandas Rage Against the Machine y Audioslave.
  - Karen White, escritora estadounidense.
  - Andrea Montermini, piloto italiano de automovilismo.

### Junio
- 1 de junio:
  - Rocío Caballero, pintora de arte figurativo mexicana.
  - Eduardo Rinesi, filósofo, politólogo y educador argentino, exrector de la Universidad Nacional de General Sarmiento.
  - Tribhuvan, poeta y periodista indio.
- 2 de junio:
  - Sonia Díaz Corrales, poetisa y narradora cubana.
  - Lisa Ann French, niña estadounidense víctima de abuso (f. 1973).
- 3 de junio:
  - Kerry King, guitarrista estadounidense, cofundador de la banda Slayer.
  - James Purefoy, actor británico.
- 4 de junio: Mario Jursich, periodista cultural, poeta, escritor y traductor colombiano.
- 5 de junio:
  - Laura Gulino, dibujante argentina.
  - Marian Moreno Llaneza, profesora y escritora española experta en formación de profesorado en coeducación.
  - Rick Riordan, escritor estadounidense.
- 6 de junio:
  - Pablo Cairo, jugador de hockey sobre patines argentino.
  - Nelli Cooman, atleta neerlandesa de origen surinamés.
  - Jay Lake, escritor y editor estadounidense de ciencia ficción y fantasía.
- 7 de junio:
  - Gia Carides, actriz grecoaustraliana.
  - José Antonio Segebre, abogado, empresario y político colombiano.

- 8 de junio:

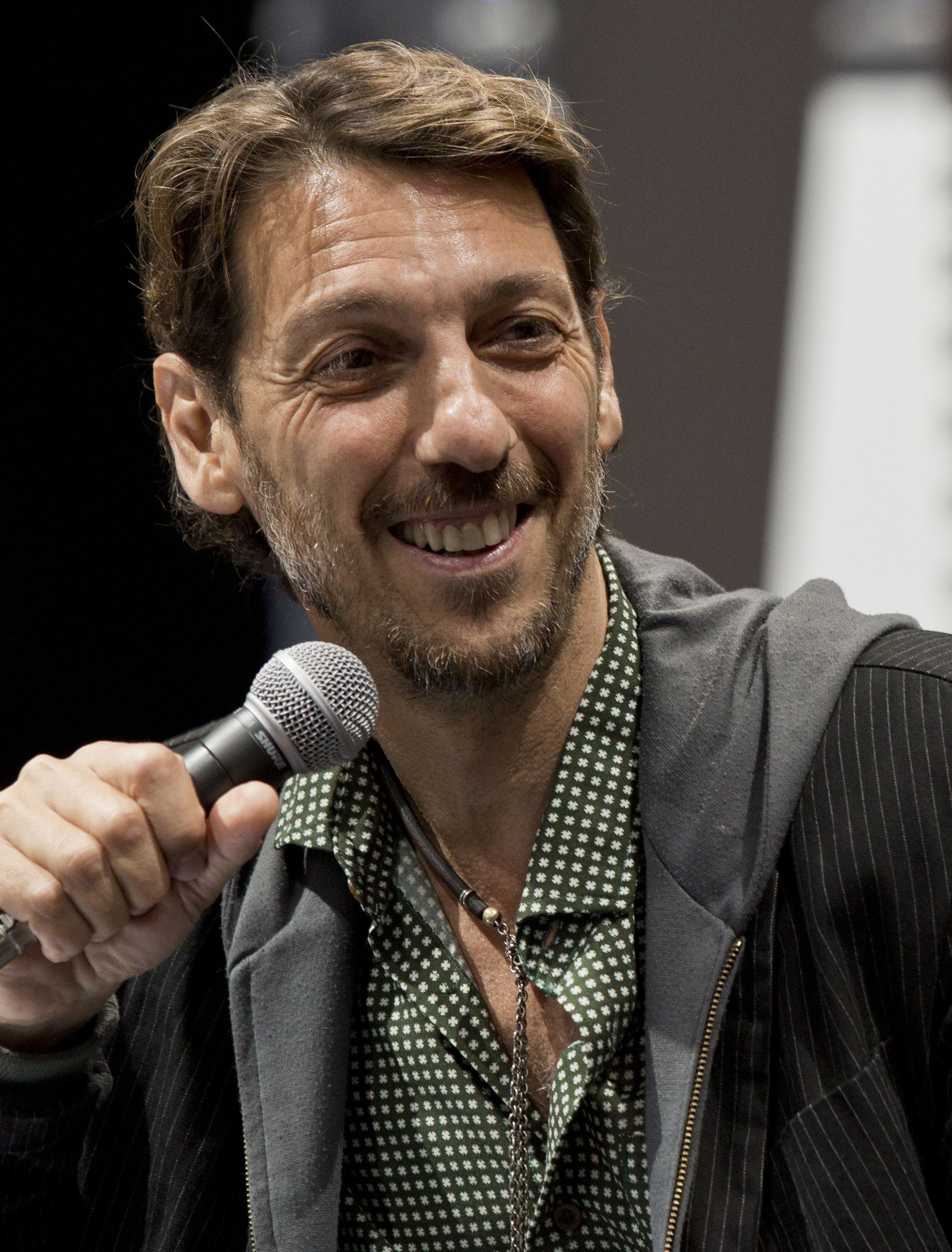
Humberto Tortonese

  - Jesús Fraile, deportista español que compitió en bochas adaptadas.
  - Humberto Tortonese, actor y comediante argentino.
- 9 de junio:
  - Arantxa Iturbe, periodista, locutora y escritora española.
  - Carlos Pauner, alpinista español.
  - Gloria Reuben, actriz canadiense.
- 10 de junio:
  - Jimmy Chamberlin, músico estadounidense, de la banda The Smashing Pumpkins.
  - Ben Daniels, actor inglés.
  - Vincent Pérez, actor y director suizo de ascendencia española y alemana.
- 11 de junio:
  - Jean Alesi, piloto francés de Fórmula 1.
  - Carlos Barragán: periodista, humorista y guionista argentino.
  - Antonio Saura García, director de escena español.
- 12 de junio: Paula Marshall, actriz estadounidense.
- 13 de junio:
  - Kathy Burke, actriz y comediante británica.
  - François Peglau, letrista y músico peruano.
  - Ígor Bortnitski, remero soviético.
- 14 de junio: Armando Casas, director y productor de cine mexicano.
- 15 de junio:
  - Courteney Cox, actriz estadounidense.
  - Michael Laudrup, exfutbolista y entrenador danés.
  - Maria Verónica Reina, psicóloga educativa argentina y activista que hizo campaña internacionalmente por la defensa de los derechos de las personas con discapacidad (f. 2017).
- 16 de junio: Javier Molina, baterista español, del grupo Hombres G.
- 17 de junio: Fabio Manes, programador, crítico de cine, director y presentador televisivo argentino.
- 18 de junio: Beatriz Villacañas, poeta, ensayista y crítica literaria española.

- 19 de junio:

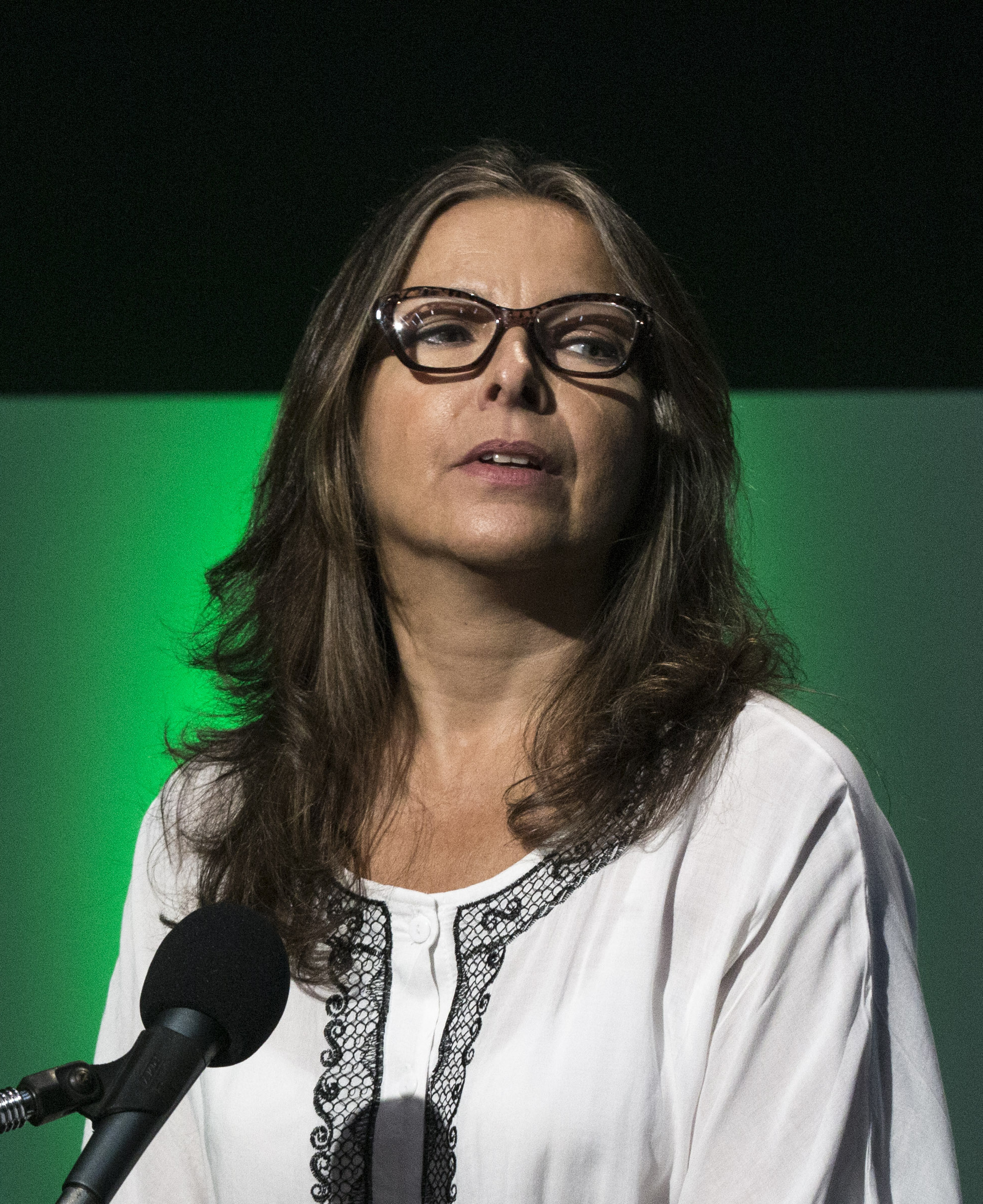
Alejandra Darín

  - Alejandra Darín, actriz y dirigente sindical argentina.
  - Laura Ingraham, comentarista política estadounidense.
  - Boris Johnson, político británico, exalcalde de Londres y primer ministro del Reino Unido.
  - Susana López Charreton, viróloga mexicana.
  - Omowunmi Sadik, profesora, química e inventora nigeriana.
  - Christian Thorsen, actor y exmodelo peruano.
- 20 de junio:
  - Remedios Cervantes, empresaria, actriz, presentadora de televisión y modelo española.
  - Éric Lartigau, director de cine francés.

- 21 de junio:
  - Sammi Davis, actriz británica.

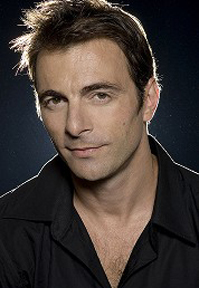
Kevin Johansen

  - Kevin Johansen, cantante argentino-estadounidense.
  - Doug Savant, actor estadounidense.
- 22 de junio:
  - Amy Brenneman, actriz estadounidense.
  - Dan Brown, escritor estadounidense (El código Da Vinci).
  - Hiroshi Abe, actor y modelo japonés.
- 23 de junio:
  - Astrid Carolina Herrera, actriz, modelo y locutora venezolana.
  - Alejandra Gavilanes, actriz, cantante y animadora argentina.
  - Ferran Sáez Mateu, escritor y profesor universitario español.
  - Joss Whedon, director, guionista y productor de cine estadounidense.
- 24 de junio:
  - Félix de Bedout, periodista y presentador de noticias colombiano.
  - Juana Guarderas, actriz de teatro, cine y televisión ecuatoriana.
  - María Paulina Soto, doctora en estudios americanos.

- 25 de junio:

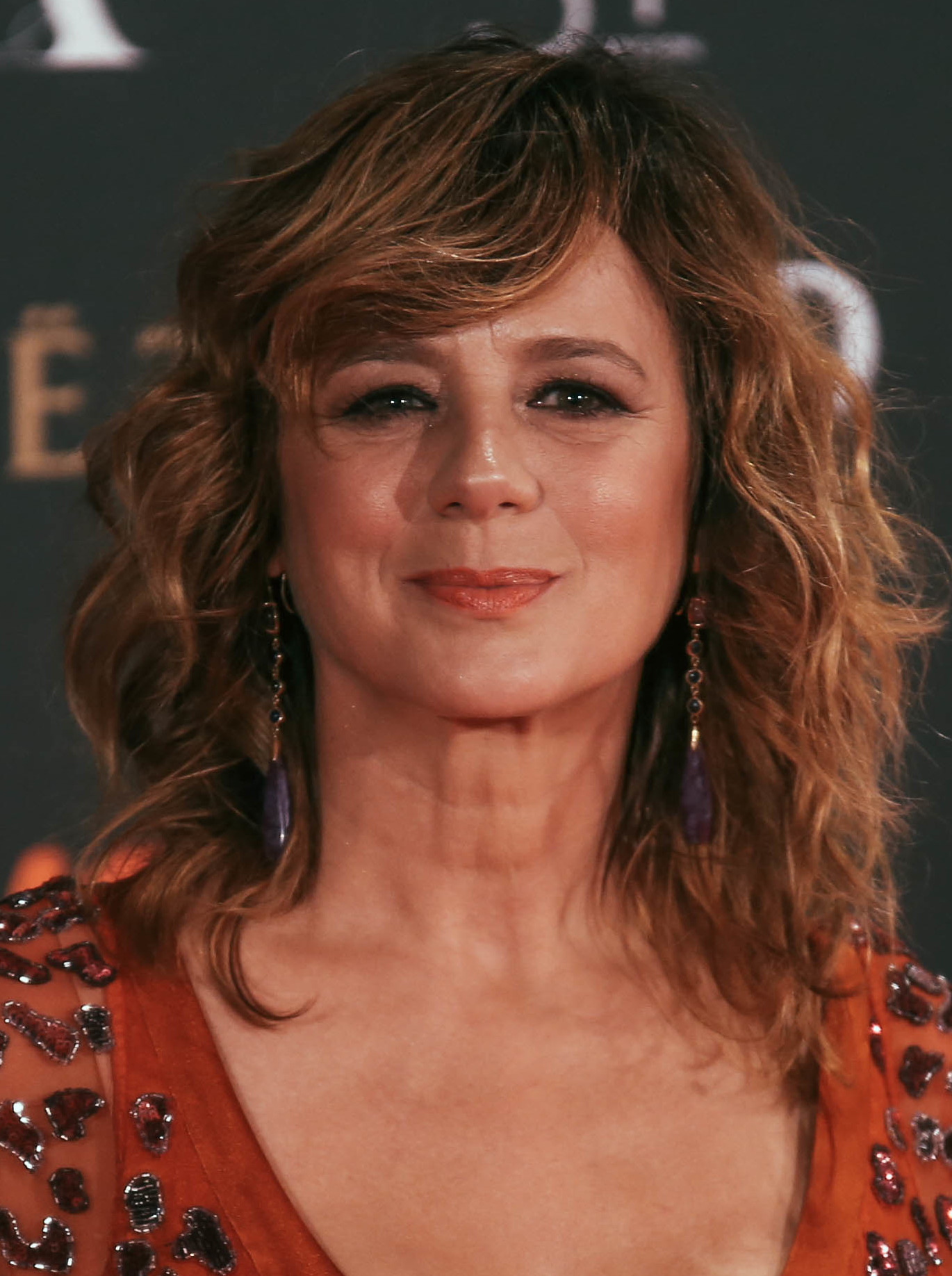
Emma Suárez

  - Johnny Herbert, piloto británico de Fórmula 1.
  - Emma Suárez, actriz española.
- 26 de junio:
  - Flavio Cianciarulo, cantante, músico, compositor, escritor y productor de rock argentino.
  - Tommi Mäkinen, piloto finlandés de rally.
  - Alejandro Ros, diseñador gráfico argentino.
  - Ian Tracey, actor canadiense.
- 27 de junio:
  - Alejandro Ceballos Casillas, entrenador de fútbol español.
  - Sergio Vela, director y diseñador de ópera, promotor artístico, músico y académico mexicano.
- 28 de junio: Myriam Seco, arqueóloga y egiptóloga española.
- 29 de junio: Enrique Vázquez Castro, compositor y sacerdote español.
- 30 de junio: Marco Del Freo, cantautor italiano.

### Julio
- 1 de julio:

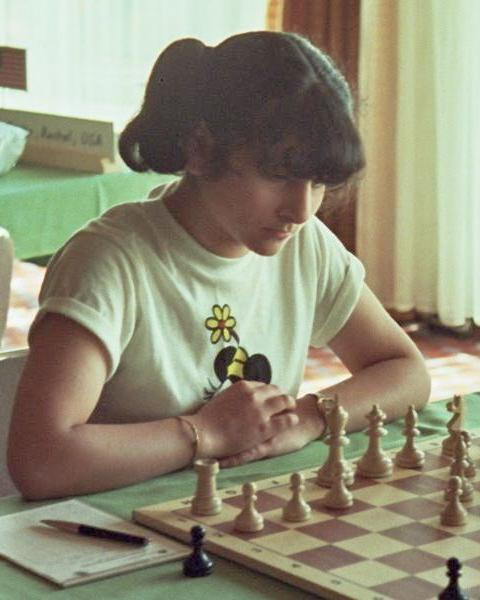
Giovanna Arbunic.

  - Salvador Alanís, escritor y productor mexicano.
  - Giovanna Arbunic, ajedrecista chilena de origen croata.
  - Peter Cattaneo, director de cine británico.
  - Cristina Cifuentes, política española.
  - Bernard Laporte, rugbista y entrenador francés.
- 2 de julio:
  - Ana María Kamper, actriz colombiana.
  - Laura Martínez, bailarina, presentadora de televisión y actriz uruguaya.
  - Rocío Tábora, psicóloga e investigadora hondureña.
  - Almudena Villegas Becerril, historiadora, escritora, y experta gastrónoma española.
- 3 de julio:
  - Joanne Harris, escritora británica.
  - Mario Pergolini, presentador y productor argentino de radio y televisión.
  - Toshiharu Sakurai, actor de voz japonés.
  - Yeardley Smith, actriz de doblaje estadounidense, de The Simpson.
  - Peyton Reed, director de cine y televisión estadounidense.
- 4 de julio:
  - Daniel Marín, actor y músico argentino (f. 2016).
  - Edi Rama, político, pintor, escritor, exprofesor universitario, publicista y exjugador de baloncesto albanés.
  - Elie Saab, diseñador de modas libanés.
- 5 de julio:
  - Uxue Barkos, periodista y política española.
  - Piotr Nowak, futbolista y entrenador polaco.
  - Filip de Wilde, futbolista belga.
- 6 de julio:
  - Bernardo Bonezzi, compositor español (f. 2012).
  - Javier Velasco Yeregui, sacerdote y teólogo español (f. 2009).

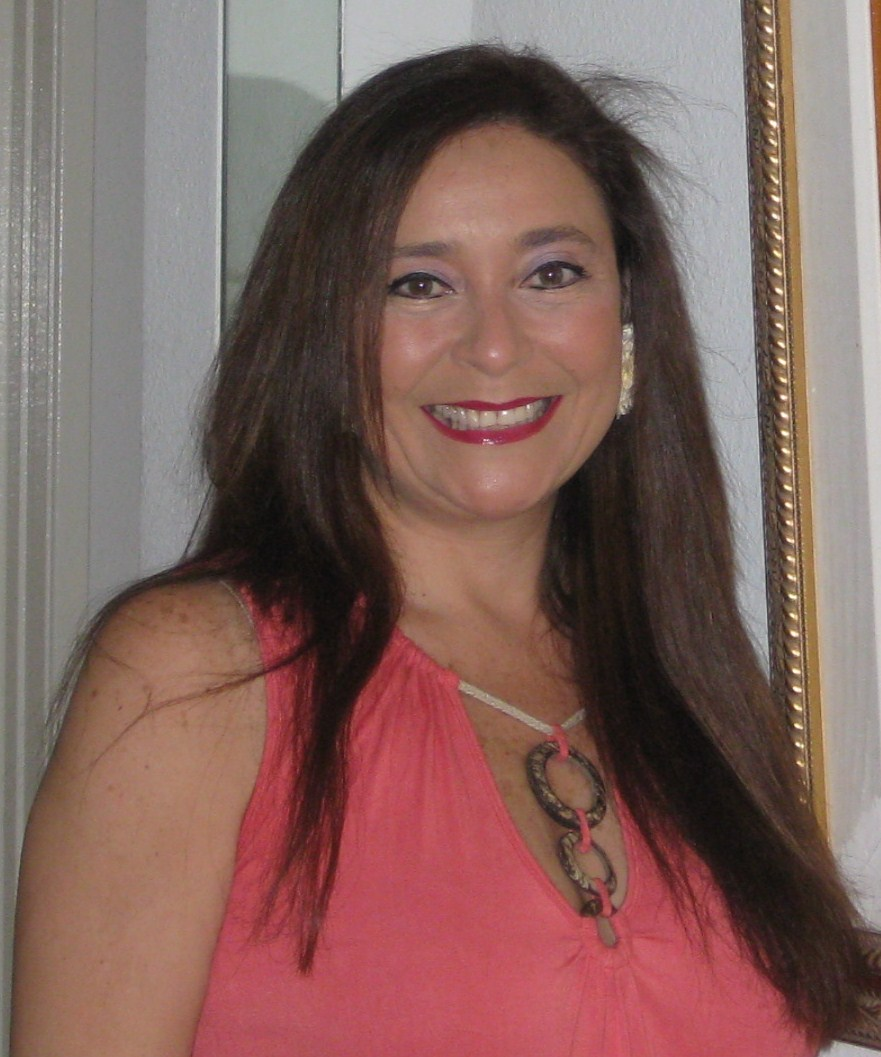
Karina Gálvez

- 7 de julio: Karina Gálvez, poetisa ecuatoriana.
- 8 de julio: Joan Valent, músico, director de orquesta, compositor e intérprete español.
- 9 de julio:
  - Courtney Love, actriz y música estadounidense.
  - Arturo Pareja-Obregón de los Reyes, cantautor, pianista, compositor e intérprete español.
  - Gianluca Vialli, futbolista y entrenador italiano (f. 2023).
- 10 de julio:
  - Concha Calleja, escritora española.
  - Dalton Vigh, actor brasileño.
- 11 de julio: Craig Charles, actor británico.
- 12 de julio:
  - Agustín Pantoja, cantante español.
  - Bernardo Penabade, profesor y escritor español.
  - Pedro Sandoval, artista hispanovenezolano.
  - Fran Zabaleta, escritor, editor y guionista español.
- 14 de julio:
  - José Javier Conde, deportista español que compitió en atletismo adaptado.
  - Federico Aznar Fernández-Montesinos, escritor, militar, ensayista y profesor universitario español.

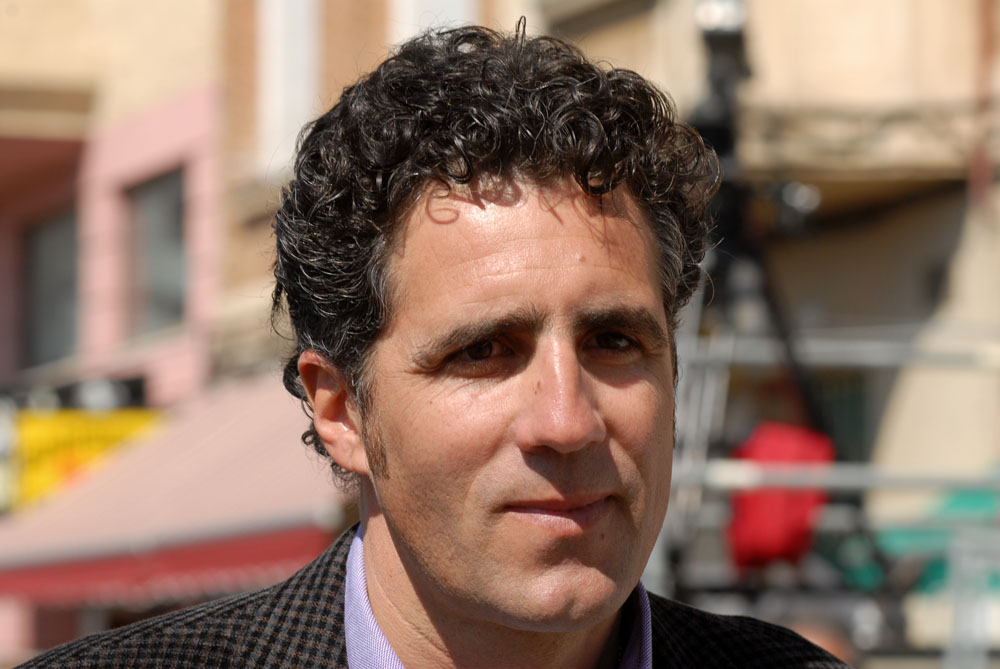
Miguel Induráin.

- 16 de julio: Miguel Induráin, ciclista español.
- 17 de julio:
  - Hajime Kanzaka, escritor de novelas y mangas japonés.
  - Heather Langenkamp, actriz estadounidense.
  - Martha Liliana Ruiz, actriz y presentadora colombiana.
- 18 de julio: Marina Patricia Jiménez Ramírez, socióloga y activista mexicana.
- 20 de julio:
  - Chris Cornell, músico estadounidense de las bandas Soundgarden y Audioslave.
  - Terri Irwin, empresaria y bióloga australiana de origen estadounidense.
  - Bernd Schneider, piloto de automovilismo alemán.
- 21 de julio: Ross Kemp, actor británico.
- 22 de julio:
  - Adam Godley, actor británico de cine, teatro y televisión.
  - Bonnie Langford, actriz británica.
  - David Spade, actor, comediante y presentador estadounidense.
  - Anneke von der Lippe, actriz noruega de cine, teatro y televisión.
- 23 de julio:
  - Esther Pérez de Eulate, periodista y artista multidisciplinar española especializada en documentales.
  - Dom Phillips, periodista británico y escritor independiente (f. 2022).
  - Francisco Javier Vélez, periodista y comentarista deportivo colombiano.

- 24 de julio:

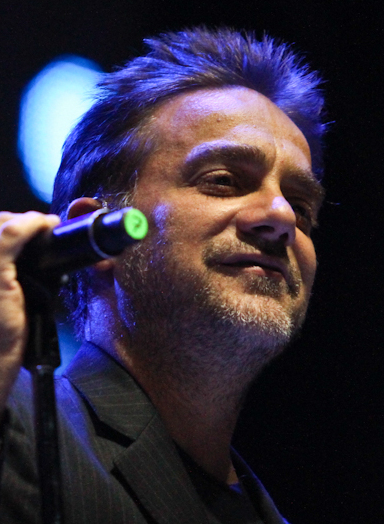
Vicentico.

  - Barry Bonds, beisbolista estadounidense.
  - Pedro Passos Coelho, primer ministro portugués.
  - Vicentico, cantante, músico y compositor argentino.
  - Banana Yoshimoto, novelista japonesa.
- 25 de julio: Meaza Ashenafi, activista etíope de derechos de la mujer.
- 26 de julio:
  - Sandra Bullock, actriz estadounidense.
  - Ana Patricia Martínez Huchim, escritora mexicana, editora, recopiladora de la tradición oral maya e investigadora bilingüe (maya y español).
  - Anne Provoost, escritora belga.
  - Peter Sullivan, actor británico.
  - Danny Woodburn, actor estadounidense.
- 27 de julio:
  - Françoise Atlan, cantante francesa de origen judía sefardí.
  - Carlos Ruiz Encina, sociólogo, intelectual y político chileno.
- 28 de julio: Lori Loughlin, actriz estadounidense.
- 29 de julio:
  - José Acosta, poeta, narrador, agrónomo y comunicador social dominicano.
  - Toño Mauri, actor y cantante mexicano.
  - Steven Novella, médico neurólogo clínico estadounidense.

- 30 de julio:

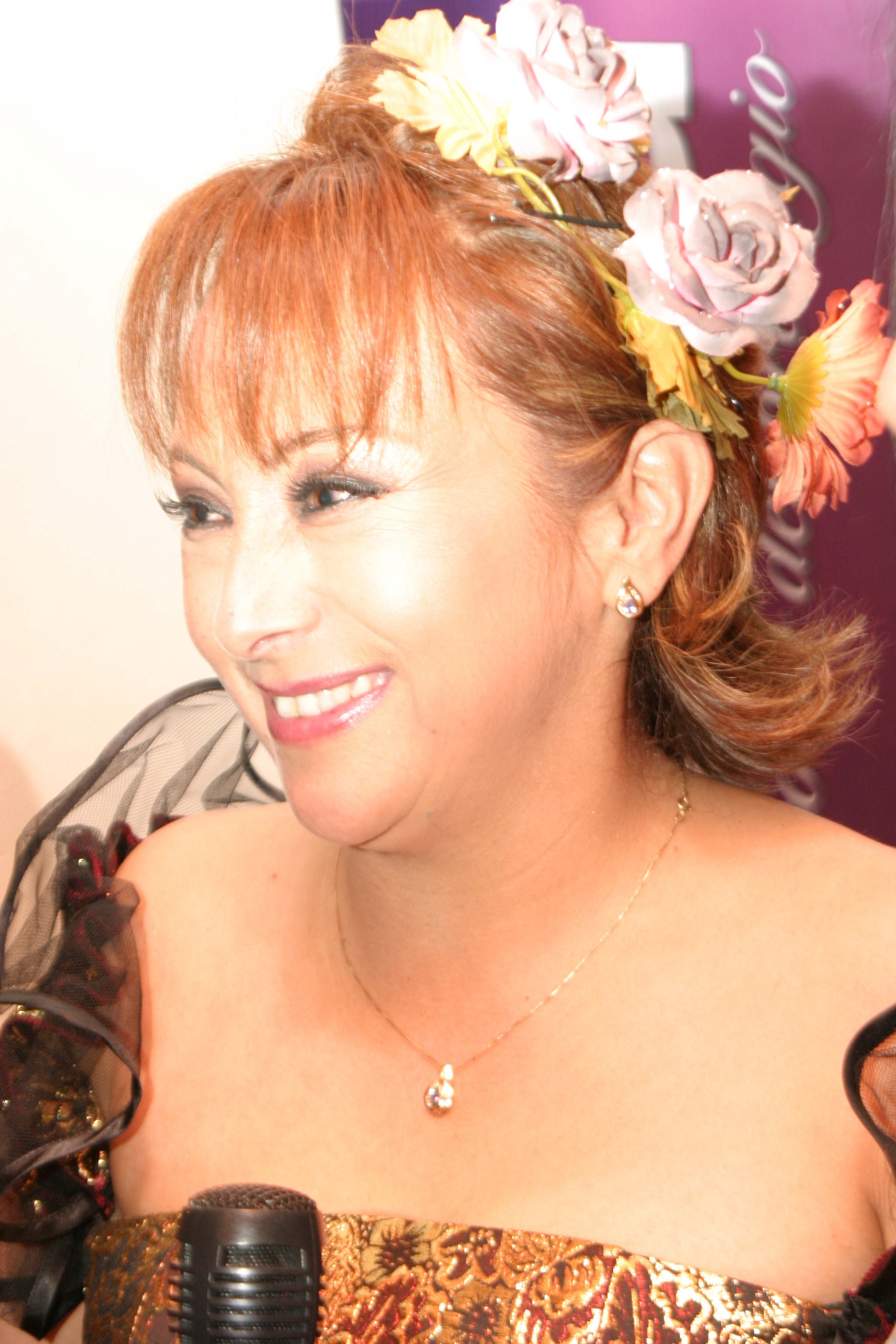
Patricia Lucero Guzmán.

  - Vivica A. Fox, actriz estadounidense.
  - Patricia Lucero Guzmán, soprano de coloratura colombiana.
  - Jürgen Klinsmann, exfutbolista y entrenador alemán.
  - Carlos Martínez, periodista deportivo y narrador español.
  - Claudia Ramírez, actriz mexicana.
- 31 de julio:
  - Jim Corr, músico y cantante irlandés, de la banda The Corrs.
  - Sergi Mas, comunicador, periodista y presentador de programas de radio y televisión español.
  - Fabián Polosecki, periodista y presentador de televisión argentino (f. 1996).

### Agosto
- 1 de agosto: Carlos "Café" Martínez, beisbolista venezolano (f. 2006).
- 2 de agosto:
  - Alejandro Andrade, militar venezolano.
  - José Luis García Herrera, poeta español.
  - Mary-Louise Parker, actriz estadounidense.
- 3 de agosto:
  - Iñaki Antón, conocido bajo su seudónimo Uoho, es un músico multiinstrumentista, compositor y productor de rock español.
  - Viviana Cordero, escritora ecuatoriana, directora teatral y de cine.
  - Lucky Dube, músico sudafricano de reggae.
  - Broselianda Hernández, actriz de teatro, televisión y cine cubana (f. 2020).
  - Abhisit Vejjajiva, político tailandés.
- 4 de agosto:
  - José Cervera, periodista, biólogo y divulgador científico y tecnológico español (f. 2018).
  - Laila Ripoll, directora de escena, profesora y dramaturga española.
  - Anna Sui, diseñadora de moda estadounidense de origen chino.
- 5 de agosto:
  - Adam Yauch, músico estadounidense (f. 2012).
  - Francisco José Pestanha, escritor y ensayista argentino.
  - Claudio Reyes Rubio, director de cine y televisión mexicano.

- 6 de agosto:

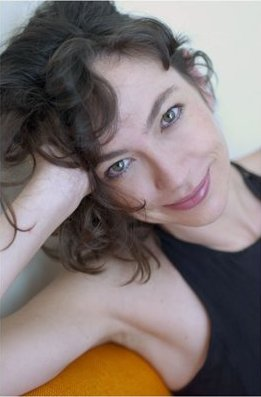
Patricia Rivadeneira

  - Patricia Rivadeneira, actriz y gestora cultural chilena.
  - Mitch Rouse, actor, director y guionista estadounidense.
  - Gary Valenciano, músico filipino.
- 7 de agosto:
  - Isabel Brilhante Pedrosa, diplomática portuguesa.
  - Teo González, pintor español.
- 8 de agosto:
  - Giuseppe Conte, político, jurista y profesor de Derecho italiano.
  - María Fernanda Cabal, política colombiana.
- 10 de agosto: Octavio Hernández Bolín, periodista, locutor de radio, presentador de televisión y productor musical español (f. 2021).

- 11 de agosto:

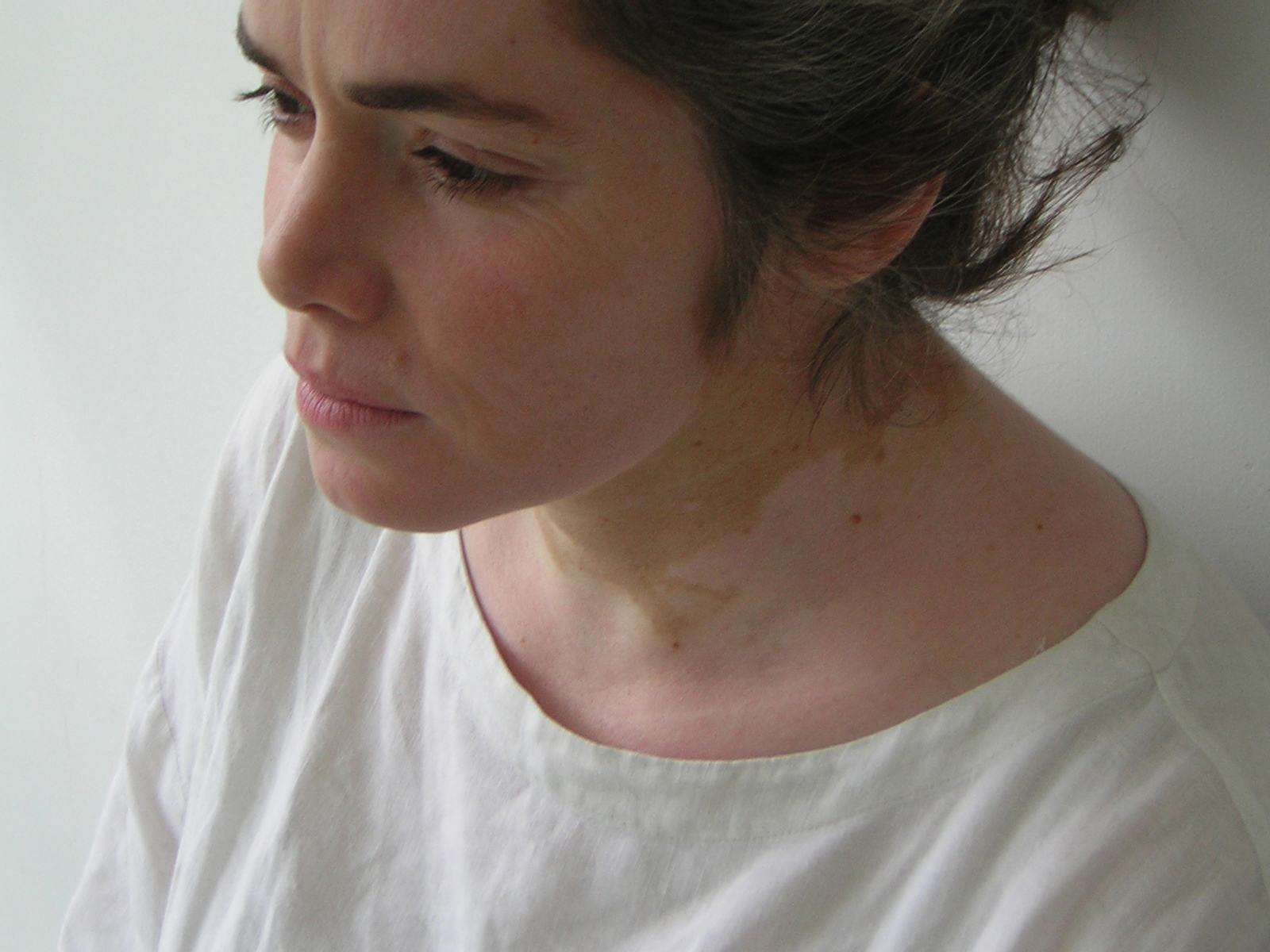
Magdalena Fernández

  - Magdalena Fernández, artista venezolana.
  - Alicia Llarena González, poeta, investigadora, crítica literaria y docente española.
  - Miguel A. Núñez, Jr., actor estadounidense de ascendencia domínico-puertorriqueña.
  - Héctor Soberón, actor mexicano.
- 13 de agosto: Zuliana Araya, política y activista transgénero chilena.

- 15 de agosto:

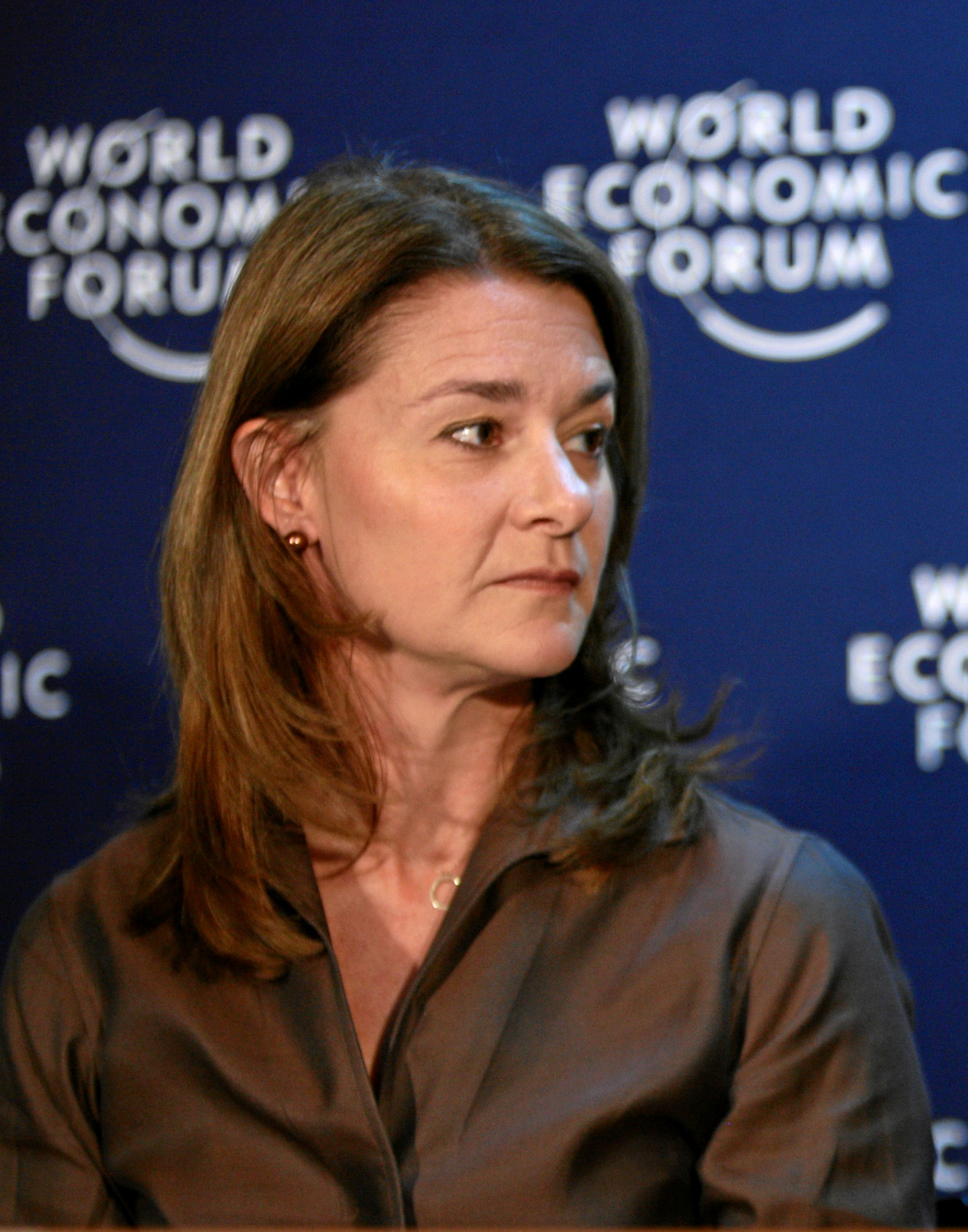
Melinda Gates

  - Melinda Gates, política estadounidense, esposa de Bill Gates.
  - Scott Kalvert, director de cine estadounidense.
- 16 de agosto:
  - Jimmy Arias, tenista estadounidense.
  - Šarūnas Bartas, director de cine lituano.
- 17 de agosto: Ana Cecilia Prenz Kopušar, escritora, traductora e investigadora argentina, nacida en Belgrado.
- 18 de agosto:
  - Craig Bierko, actor estadounidense.
  - Farid Ortiz, cantante y compositor colombiano de música vallenata.
- 19 de agosto: Joseph Kahn, periodista estadounidense.
- 20 de agosto:
  - Markus Flanagan, actor estadounidense.
  - Fernando Silva, pintor mexicano.
  - Serguéi Zagrayevski, pintor ruso (f. 2020).
- 21 de agosto: Eytan Fox, director de cine israelí.
- 22 de agosto:
  - Mats Wilander, tenista sueco.
  - Diane Setterfield, escritor británico.
- 23 de agosto: Pachu Peña, humorista y actor argentino.

- 24 de agosto:

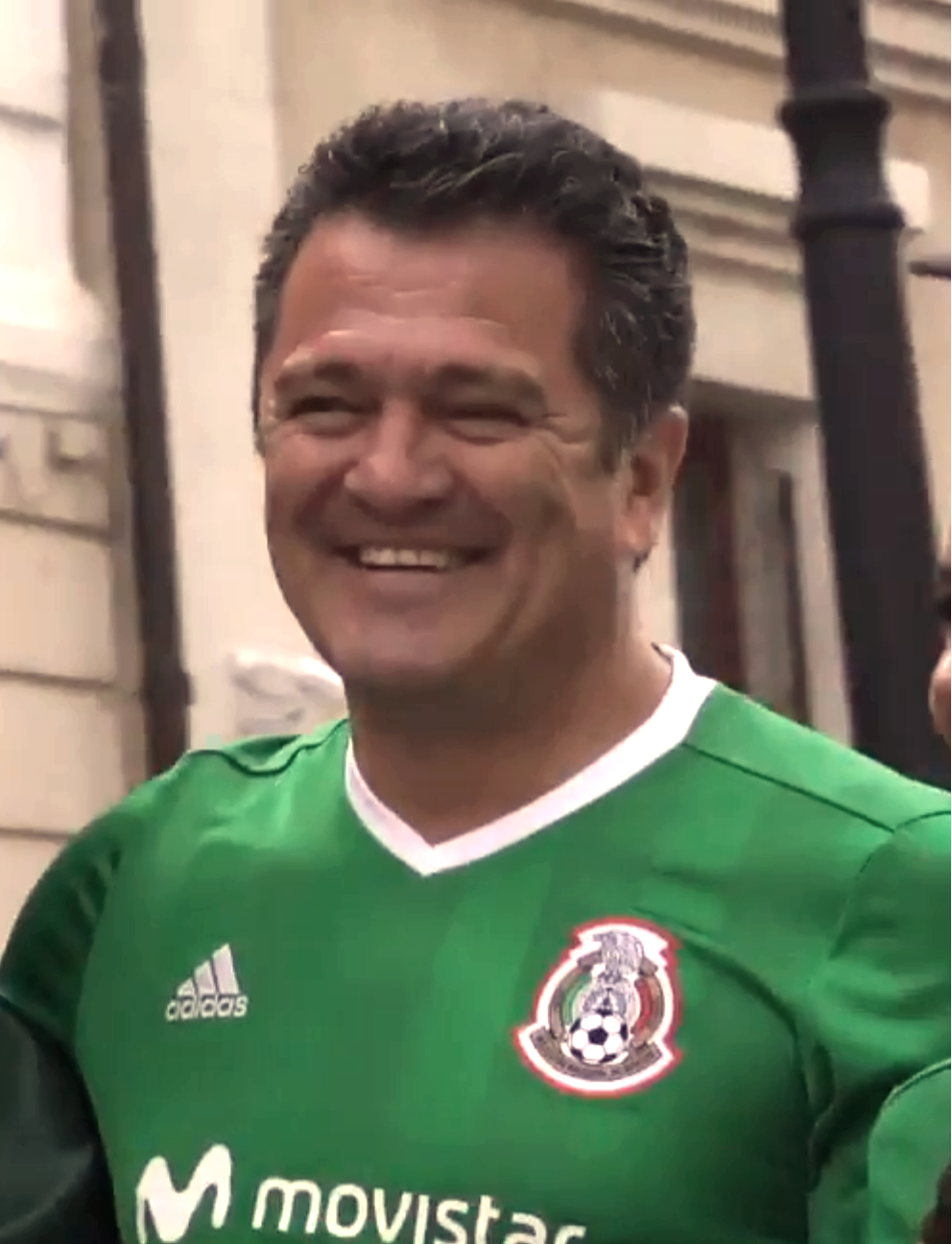
Carlos Hermosillo

  - Oteil Burbridge, bajista y multiinstrumentista estadounidense.
  - Carlos Hermosillo, exfutbolista mexicano.
  - Éric Bernard, piloto de automovilismo francés.
- 25 de agosto:
  - Eduard Fernández, actor español.
  - Saverio Guerra, actor estadounidense.
  - Maxim Kontsevich, matemático ruso.
  - Blair Underwood, actor y director estadounidense de televisión, cine y teatro.
- 26 de agosto: Silvia Espigado, actriz española.
- 28 de agosto:
  - Agustín Labrada Aguilera, escritor cubano.
  - Antón Riveiro Coello, escritor español en lengua gallega.
- 29 de agosto:
  - Manuel Huerta, trovador chileno.
  - Gastón Rodríguez, compositor, guitarrista, cantante y docente de música uruguayo.
- 30 de agosto: Antonio Montiel, pintor español.

- 31 de agosto:

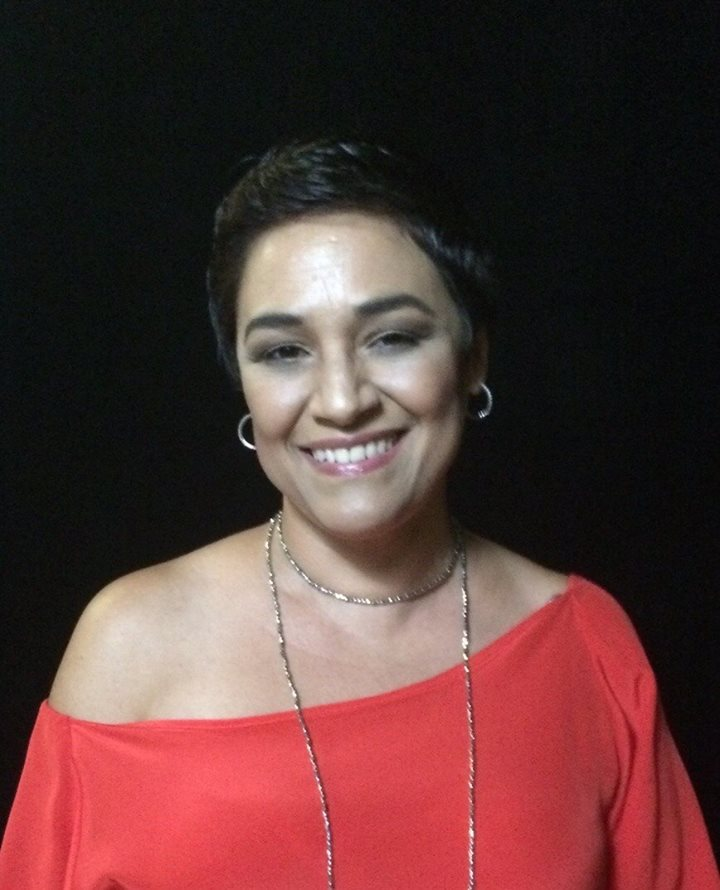
Gema Corredera

  - Gema Corredera, cantante, productora, musicóloga y guitarrista cubana.
  - Lola Gutiérrez, escritora española.
  - Mark Lewis Jones, actor británico.

### Septiembre
- 1 de septiembre:
  - Sebastián Haro, actor de cine, televisión y teatro español.
  - Maria Trusa, empresaria y activista dominicana.
  - Martha Wells, escritora estadounidense de ficción especulativa.

- 2 de septiembre:
  - Keanu Reeves, actor canadiense.

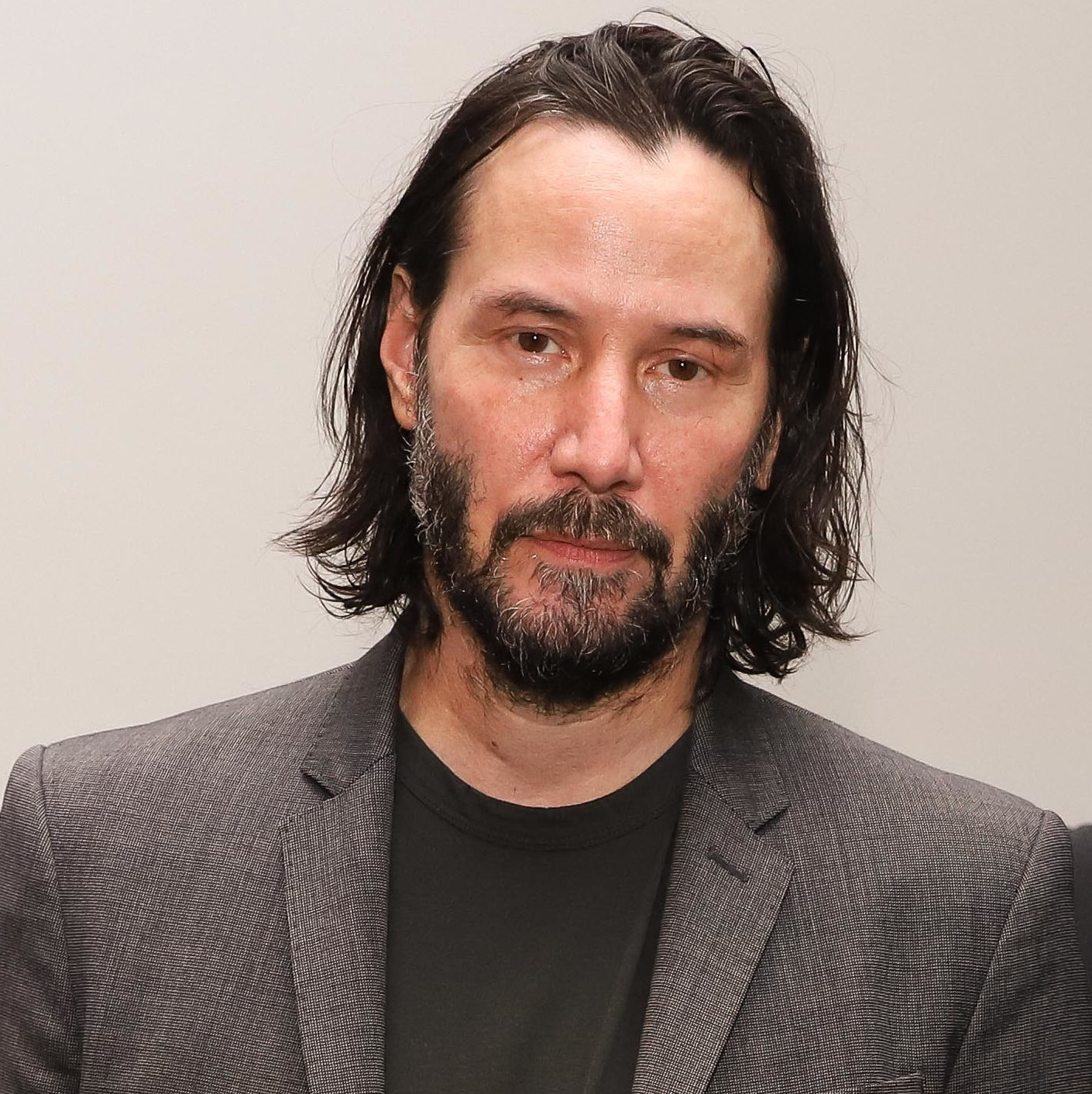
Keanu Reeves

  - Maggie Cheung, actriz hongkonesa.
- 3 de septiembre: Elena Martín Calvo, humorista y actriz española.
- 4 de septiembre:
  - René Pape, cantante bajo de ópera alemán.
  - María Cecilia Villanueva, compositora argentina.
- 5 de septiembre: Dave Rubinstein, cantante estadounidense (f. 1993).

- 6 de septiembre:

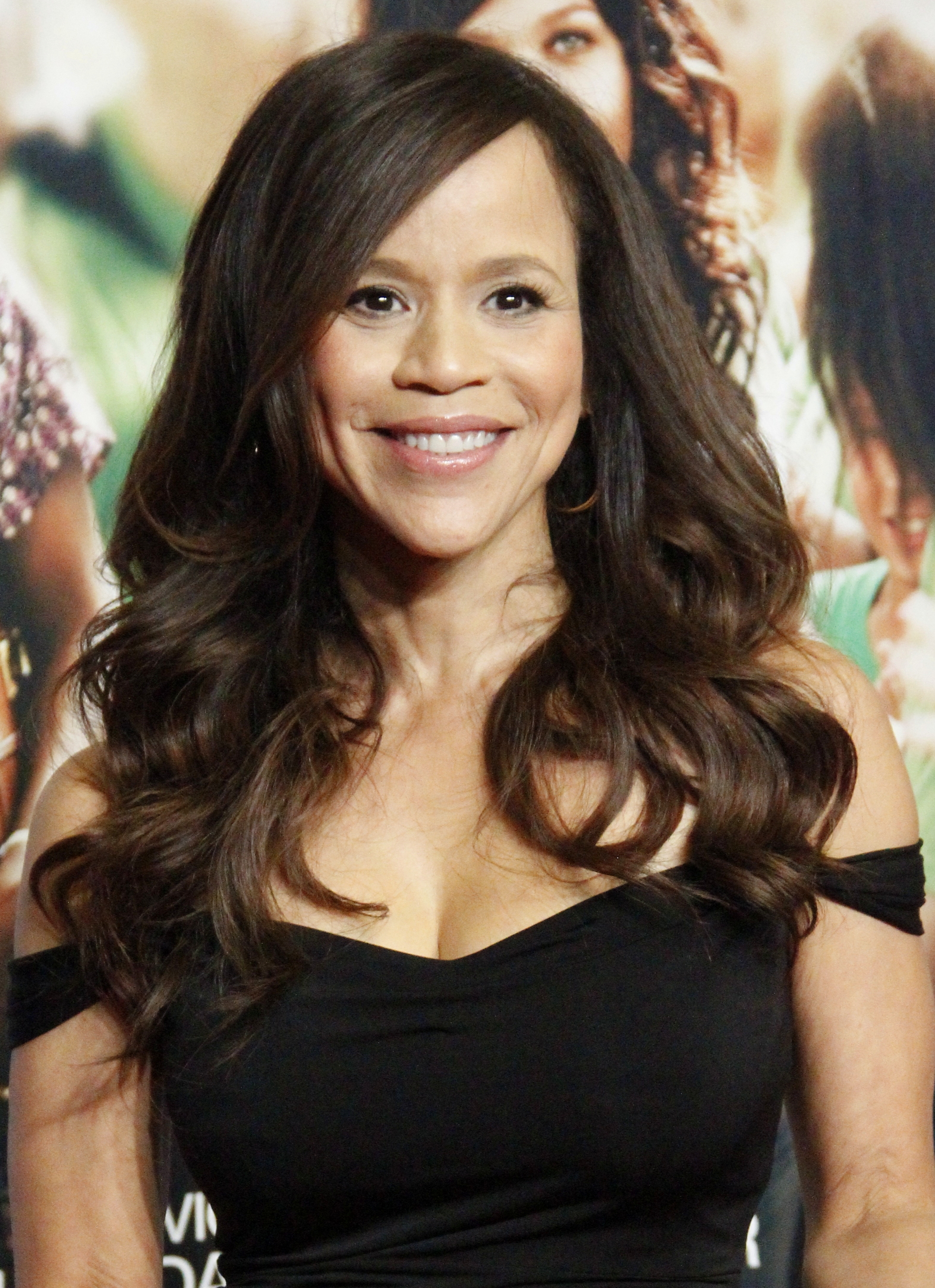
Rosie Perez

  - Sergio Lapegüe, periodista y conductor de radio y televisión argentino.
  - Todd Palin, petrolero estadounidense, esposo de Sarah Palin.
  - Rosie Perez, actriz, coreógrafa, activista, productora y directora de cine y televisión estadounidense.
  - Shin'ichi Watanabe, actor de voz y director de anime japonés.
- 7 de septiembre:
  - Eazy-E, rapero estadounidense, de la banda NWA (f. 1995).
  - Carlos García Hirschfeld, periodista y presentador español.
  - Andy Hug, karateka suizo (f. 2000).
  - Montserrat Rico Góngora, escritora española de novela histórica.
- 8 de septiembre:
  - Michael Johns, empresario estadounidense del cuidado de la salud y escritor de discursos presidenciales.
  - Scott Levy, luchador estadounidense.
  - María Pretiz, cantautora costarricense.
  - Erkki Valla, futbolista finlandés.

- 10 de septiembre:

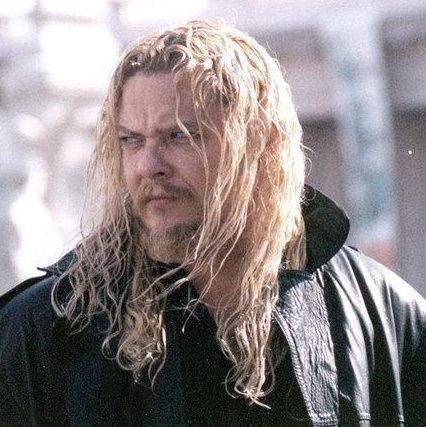
Eduardo Verdurmen

  - Luis Fierro, especialista en desarrollo económico, social y ambiental en América Latina.
  - Ginés García Millán, actor español que ha combinado el teatro, el cine y la televisión.
  - Eduardo Verdurmen, diseñador, escritor, guionista, director, profesor, productor, editor, sonidista, colorista y supervisor de efectos especiales para cine y televisión panameño.
- 11 de septiembre:
  - Mo Abudu, empresaria, presentadora de televisión y productora nigeriana.
  - Victor Wooten, bajista estadounidense.
- 13 de septiembre: Iliá Segalóvich, programador ruso, cofundador y director de tecnología del motor de búsqueda Yandex (f. 2013).
- 14 de septiembre: Martín Hahn, escritor, guionista de televisión, dramaturgo, profesor y actor venezolano.

- 15 de septiembre:

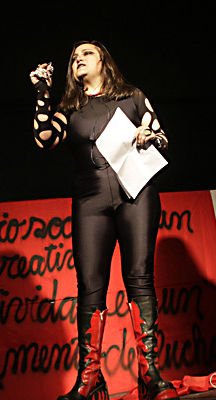
María Galindo

  - Ben Abounassif, artista autodidacta, pintor y escultor venezolano de ascendencia libanesa.
  - Gabriela Rivero, actriz y cantante mexicana.
  - María Galindo, activista, militante del feminismo radical, escritora y comunicadora boliviana.
- 16 de septiembre:
  - Dave Sabo, guitarrista y compositor estadounidense Skid Row.
  - Rossy de Palma, actriz española.
  - Molly Shannon, actriz, comediante y escritora estadounidense.
- 17 de septiembre: Armando Luna Ponce, compositor mexicano.
- 18 de septiembre:
  - Marco Masini, cantautor italiano.
  - Fatima Naoot, poeta, periodista, ingeniera, escritora y activista egipcia.
  - Alfredo Ugarte, entomólogo y presentador de televisión, conocido popularmente como "bichólogo".
- 19 de septiembre:
  - César Cadaval, humorista español, integrante del dúo Los Morancos.
  - Gisou van der Goot, bióloga celular suizo-neerlandesa.
  - Patrick Marber, comediante, director, dramaturgo, titiritero, actor y guionista.
  - Marcos Montero, periodista, locutor de radio y presentador de televisión boliviano.
  - Kim Richards, actriz estadounidense.
  - Yvonne Vera, escritora zimbabuense (f. 2005).
  - Trisha Yearwood, cantante estadounidense.
- 20 de septiembre: Gustavo E. Romero, profesor de Astrofísica Relativista en la Universidad Nacional de La Plata e Investigador Superior del Consejo Nacional de Investigaciones de Argentina.

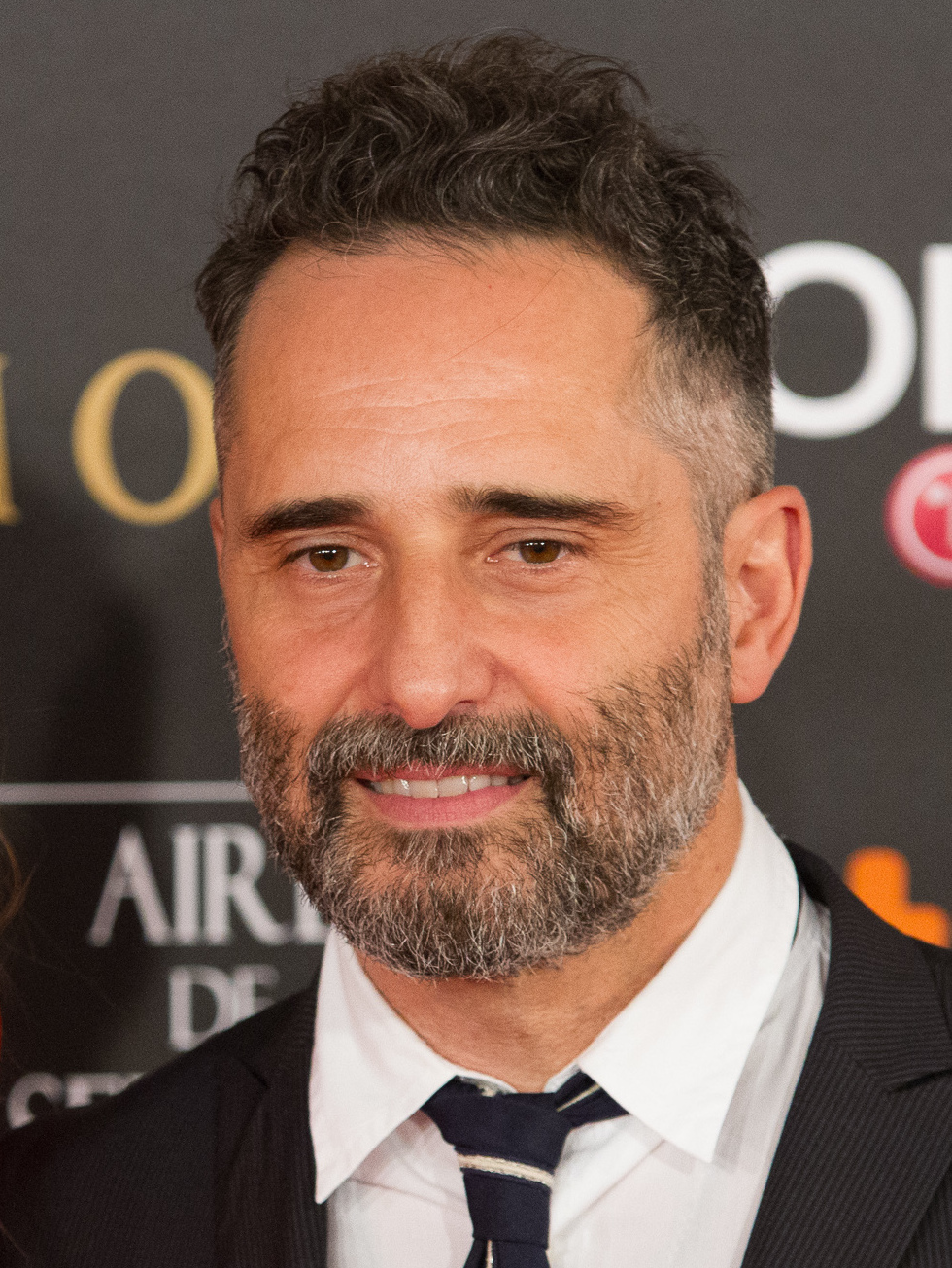
Jorge Drexler

- 21 de septiembre: Jorge Drexler, músico uruguayo.
- 22 de septiembre:
  - Fabio Alberti, comediante argentino.
  - Leo Zuckermann, comentarista y académico mexicano.
- 23 de septiembre: Kōshi Inaba, cantante japonés de la banda B'z.
- 24 de septiembre:
  - Leonardo Acosta, actor colombiano.
  - Ainhoa Arteta, cantante lírica española.

- 25 de septiembre:

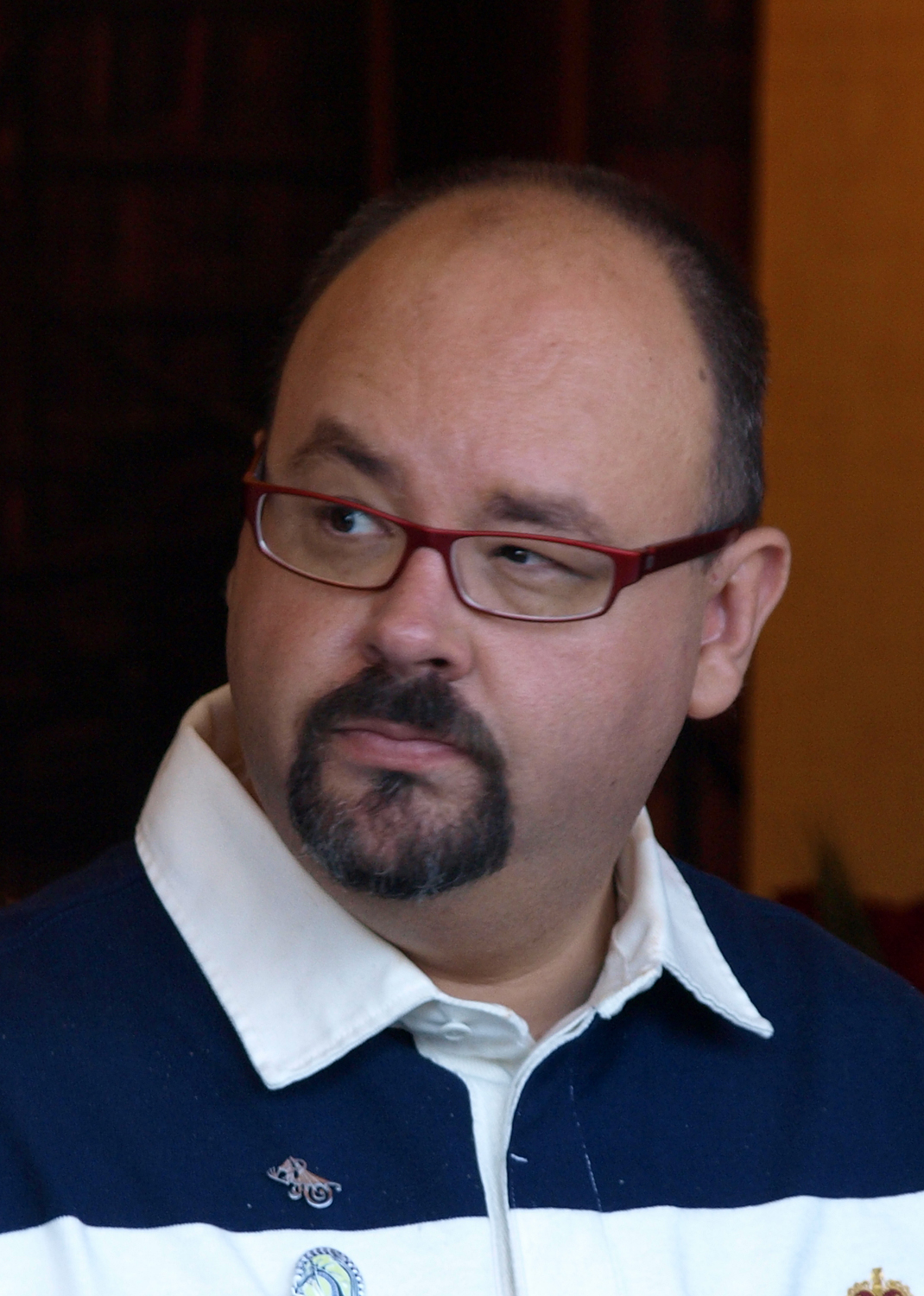
Carlos Ruiz Zafón

  - Maria Doyle Kennedy, actriz y cantante irlandesa.
  - Kikuko Inoue, cantante y actriz de doblaje (seiyū) japonesa.
  - Carlos Ruiz Zafón, novelista español (f. 2020).
- 26 de septiembre: Anabel Ferreira, actriz mexicana.
- 27 de septiembre: Stephan Elliott, director de cine y guionista australiano.
- 28 de septiembre:
  - Sergio Dalma, cantante español.
  - Gregoria Díaz, periodista venezolana (f. 2023).
  - Janeane Garofalo, actriz estadounidense y comediante.
  - Miguel Habud, actor y conductor argentino.
- 29 de septiembre:
  - Enrique Aguerre, artista visual uruguayo.
  - Miles Aldridge, fotógrafo y artista británico.
  - Daniel Canogar, artista visual contemporáneo.
  - Miguel Moly, compositor, productor y cantante venezolano.

- 30 de septiembre:

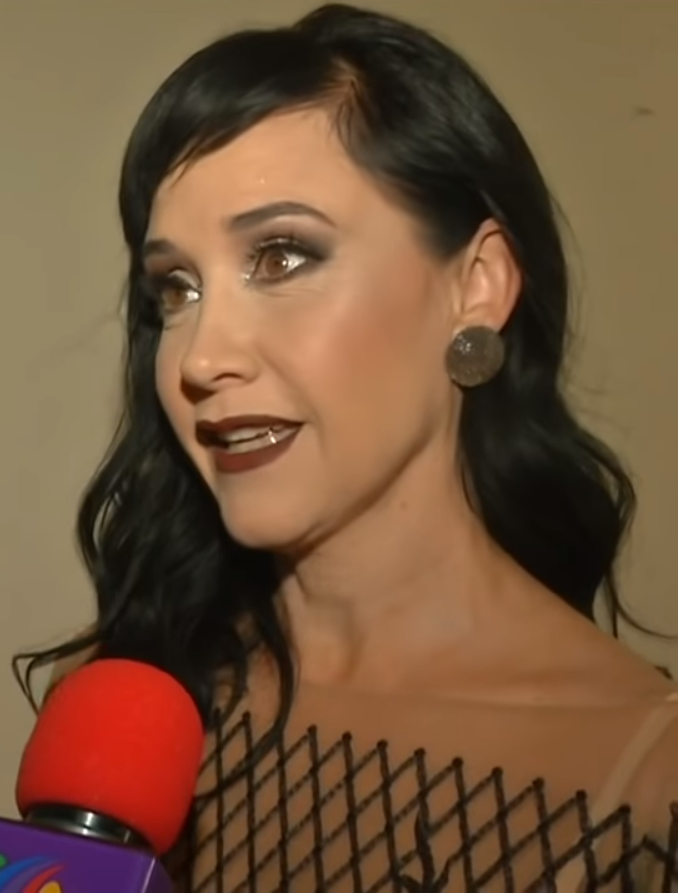
Susana Zabaleta.

  - Trey Anastasio, músico estadounidense.
  - Monica Bellucci, actriz italiana.
  - Susana Zabaleta, soprano, actriz, conductora sexóloga y productora mexicana.

### Octubre
- 1 de octubre:
- Marcelo Agustín Triviño, mecánico piloto constructor de motocicletas,cocinero autodidacta y pensador activo 
  - Cristina Rivera Garza, escritora mexicana.
  - Antonio Valdecantos, filósofo, escritor y profesor español.
- 2 de octubre:
  - José Luis Estellés, clarinetista y director de orquesta español.
  - Katty Kowaleczko, actriz y presentadora de televisión chilena de ascendencia polaca.
- 3 de octubre:
  - Maru Dueñas, actriz mexicana, directora y productora teatral (f. 2017).
  - Jostein Flo, futbolista noruego.
  - Clive Owen, actor británico.
- 4 de octubre:
  - Yvonne Murray, atleta británica.
  - Matt Cetlinski, nadador estadounidense.
  - Carol Feeney, remera estadounidense.
  - Francis Magalona, actor, rapero y cantautor filipino (f. 2009).
- 5 de octubre: Keiji Fujiwara, actor japonés de doblaje (f. 2020).

- 6 de octubre:

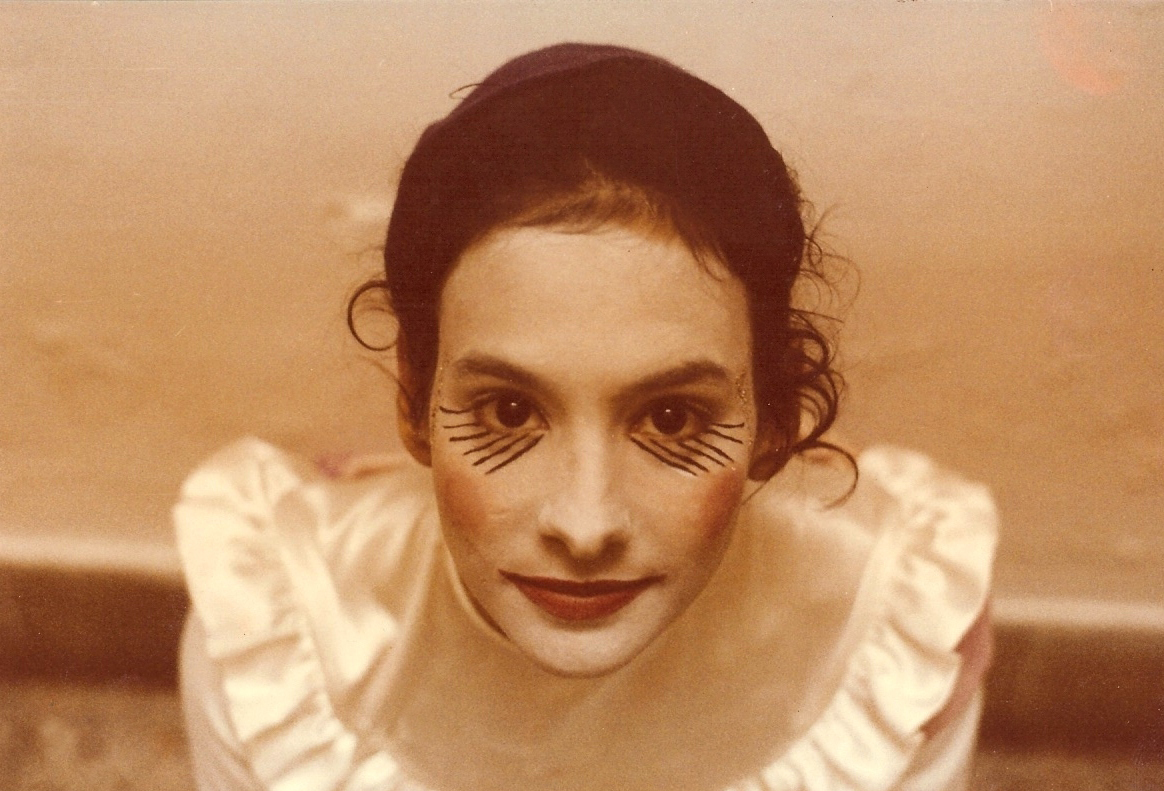
María Fernanda Ferro

  - Dixie Carter, promotora de lucha libre estadounidense.
  - María Fernanda Ferro, actriz, pedagoga y productora teatral venezolana (f. 2017).
  - Dimiter Marinov, actor búlgaro.
- 7 de octubre: Sharmila Rege, socióloga india, académica feminista (f. 2013).
- 8 de octubre: Ian Hart, actor británico de películas y series televisivas.

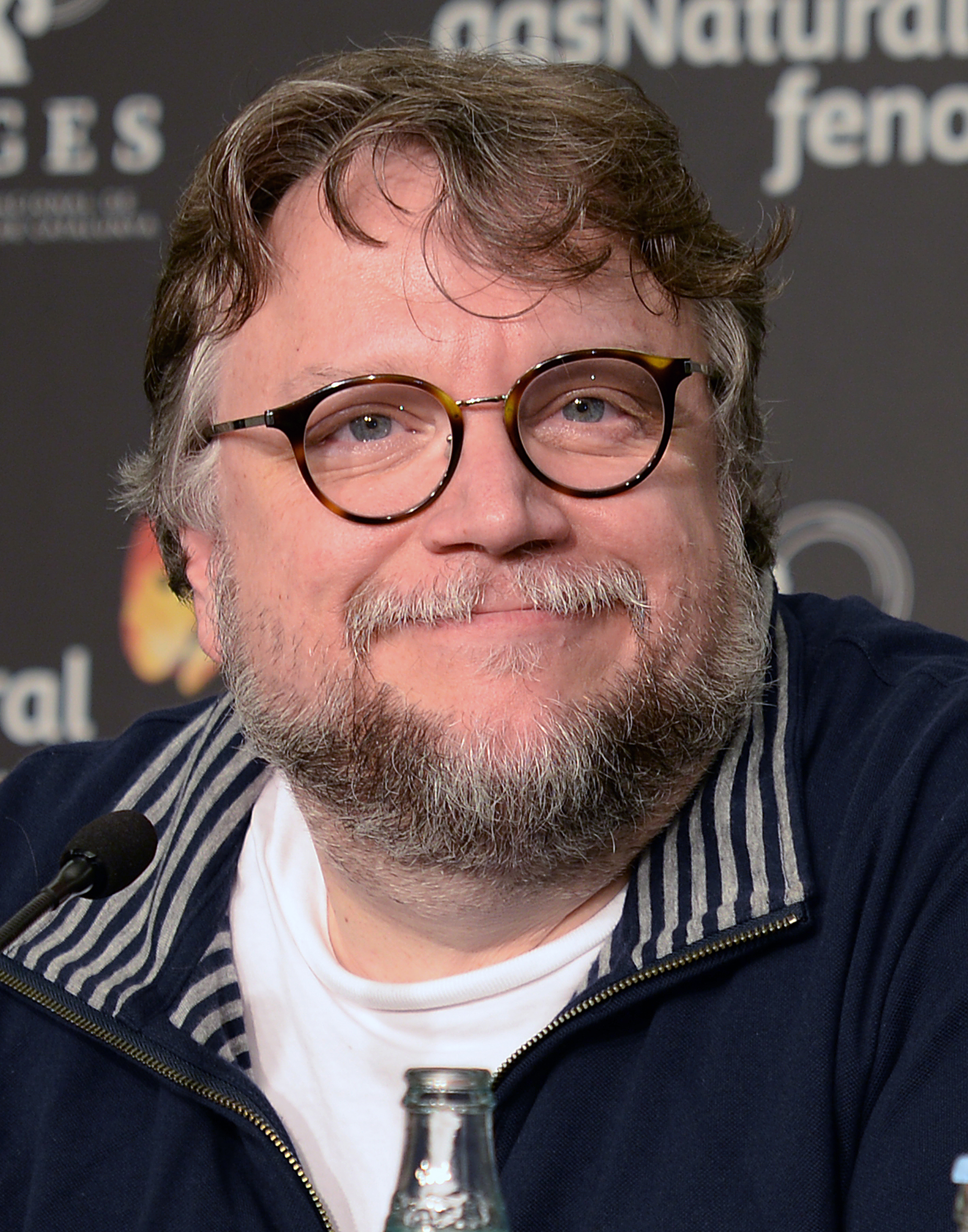
Guillermo del Toro

- 9 de octubre: Guillermo del Toro, director y productor de cine mexicano.
- 10 de octubre:
  - Luis Ignacio Brusco, neurólogo, psiquiatra, investigador y educador argentino.
  - Verónica Cangemi, soprano Argentina.
  - Maxi Gnauck, gimnasta artística alemana.
  - Sarah Lancashire, actriz británica.
  - Juan Varela, periodista español.

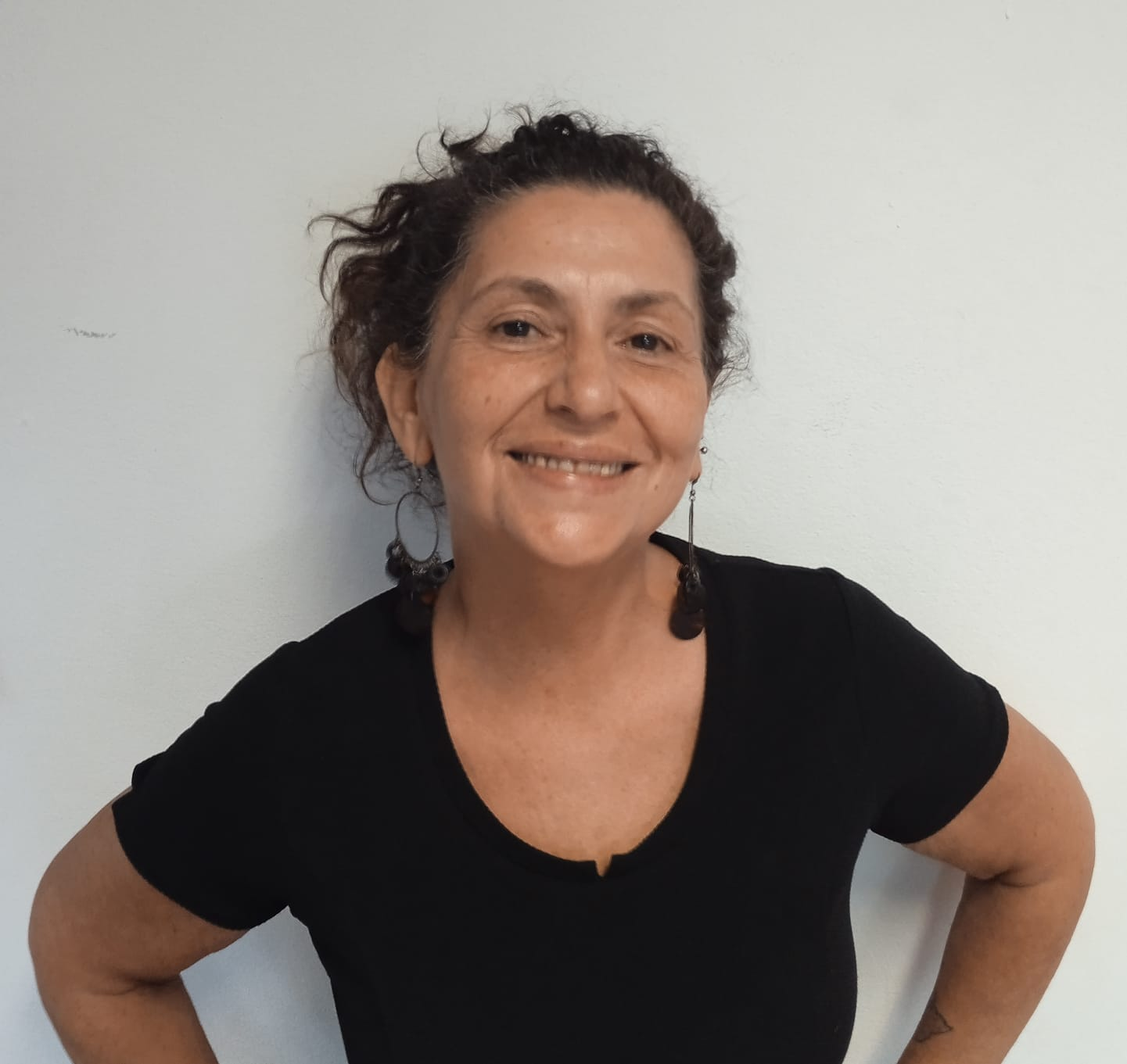
Flor de Liz Feijoo

- 11 de octubre: Flor de Liz Feijoo, dirigente sindical y feminista uruguaya.
- 12 de octubre: Francisco Gattorno, actor cubano.

- 13 de octubre:

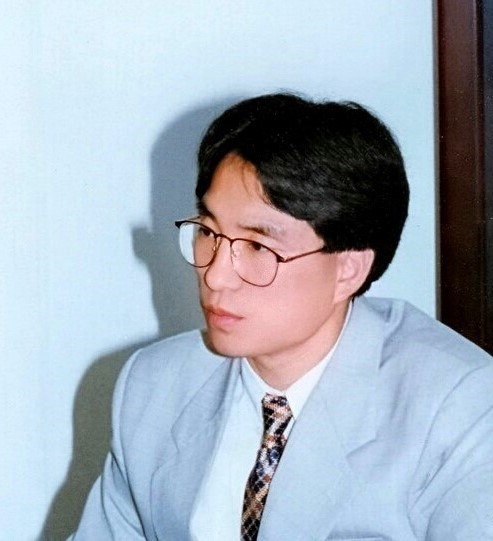
Ha Seung-moo

  - Wendy de los Cobos, actriz mexicana.
  - Emilio Coello Cabrera, compositor, director de orquesta y coro español.
  - Santiago Ojeda, músico y compositor mexicano.
- 14 de octubre:
  - Joe Girardi, beisbolista estadounidense.
  - Pere Ponce, actor español.
  - Leopoldo Soto Norambuena, físico chileno.

- 15 de octubre:

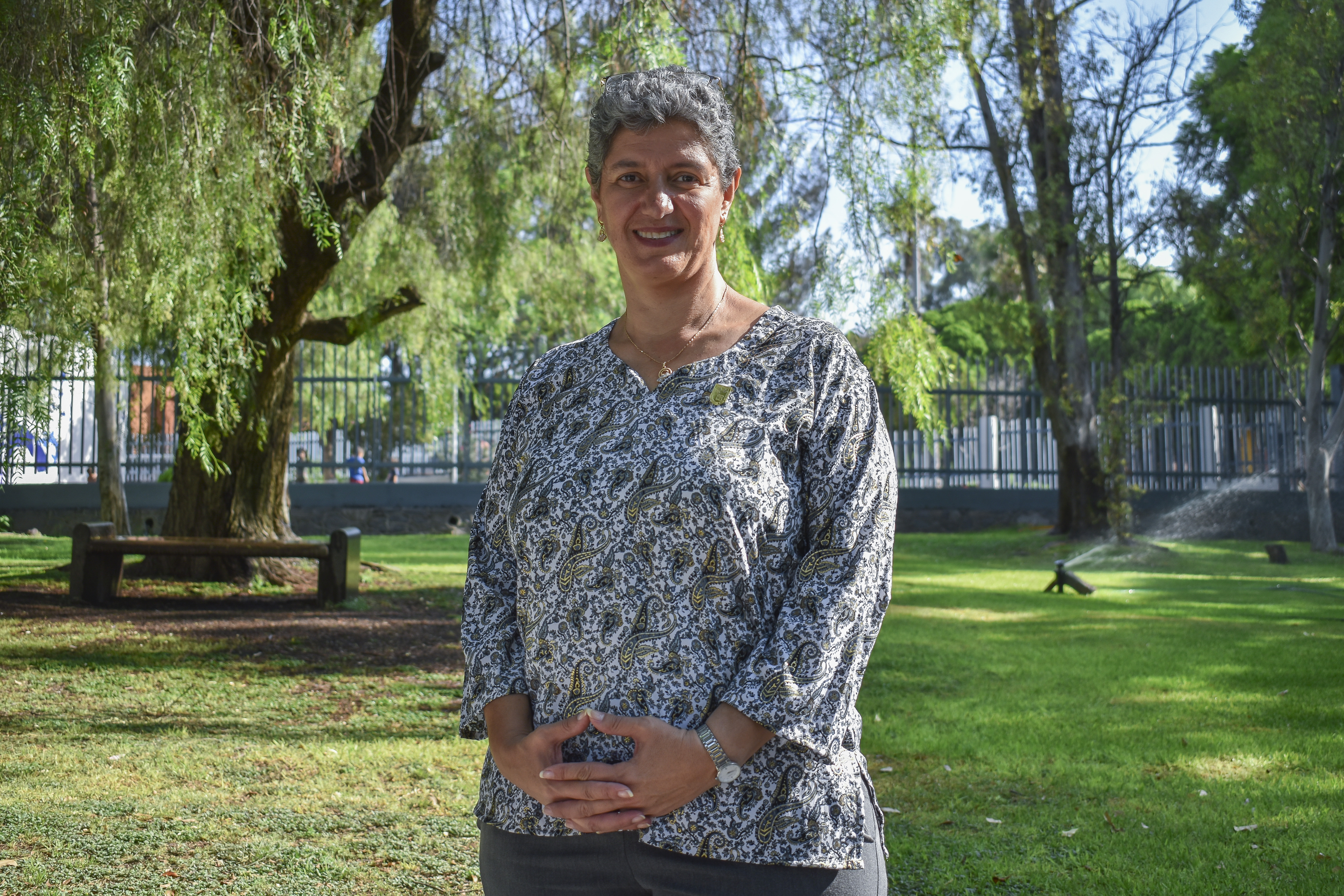
Teresa García Gasca

  - Teresa García Gasca, es una científica bioquímica y profesora universitaria mexicana.
  - Fernando López Lage, artista visual y curador uruguayo.
- 16 de octubre:
  - Jung Jin-young, actor surcoreano.
  - Rosemary Joshua, soprano lírica británica nacida en Gales.
- 17 de octubre: Flavia Tótoro Taulis, pintora mexicana, chilena e italiana.
- 18 de octubre:
  - Lourdes Robles, cantautora y actriz puertorriqueño-estadounidense.
  - Luis Fernando Velasco, abogado y político colombiano.
  - Stephan Winkelmann, actual director general de la empresa automovilística Lamborghini.
- 19 de octubre:
  - Carmen Andrés Añón, política española.
  - Agnès Jaoui, actriz, guionista, directora y cantante francesa de origen judío tunecino.
  - Ty Pennington, carpintero y modelo estadounidense.
  - Katie Viqueira, cantante argentina de tango.
- 20 de octubre: Kamala Harris, política estadounidense, vicepresidenta de los Estados Unidos desde 2021.
- 21 de octubre: Glòria Serra, periodista española.
- 22 de octubre:
  - Toby McKeehan, músico estadounidense.
  - Dražen Petrović, jugador de baloncesto croata (f. 1993).
  - Nilo Velarde Chong, compositor de música académica y arreglista peruano.
- 23 de octubre: Robert Trujillo, músico estadounidense de rock, de las bandas Suicidal Tendencies y Metallica.
- 24 de octubre:
  - Ahmet Serhat Hacıpaşalıoğlu, conocido como Serhat, cantante, productor y presentador de televisión turco.
  - Willy Rivera, cantante y compositor de salsa peruano.
- 25 de octubre:
  - Daniel Coronell, periodista colombiano.
  - Nicole Hohloch, cantante alemana.
  - Kevin Michael Richardson, actor y doblador estadounidense.
- 26 de octubre: Sven Väth, DJ alemán de música techno.
- 27 de octubre:
  - Jorge Célico, futbolista y entrenador argentino.
  - Paulette Thomas, actriz y cantante panameña.
- 28 de octubre:
  - Juan Darthés, actor argentino de origen brasileño.
  - Juan Carlos Guardela, comunicador social, cronista, realizador de televisión, poeta y escritor colombiano.
  - Tonia Trujillo, artista multidisciplinar española.
- 29 de octubre:
  - Luciana Littizzetto, actriz, escritora y comediante italiana.
  - Chelo Matesanz, artista visual española.
  - Federico Navarrete, historiador, antropólogo e investigador mexicano.
- 30 de octubre: Sandra Magnus, ingeniera y astronauta estadounidense de la NASA.

- 31 de octubre:

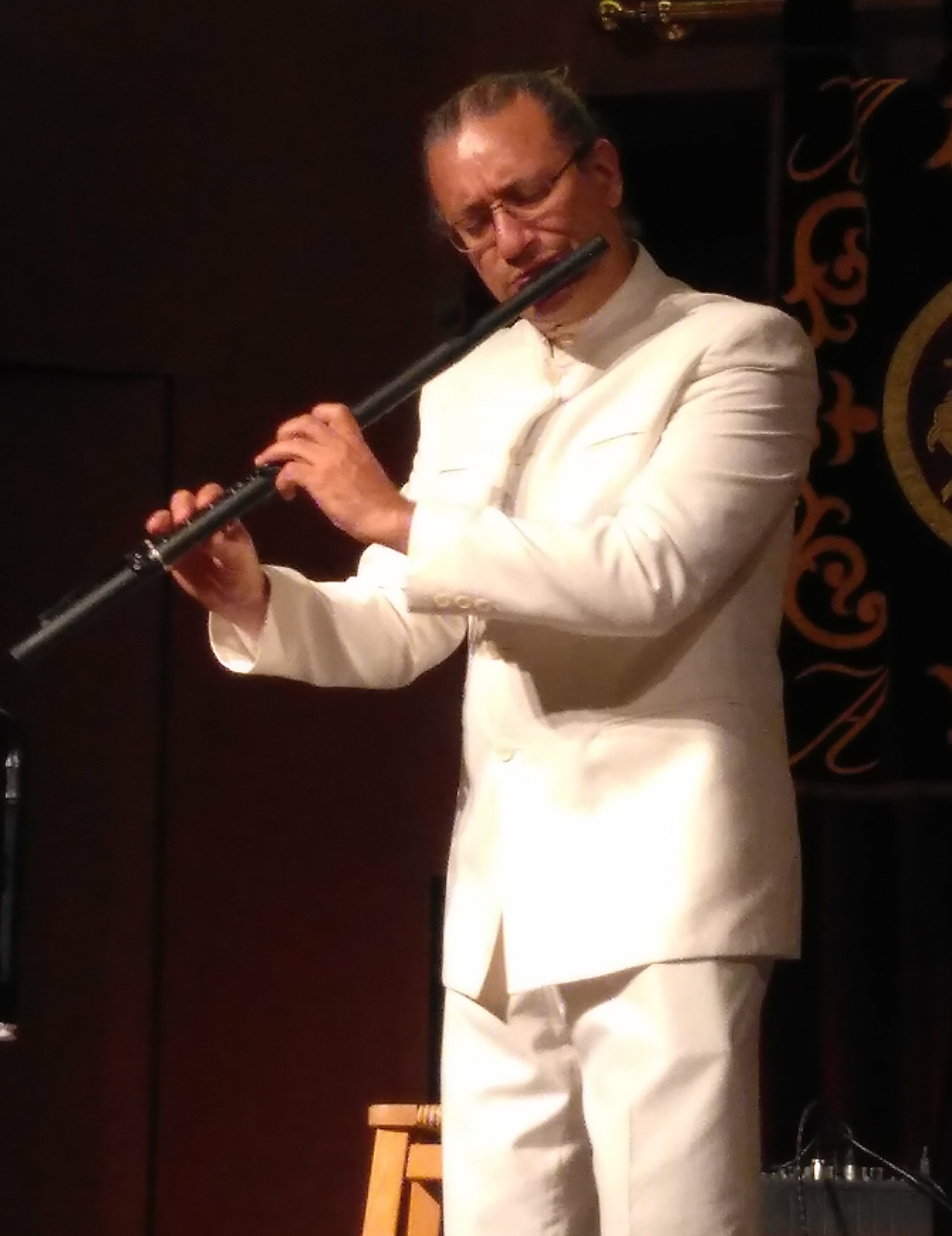
Omar Acosta

  - Omar Acosta, flautista y compositor y venezolano-español.
  - Riki Musso, guitarrista, músico, compositor, productor y conductor radial uruguayo.
  - Marco van Basten, entrenador y exfutbolista neerlandés.
  - Marty Wright, luchador profesional de la WWE.

### Noviembre
- 1 de noviembre:

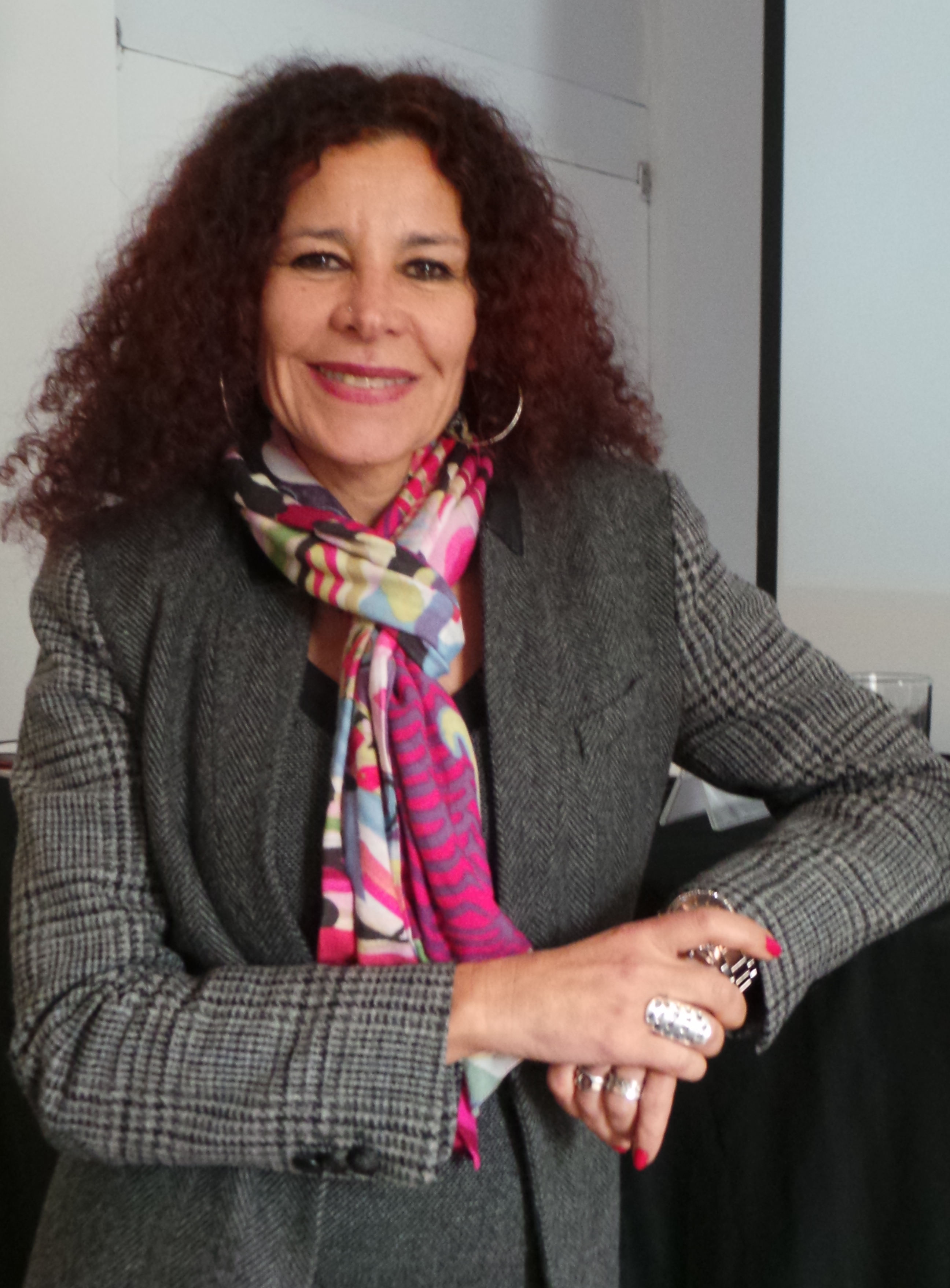
Elizabeth Salguero

  - Daran Norris, actor de voz estadounidense.
  - Elizabeth Salguero, periodista, activista feminista y política de nacionalidad boliviana del Movimiento al Socialismo.
- 2 de noviembre:
  - DJ Playero, productor musical puertorriqueño.
  - Lauren Vélez, actriz estadounidense.
- 3 de noviembre:
  - Antonio Álamo, escritor español.
  - Milly D'Abbraccio, actriz pornográfica italiana.
  - Brenda Fassie, cantante sudafricana de anti-apartheid Afropop (f. 2004).
  - Paprika Steen, actriz danesa.
  - Han Suk-kyu, actor surcoreano.
- 4 de noviembre: Lorena Caravedo, actriz y presentadora de televisión peruana.
- 5 de noviembre:
  - Ramón Cerdà, escritor, novelista, empresario, abogado y gestor español.
  - Famke Janssen, actriz danesa.
  - Mireya Tabuas, periodista, escritora, guionista y dramaturgo venezolana.
- 6 de noviembre:
  - Kerry Conran, cineasta estadounidense.
  - Greg Graffin, cantante estadounidense, de la banda Bad Religion.
- 7 de noviembre:
  - Esther Feldman, guionista y escritora argentina.
  - Dana Plato, actriz estadounidense (f. 1999).
  - Pedro Roda, actor colombiano.
  - Juan Pedro Valentín, periodista español.
  - Xavier Velasco, escritor mexicano.
- 9 de noviembre: Robert Duncan McNeill, actor estadounidense.
- 10 de noviembre:
  - Isabel Bono, poetisa y narradora española.
  - Magnus Scheving, productor islandés.

- 11 de noviembre:
  - Anabel Alonso, actriz Española.

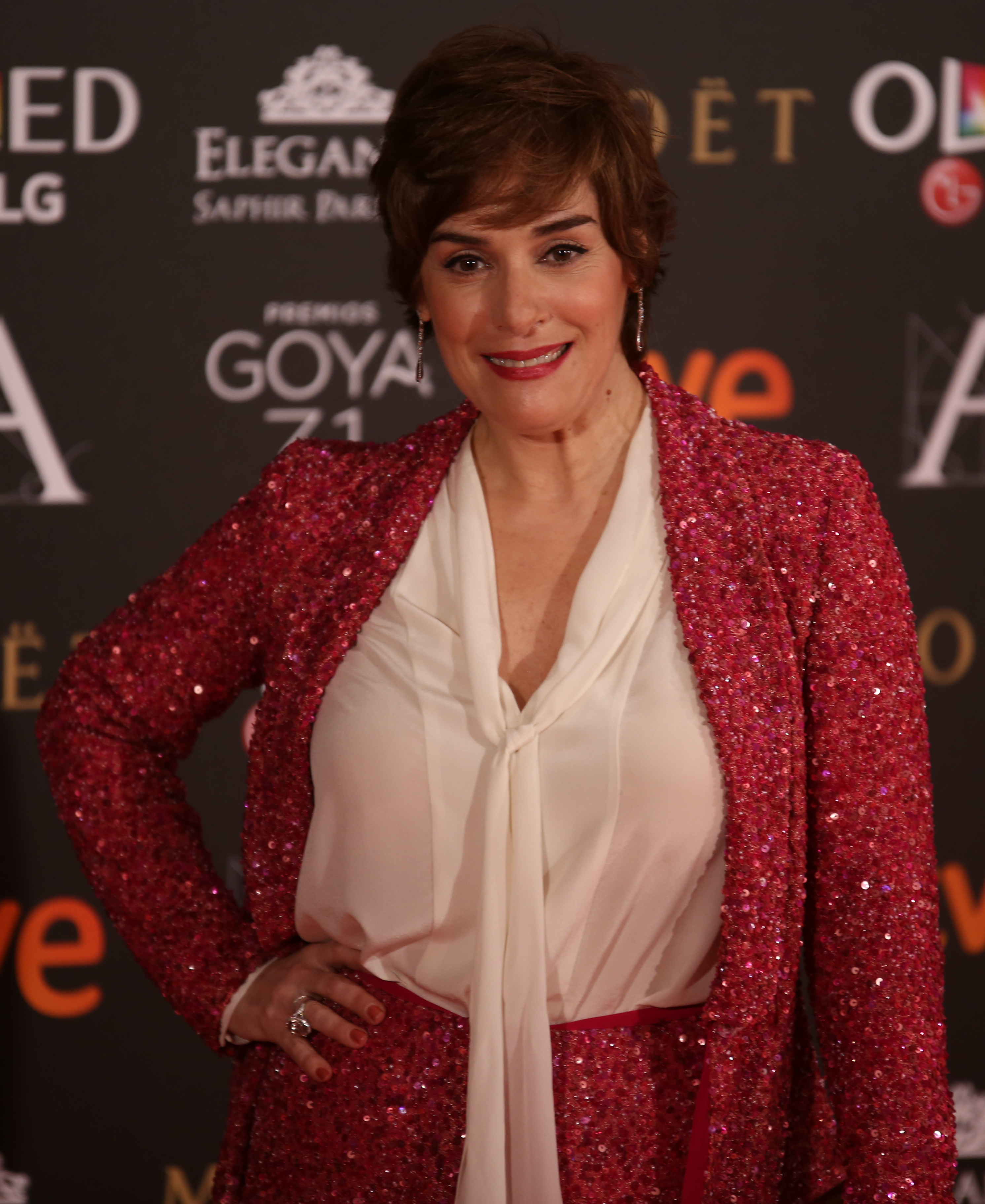
Anabel Alonso

  - Claudette Maillé, actriz mexicana.
  - Calista Flockhart, actriz estadounidense.
  - Philip McKeon, actor estadounidense (f. 2019).
  - María Eugenia Rencoret, directora y productora de telenovelas chilenas.
  - Pablo Routin, cantante, compositor, letrista y murguista uruguayo.
- 12 de noviembre:
  - Vic Chesnutt, cantante y compositor estadounidense.
  - David Ellefson, bajista estadounidense, de la banda Megadeth.
- 13 de noviembre: Christian Garcia i Montagut, periodista y comunicador español.
- 14 de noviembre:
  - Rev Run, rapero estadounidense, de la banda Run-DMC.
  - Patrick Warburton, actor y actor de voz estadounidense.
  - Raúl Araiza, actor y conductor de televisión mexicano.
- 15 de noviembre: Too Poetic, cantante de rap y productor estadounidense.

- 16 de noviembre:

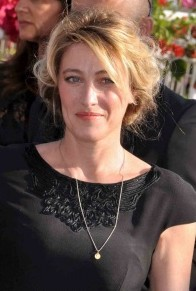
Valeria Bruni Tedeschi

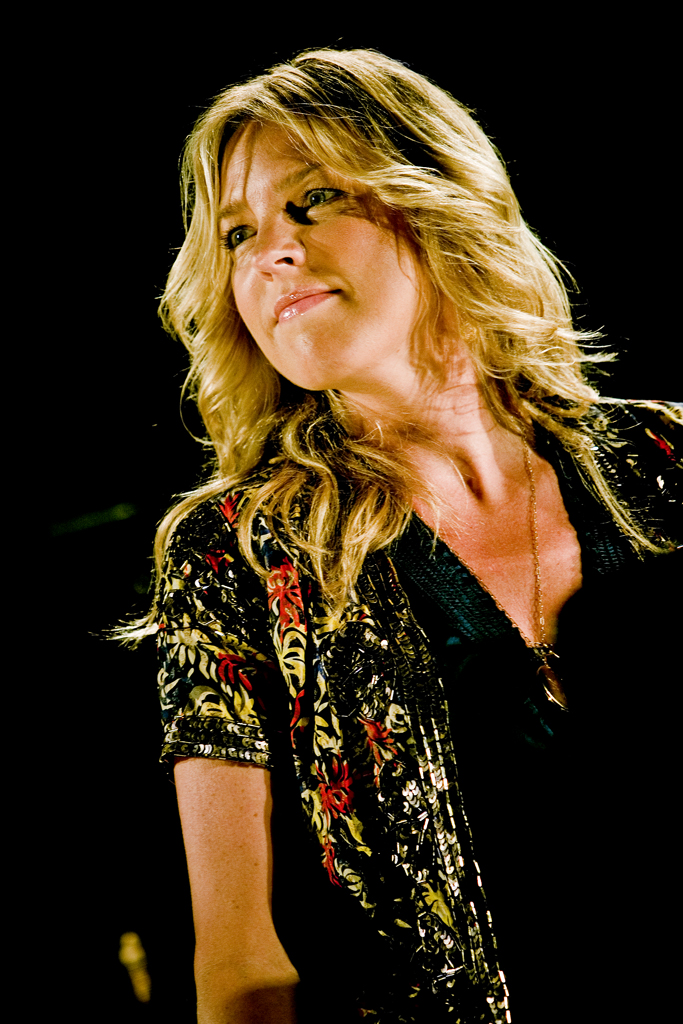
Diana Krall

  - Valeria Bruni-Tedeschi, actriz y cineasta italiana.
  - Diana Krall, pianista y cantante canadiense de jazz.
- 17 de noviembre:
  - Nicola Costantino, artista argentina de arte conceptual y fotografía.
  - Vivian El Jaber, actriz de cine, teatro y televisión luso-argentina.
  - Juan Carlos Santamaría, bailarín y coreógrafo español (f. 2016).

- 19 de noviembre:

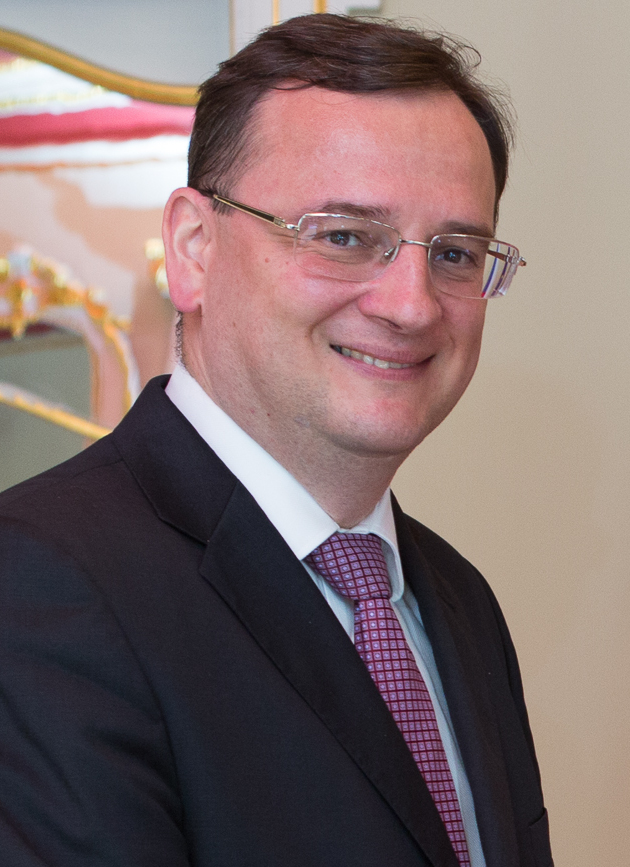
Petr Nečas

  - Petr Nečas, primer ministro checo.
  - Pilar Rodríguez Pérez, experta en literatura, cine, comunicación y estudios de género española.
  - Alfredo Zaiat, economista y periodista argentino.
- 20 de noviembre: Luis A. Mendoza, actor, director de doblaje y locutor mexicano (f. 2020).
- 21 de noviembre: Shane Douglas, luchador estadounidense.
- 22 de noviembre:
  - Diego Golombek, doctor en Ciencias Biológicas y divulgador científico argentino (f. 2021).
  - Palo Pandolfo, cantante, compositor, poeta y guitarrista de rock argentino.
- 23 de noviembre:
  - Ivette Domínguez, actriz, humorista, modelo y entrenadora de Fitness venezolana.
  - Marisabel Rodríguez, relacionista pública, productora y locutora de radio y televisión venezolana.
  - John Fitzgerald Torres, escritor colombiano.
- 24 de noviembre:
  - Alejandro Ávila, actor y cantante mexicano.
  - Garret Dillahunt, actor estadounidense.
  - Alfredo Genovese, pintor fileteador y artista visual argentino.
- 25 de noviembre: Mark Lanegan, cantante estadounidense de la banda Screaming Trees.
- 26 de noviembre:
  - Andrés Echevarría, escritor uruguayo.
  - Inés Estévez, actriz de cine, teatro y televisión y cantante de jazz y blues argentina.
  - Vreni Schneider, esquiador suizo.

- 27 de noviembre:

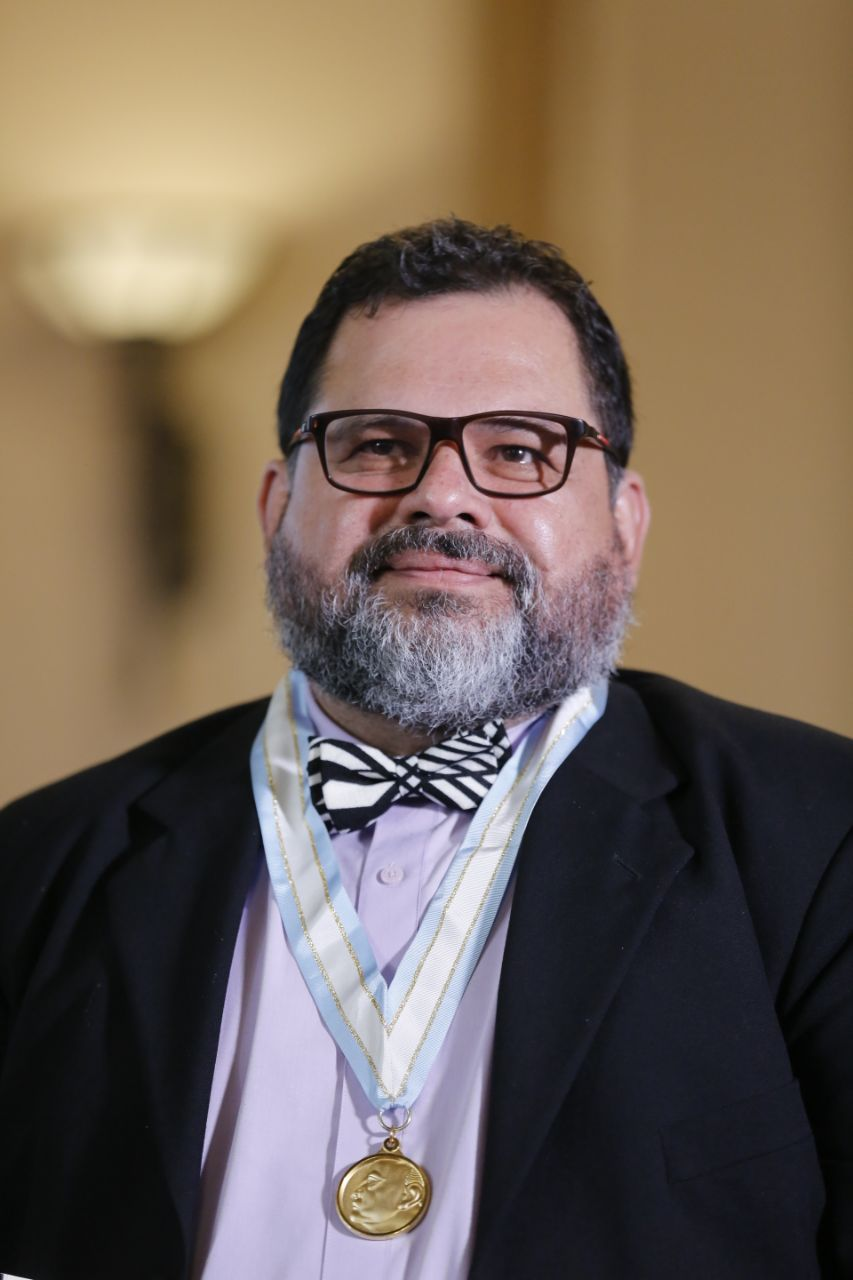
Francisco Alejandro Méndez

  - Ronit Elkabetz, actriz, guionista y directora de cine israelí (f. 2016).
  - Robin Givens, actriz estadounidense.
  - Roberto Mancini, futbolista y entrenador italiano.
  - Francisco Alejandro Méndez, escritor y crítico literario guatemalteco.
  - David Rakoff, escritor, periodista y actor canadiense (f. 2012).
- 28 de noviembre:
  - Jesse Cook guitarrista, compositor y productor musical canadiense.
  - Maite Méndez Baiges catedrática e investigadora española especializada en historia y teoría del arte.
- 29 de noviembre: Don Cheadle actor estadounidense.
- 30 de noviembre:
  - Emmanuel Lubezki, director, productor y fotógrafo mexicano.
  - Manuel Martín Cuenca, director de cine, guionista y escritor español.
  - Eduardo Rivera, actor mexicano.

### Diciembre
- 1 de diciembre:
  - María Iraburu Elizalde, catedrática de Bioquímica y Biología Molecular española.
  - Mario Pereyra, cantante de cumbia argentino.
  - Salvatore Schillaci, futbolista italiano.
- 2 de diciembre:
  - Guillermo Arduino, periodista argentino.
  - Adolfo Cubas, actor de televisión venezolano.
  - Tony Kamo, psicólogo español que realiza su actividad en torno a la hipnosis y el mentalismo.
  - Viviana Rodríguez, actriz chilena de cine y televisión.
- 3 de diciembre:
  - Starka, pintora surrealista chilena.
  - Lisanne Falk, actriz estadounidense.
- 4 de diciembre:
  - Sertab Erener, cantante de pop turca.
  - Jonathan Goldstein, actor estadounidense.
  - Marisa Tomei, actriz estadounidense.
  - Feridun Zaimoglu, autor alemán y artista visual de origen turco.

- 6 de diciembre:

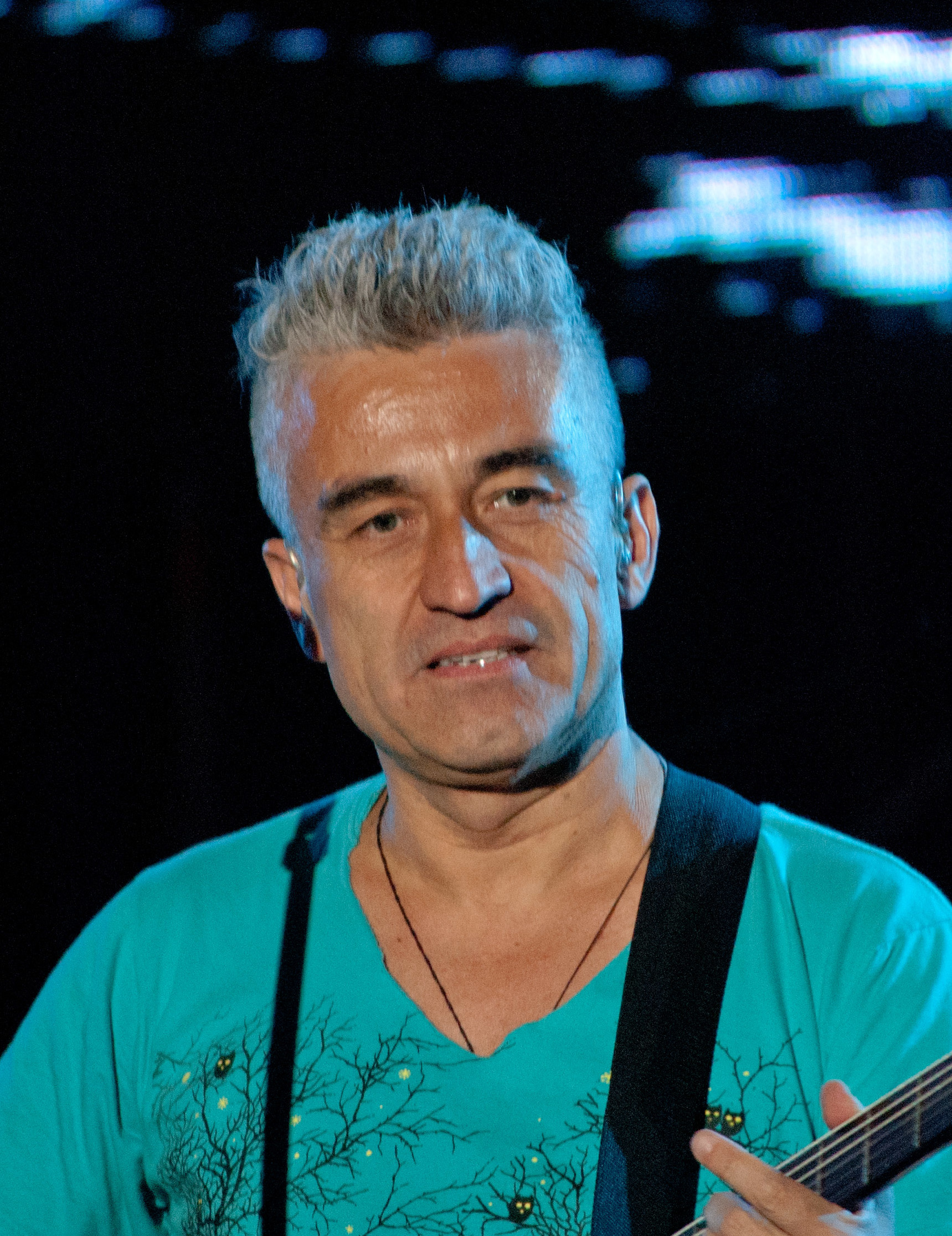
Jorge González Ríos

  - Jorge González Ríos, músico chileno.
  - Maria Zaki, poetisa y escritora marroquí de nacionalidad marroquí y belga.
- 7 de diciembre:
  - Vladímir Artiómov, gimnasta artístico ruso.
  - Patrick Fabian, actor de cine, televisión y teatro estadounidense.
  - Fernando Pardo, músico español, de las bandas Sex Museum y Los Coronas.
- 8 de diciembre: Teri Hatcher, actriz estadounidense.
- 9 de diciembre:
  - Alfredo Eidelsztein, psicoanalista, investigador y autor argentino.
  - Felicity Huffman, actriz estadounidense.
  - Paul Landers, músico alemán, de la banda Rammstein.

- 10 de diciembre:

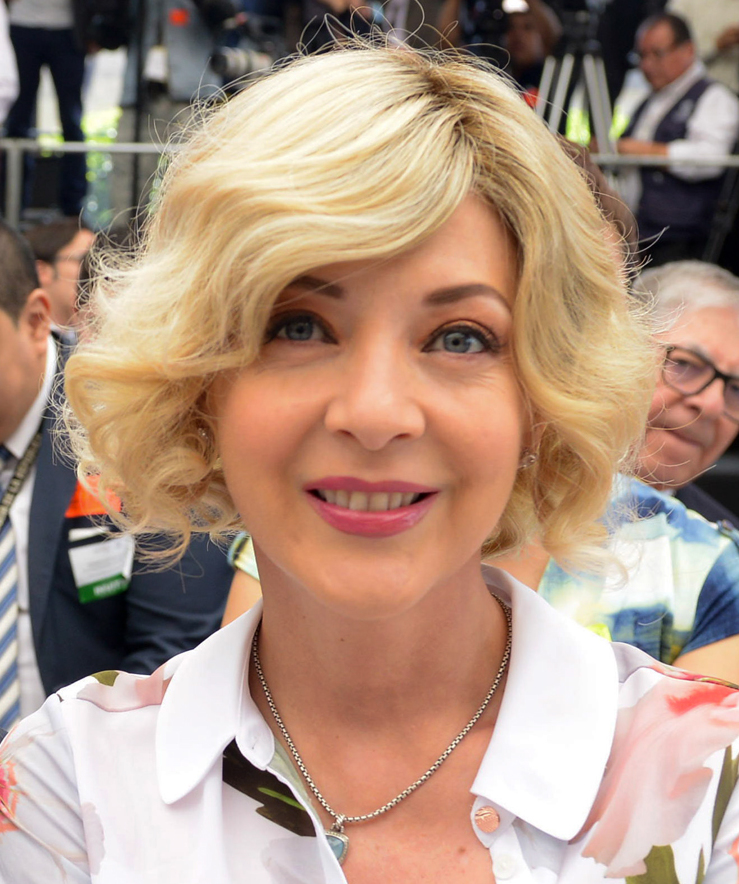
Edith González

  - Edith González, actriz mexicana (f. 2019).
  - José Antonio Pujante, político español (f. 2019).
  - Edmund de Waal, artista inglés contemporáneo, maestro ceramista y autor.
- 11 de diciembre:
  - Miguel Varoni, actor colombo-argentino.
  - Ayelet Waldman, escritora y novelista estadounidense.
- 12 de diciembre: Sabu, luchador estadounidense.
- 13 de diciembre:
  - Natalie Depraz, filósofa francesa especializada en filosofía alemana.
  - Hideto Hide Matsumoto, músico japonés.
  - Azer Zeynalov, cantante de ópera.

- 14 de diciembre:

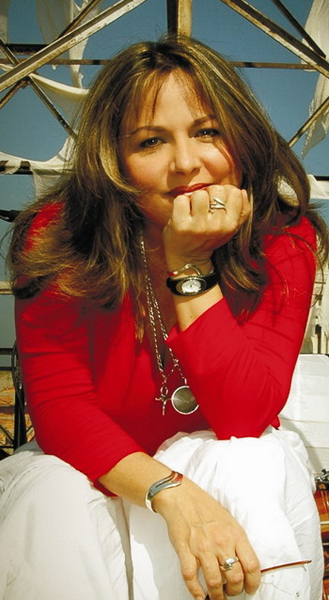
Liuba María Hevia

  - Guillermo Fernández Álvarez, escritor, poeta y cuentista costarricense.
  - Emilio Gavira, actor español.
  - Rebecca Gibney, actriz neozelandesa.
  - Liuba María Hevia, guitarrista y cantautora cubana.
- 15 de diciembre:
  - María Cristina Carbonell, escultora puertorriqueña.
  - Paul Kaye, actor y comediante inglés.
- 16 de diciembre:
  - Heike Drechsler, atleta alemán.
  - James Mangold, director de cine y guionista estadounidense.

- 17 de diciembre:

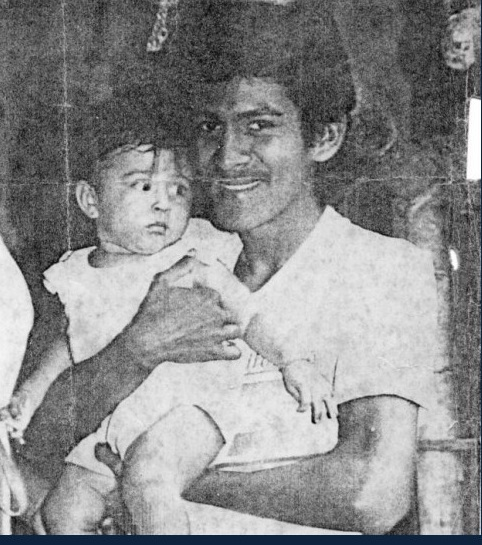
Arquímedes Cruz

  - Carolina Cristancho, actriz de televisión, presentadora, animadora y modelo venezolana.
  - Arquímedes Cruz, músico, poeta y escritor salvadoreño (f. 1989).
  - Andrés Mérida Guzmán, pintor español.
  - Iñigo Muguruza, músico español (f. 2019).
  - Nelson Specchia, escritor, periodista, pintor, ensayista y profesor universitario argentino.

- 18 de diciembre:

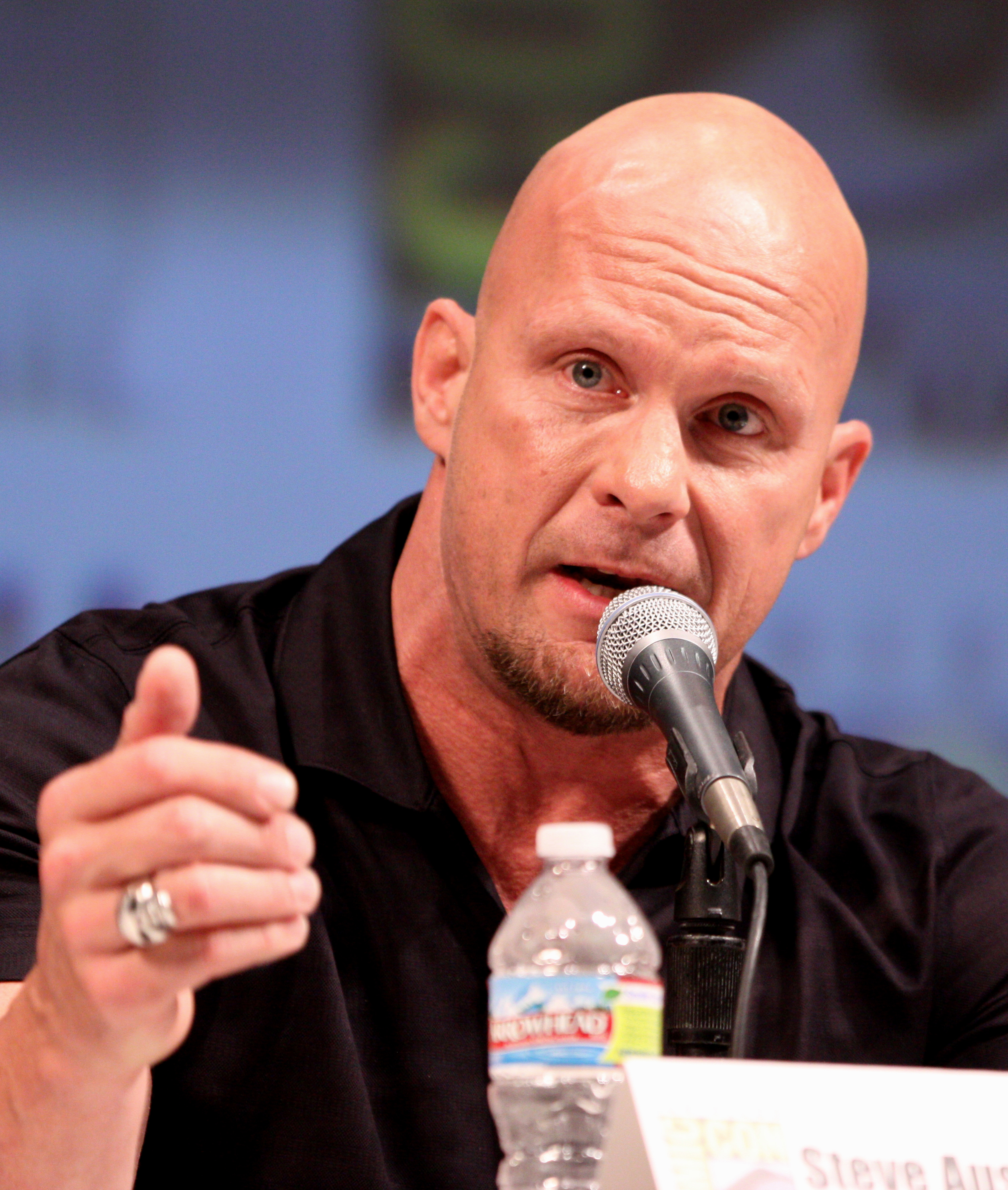
Stone Cold Steve Austin

  - Stone Cold Steve Austin, luchador estadounidense.
  - Robson Green, actor, cantante y compositor inglés.
  - Adeeba Kamarulzaman, médica malaya especializada en infectología.
- 19 de diciembre:
  - Arvydas Sabonis, baloncestista lituano.
  - Martín Salas Ávila, abogado, escritor, poeta, y gestor cultural afrocolombiano.
- 20 de diciembre: Gabriela Ortiz, compositora y profesora mexicana.
- 22 de diciembre:
  - Guillermo Sánchez, bajista, cantante y compositor argentino (f. 2017).
  - Juan M. Velázquez, escritor español.
- 23 de diciembre: Eddie Vedder, cantante estadounidense, de la banda Pearl Jam.
- 24 de diciembre: Christophe Miossec, actor, compositor, intérprete y poeta francés.
- 25 de diciembre: Ahn Nae-sang, veterano y popular actor surcoreano.
- 26 de diciembre:
  - Lydia de Vega, atleta filipina considerada la mujer más rápida de Asia en la década de 1980 (f. 2022).
  - Elizabeth Kostova, escritora estadounidense.
- 27 de diciembre:
  - Richard Blanco, político venezolano.
  - Ian Gomez, actor estadounidense.
- 28 de diciembre:
  - Ismael Barrios, actor y cantante colombiano.
  - Maite Zúñiga, atleta española.

- 29 de diciembre:

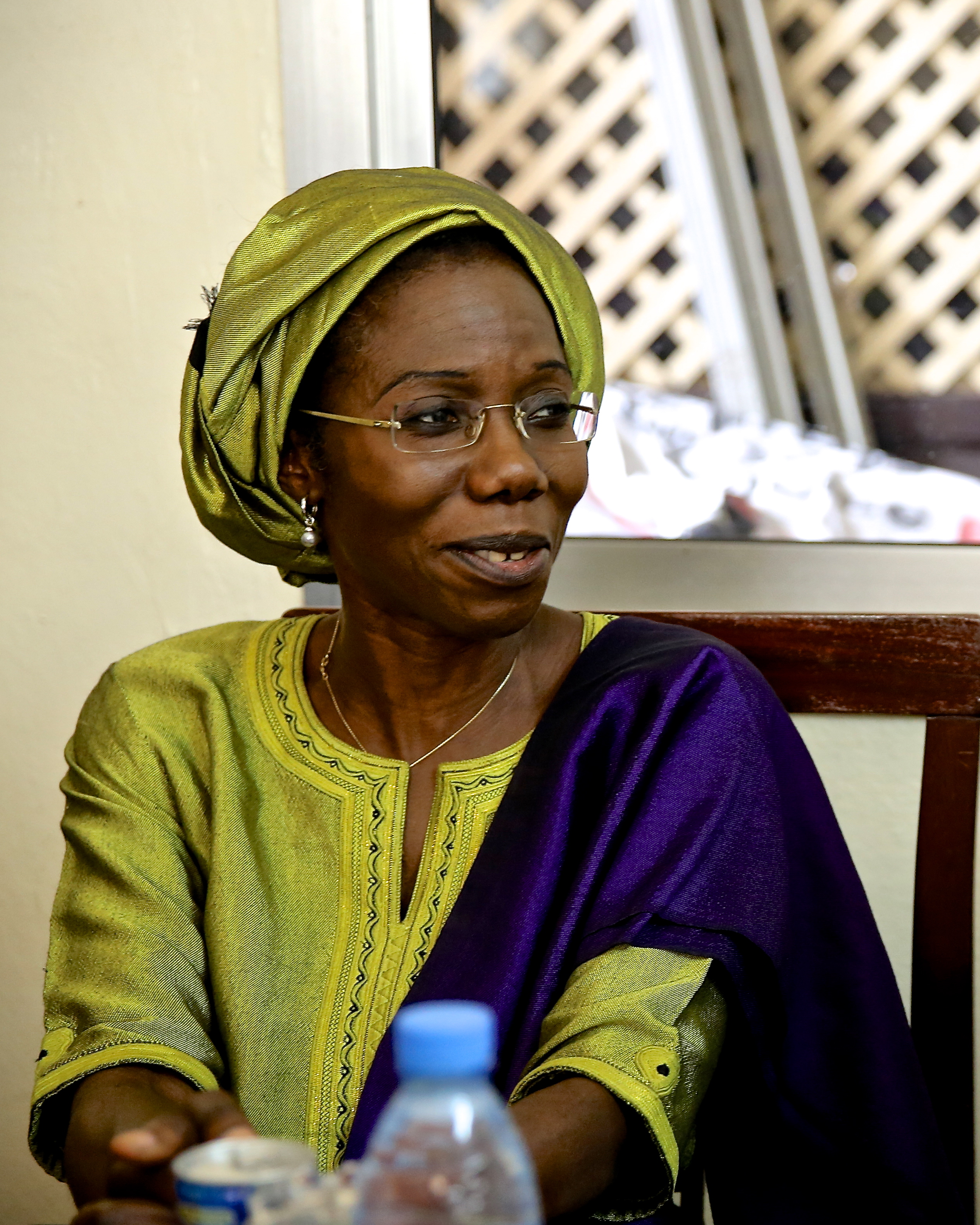
Fatou Kiné Camara

  - Fatou Kiné Camara, jurista senegalesa, activista por los derechos de las mujeres.
  - Michael Cudlitz, actor estadounidense.
- 30 de diciembre:
  - George Newbern, actor estadounidense.
  - Karim Bavi, futbolista iraní (f. 2022).
- 31 de diciembre:
  - Chiqui Abecasis, actor y humorista argentino.
  - Fernando Giner, futbolista y entrenador español.
  - Valentina Vargas, actriz y cantante franco-chilena.
  - Tommy Davidson, actor y comediante estadounidense.

### Fecha desconocida
- Leila Aboulela, escritora sudanesa en inglés.
- Fernando Aparicio, escritor y profesor hondureño.
- Philippe Aractingi, cineasta libanés nacionalizado francés.
- Jorge Ávalos, poeta, narrador y dramaturgo salvadoreño.
- Fernanda Brunet, pintora mexicana.
- Teófilo Chantre, músico caboverdiano.
- Javier del Pino, periodista español.
- Marisa Dippe, actriz, directora de teatro y titiritera argentina (f. 2001).
- Jesús Generelo, realizador, escritor y activista LGBTI español.
- David González, poeta español. (f. 2023).
- Cynthia Hudson, ejecutiva de televisión, productora de televisión y periodista estadounidense.
- María Xesús Lama, filóloga española.
- Rodrigo Leão, músico y compositor portugués.
- Elena Moncada, escritora, promotora de salud y activista argentina por los derechos de las mujeres.
- Javier Negrete, escritor y profesor de educación secundaria español.
- Dava Newman, ingeniera biomédica aeroespacial e inventora estadounidense.
- Nasrin Oryakhil, política y médica afgana.
- Martha Osorio, actriz colombiana.
- Antonio Pacheco, beisbolista cubano.
- María Ripoll, directora de cine española.
- Inma Sancho, actriz y directora española.
- Carlos Serrato, actor colombiano.
- María Clara Sharupi Jua, traductora, locutora y poeta ecuatoriana que escribe en el idioma shuar.
- Patricia de Souza, escritora peruana (f. 2019).
- Raman Sundrum, físico de partículas teórico indio-estadounidense.
- Tatiana Toro, matemática colombo-estadounidense.
- Erwin Valdebenito, atleta chileno especialista en pruebas de largas distancias.
- Montserrat Vilà, ecóloga española.

## Fallecimientos

### Enero
- 1 de enero: Bechara El Khoury, político y presidente libanés (n. 1890).
- 7 de enero: Reg Parnell, piloto de automovilismo británico (n. 1911).
- 8 de enero: Julius Raab, canciller austriaco (n. 1891).
- 15 de enero: Jack Teagarden (58), trombonista estadounidense de jazz (n. 1905).
- 17 de enero: T. H. White (58 años), escritor británico (n. 1906).
- 21 de enero: Luis Martín-Santos, escritor español (n. 1924).
- 21 de enero: Joseph Schildkraut, actor austriaco (n. 1896).
- 22 de enero: Marc Blitzstein (58), compositor estadounidense (n. 1905).
- 27 de enero: Norman Z. McLeod (65), cineasta estadounidense (n. 1898).
- 29 de enero: Alan Ladd (51), actor estadounidense (n. 1913).
- 29 de enero: Adolfo Díaz (88), político costarricense, presidente de Nicaragua (n. 1875).

### Febrero
- 6 de febrero: Emilio Aguinaldo, primer presidente filipino (n. 1869).
- 8 de febrero: Boshirō Hosogaya, almirante japonés de la Segunda Guerra Mundial (n. 1888).
- 8 de febrero: Ernst Kretschmer (76), psiquiatra alemán (n. 1888).
- 13 de febrero: Paulino Alcántara, futbolista español.
- 18 de febrero: Joseph-Armand Bombardier, inventor canadiense (n. 1907).
- 25 de febrero: Alexander Archipenko, escultor y artista gráfico ruso.

### Marzo
- 6 de marzo: Enrique Molina Garmendia (92), educador y filósofo chileno (n. 1871).
- 6 de marzo: Pablo I (62), rey griego.
- 6 de marzo: Edward Van Sloan (81), actor estadounidense (n. 1882).
- 9 de marzo: Paul von Lettow-Vorbeck (94), general alemán (n. 1870).
- 9 de marzo: José Capuz, escultor español.
- 13 de marzo: Aurelio Escobar Castellanos, fotógrafo mexicano.
- 16 de marzo: Lino Enea Spilimbergo (67), artista plástico argentino.
- 18 de marzo: Sigfrid Edström, funcionario deportivo sueco (n. 1870).
- 18 de marzo: Norbert Wiener (70), matemático estadounidense (n. 1894).
- 20 de marzo: Brendan Behan, poeta y escritor irlandés (n. 1923).
- 23 de marzo: Peter Lorre (60), actor húngaro (n. 1904).

### Abril
- 5 de abril: Douglas MacArthur (84), general estadounidense del ejército (n. 1880).
- 13 de abril: Veit Harlan (64), cineasta alemán (n. 1899).
- 14 de abril: Gerhard Domagk (68), bacteriólogo alemán, premio nobel de medicina en 1939.
- 14 de abril: Rachel Carson (59), biólogo estadounidense y escritor ambientalista (n. 1907).
- 18 de abril: Ben Hecht (70), guionista estadounidense (n. 1894).
- 24 de abril: Gerhard Domagk (69), bacteriólogo alemán, ganador del premio Nobel de Medicina, que rechazó (n. 1895).
- 28 de abril: Alexandre Koyré, filósofo francés de origen ruso.
- 29 de abril: Wenceslao Fernández Flórez, escritor, periodista y humorista español.

### Mayo
- 21 de mayo: James Franck (82), físico alemán, premio Nobel de Física en 1925 (n. 1882).
- 27 de mayo: Jawaharlal Nehru (75), político indio, primer presidente entre 1947 y 1964 (n. 1889).
- 30 de mayo: Eddie Sachs, piloto de carreras estadounidense (n. 1927).

### Junio
- 3 de junio: Frans Eemil Sillanpää (76), escritor finlandés, premio Nobel de Literatura en 1939 (n. 1888).
- 6 de junio: Robert Warwick, actor estadounidense (n. 1878).
- 7 de junio: Meade Lux Lewis, pianista y compositor de blues estadounidense.
- 9 de junio: Max Aitken (85), político y publicista canadiense (n. 1879).
- 25 de junio: Gerrit Rietveld (76), arquitecto neerlandés (n. 1888).

### Julio
- 1 de julio: Pierre Monteux (89), director de orquesta y músico francés (n. 1875).
- 6 de julio: Gregorio Delgado Fernández, periodista e historiador cubano (n. 1903).
- 15 de julio: Luis Batlle Berres (66), político y presidente uruguayo (n. 1897).
- 31 de julio: Jim Reeves, cantante estadounidense de música country (n. 1923).

### Agosto
- 2 de agosto: Carel Godin De Beaufort, piloto neerlandés de automovilismo (n. 1934).
- 3 de agosto: Flannery O'Connor, escritora estadounidense (n. 1925).
- 6 de agosto: sir Cedric Hardwicke (71), actor británico (n. 1893).
- 12 de agosto: Ian Fleming (56), escritor británico (n. 1908).
- 21 de agosto: Palmiro Togliatti (71), líder comunista italiano (n. 1893).
- 27 de agosto: Gracie Allen (69), actriz y comediante estadounidense (n. 1895).

### Septiembre
- 2 de septiembre: Francisco Craveiro Lopes (70), presidente portugués (n. 1894).
- 18 de septiembre: Clive Bell (83), crítico británico de arte (n. 1881).
- 18 de septiembre: Sean O'Casey (84), escritor irlandés (n. 1880).

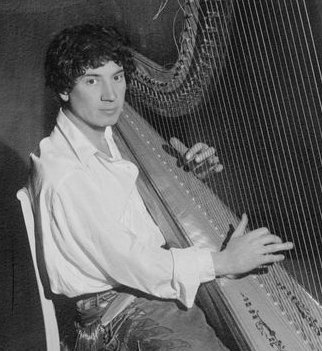
Harpo Marx

- 28 de septiembre: Harpo Marx (76), comediante estadounidense (n. 1888).

### Octubre
- 10 de octubre: Eddie Cantor, actor, comediante y bailarín estadounidense (n. 1892).
- 15 de octubre: Cole Porter (73), compositor estadounidense (n. 1891).

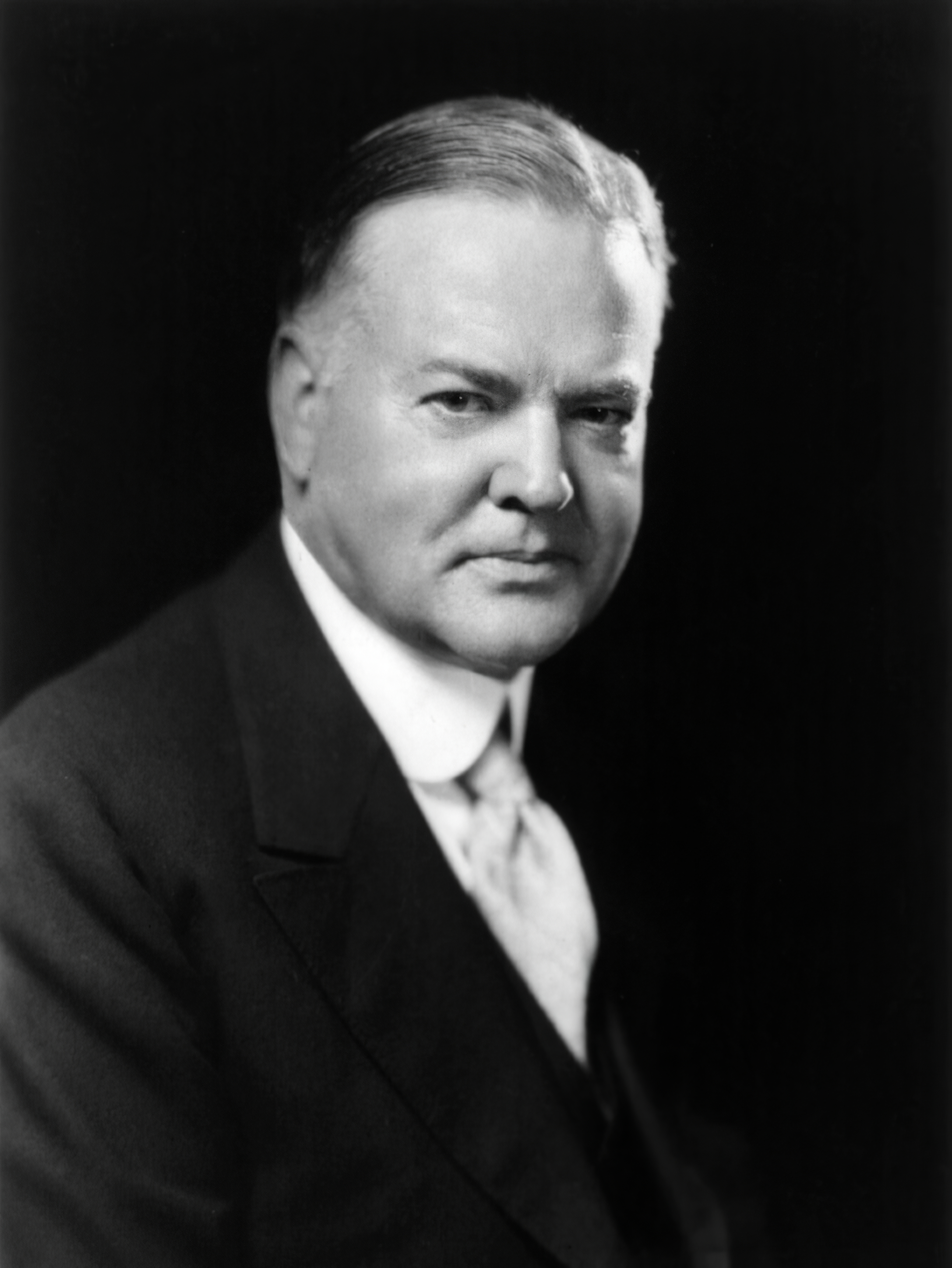
Herbert Hoover

- 20 de octubre: Herbert Hoover (90), presidente estadounidense (n. 1874).
- 22 de octubre: Whip Wilson, actor estadounidense (n. 1911).

### Noviembre
- 6 de noviembre: Hans von Euler-Chelpin (91), químico alemán, premio Nobel de Química en 1929 (n. 1873).
- 11 de noviembre: Juan de Dios Filiberto, músico argentino (n. 1885).

### Diciembre
- 1 de diciembre: J. B. S. Haldane (72), genetista británico (n. 1892).
- 1 de diciembre: Clementina Anuarite (25), religiosa congoleña (n. 1939).

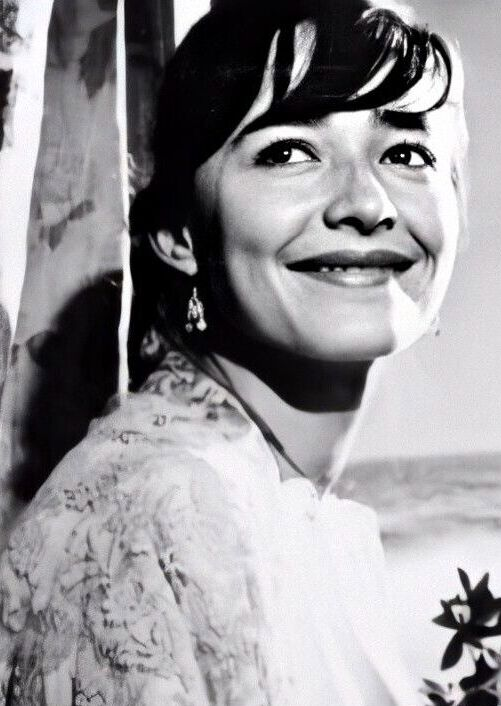
Pina Pellicer

- 4 de diciembre: Pina Pellicer (30), actriz mexicana (n. 1934)
- 4 de diciembre: Humberto Zarrilli, poeta y pedagogo uruguayo (n. 1898).
- 6 de diciembre: Consuelo Vanderbilt, aristócrata británica (n. 1877).
- 9 de diciembre: Edith Sitwell, poetisa británica (n. 1887).
- 11 de diciembre: Sam Cooke (33), cantante estadounidense (n. 1931).
- 11 de diciembre: Percy Kilbride (76), actor estadounidense (n. 1888).
- 11 de diciembre: Alma Schindler (85), esposa de Gustav Mahler, Walter Gropius y Franz Werfel (n. 1879).
- 14 de diciembre: William Bendix (58), actor estadounidense (n. 1906).
- 14 de diciembre: Francisco Canaro (76), compositor uruguayo de tangos (n. 1888).
- 17 de diciembre: Victor Franz Hess (81), físico austriaco, premio Nobel de Física en 1936 (n. 1883).
- 21 de diciembre: Carl Van Vechten, escritor y fotógrafo estadounidense (n. 1880).
- 25 de diciembre: Joaquim Claret, escultor español (n. 1879).
- 31 de diciembre: Ólafur Thors (72), político y primer ministro islandés (n. 1892).

## Arte y literatura
- 6 de enero: Alfredo Martínez Garrido obtiene el premio Nadal por su novela El miedo y la esperanza.
- 17 de mayo: Claude Lévi-Strauss publica Lo crudo y lo cocido.
- Ernest Hemingway: París era una fiesta.
- Saul Bellow: Herzog.
- Jorge Semprún obtiene el premio Formentor por la obra El largo viaje.
- Philip K. Dick: La penúltima verdad (The Penultimate Truth), Tiempo de Marte (Martian Time-Slip), Los simulacros (The Simulacra), Los clanes de la luna alfana (Clans of the Alphane Moon)
- Jean Paul Sartre obtiene el Premio Nobel de Literatura pero lo rechaza explicando brevemente en una carta enviada a la Academia Sueca el por qué
- Simone de Beauvoir: Una muerte muy dulce.
- Agatha Christie: Misterio en el Caribe.
- Ian Fleming: Sólo se vive dos veces, Chitty Chitty Bang Bang.
- Clarice Lispector: La pasión según G. H..
- Kenzaburō Ōe: Una cuestión personal.
- Roald Dahl: Charlie y la fábrica de chocolate.
- Arthur Miller: Después de la caída.
- John F. Kennedy: Una Nación de inmigrantes.

## Ciencia y tecnología
- 25 de enero: la NASA pone en órbita el segundo satélite globo, el Echo 2.
- 2 de abril: lanzamiento de la sonda espacial soviética Zond 1 con destino a Venus.

## Deporte

### Baloncesto
- Del 18 de abril al 4 de mayo se celebra el IV Campeonato Mundial de Baloncesto Femenino en Perú.

Medallero:
  URSS.
  Bulgaria
  Checoslovaquia
- Del 6 al 13 de septiembre se celebra el IX Campeonato Europeo de Baloncesto Femenino en Budapest (Hungría).

Medallero:
  URSS.
  Checoslovaquia
  Bulgaria

### Balonmano
- Del 6 al 15 de marzo se celebra en Checoslovaquia el V Campeonato Mundial de Balonmano Masculino.

Medallero:
  Rumania.
  Suecia.
  Checoslovaquia.

### Fórmula 1
- John Surtees se consagra campeón del mundo de Fórmula 1.

### Fútbol
- 21 de junio: la selección de fútbol de España gana la Eurocopa al vencer a la Unión Soviética en el Santiago Bernabéu por 2:1.
- Primera división chilena: Universidad de Chile se consagra campeón por cuarta vez, en pleno Ballet Azul.
- Copa de Europa: el Inter de Milán vence en la final al Real Madrid por 3-1 con gran actuación de Luis Suárez.
- Fútbol Profesional Colombiano: Millonarios (9.ª vez).
- Primera División de Perú: Universitario de Deportes se consagra campeón por décima vez en su historia.

### Golf
Ganadores de los torneos más importantes:
- US Open:  Ken Venturi.
- Masters de Augusta:  Arnold Palmer.
- British Open:  Tony Lema.
- Campeonato de la PGA:  Bobby Nichols.

### Hockey sobre patines
- Del 23 al 31 de mayo se celebra el XVI Campeonato Mundial de Hockey sobre patines masculino en Barcelona (España).

Medallero:
  España
  Portugal.
  Italia.

### Judo
- Por primera vez se incluye al judo como parte de los Juegos Olímpicos en Tokio, Japón.

### Juegos Olímpicos
- XVIII Juegos Olímpicos de verano en Tokio (Japón). Celebrados del 10 al 24 de octubre.

Medallero:
| Núm. | País                          | Oro | Plata | Bronce | Total |
| ---- | ----------------------------- | --- | ----- | ------ | ----- |
| 1    | Estados Unidos (USA)          | 36  | 26    | 28     | 90    |
| 2    | Unión Soviética (URS)         | 30  | 31    | 35     | 96    |
| 3    | Japón (JPN)                   | 16  | 5     | 8      | 29    |
| 4    | Equipo Alemán Unificado (EUA) | 10  | 22    | 18     | 50    |
| 5    | Italia (ITA)                  | 10  | 10    | 7      | 27    |
| 6    | Hungría (HUN)                 | 10  | 7     | 5      | 22    |
| 7    | Polonia (POL)                 | 7   | 6     | 10     | 23    |
| 8    | Australia (AUS)               | 6   | 2     | 10     | 18    |
| 9    | Checoslovaquia (TCH)          | 5   | 6     | 3      | 14    |
| 10   | Reino Unido (GBR)             | 4   | 12    | 2      | 18    |

- IX Juegos Olímpicos de invierno en Innsbruck (Austria). Celebrados del 29 de enero al 9 de febrero.

Medallero:
| Pos | País                            | Oro | Plata | Bronce | Total |
| --- | ------------------------------- | --- | ----- | ------ | ----- |
| 1   | Unión Soviética (URS)           | 11  | 8     | 6      | 25    |
| 2   | Austria (AUT)                   | 4   | 5     | 3      | 12    |
| 3   | Noruega (NOR)                   | 3   | 6     | 6      | 15    |
| 4   | Finlandia (FIN)                 | 3   | 4     | 3      | 10    |
| 5   | Francia (FRA)                   | 3   | 4     | 0      | 7     |
| 6   | Equipo Alemán Unificado (EUA) ¹ | 3   | 3     | 3      | 9     |
| 7   | Suecia (SWE)                    | 3   | 3     | 1      | 7     |
| 8   | Estados Unidos (USA)            | 1   | 2     | 3      | 6     |
| 9   | Países Bajos (NED)              | 1   | 1     | 0      | 2     |
| 10  | Canadá                          | 1   | 0     | 2      | 3     |

(¹) Atletas provenientes de la RDA y la RFA compitieron juntos como el "Equipo Unificado de Alemania". Este equipo combinado apareció en los Juegos Olímpicos de Invierno de 1956, 1960 y 1964.

### Juegos Paralímpicos
- II Juegos Paralímpicos de verano en Tokio (Japón). Celebrados del 3 al 13 de noviembre.

Medallero:
País ganador del medallero  Estados Unidos  (USA).

### Rugby
- Campeonato central de rugby chileno: Universidad Católica campeón.

### Tenis
- 53ª edición de la Copa Davis.  Australia se proclama campeón en la final ante  Estados Unidos por 3-2.

- 2ª edición de la Copa Federación.  Australia se proclama campeón en la final ante  Estados Unidos por 2-1.

- Abierto de Australia:
  - Ganadora individual: Margaret Court 
  - Ganador individual: Roy Emerson

- Torneo de Roland Garros:
  - Ganadora individual: Margaret Court 
  - Ganador individual: Manuel Santana

- Campeonato de Wimbledon:
  - Ganadora individual: Maria Bueno 
  - Ganador individual: Roy Emerson

- Abierto de Estados Unidos:
  - Ganadora individual: Maria Bueno 
  - Ganador individual: Roy Emerson

### Voleibol
- Del 30 de marzo al 8 de abril se celebra la VI edición del Campeonato Sudamericano de Voleibol Femenino en Buenos Aires, Argentina.

  Perú.
  Paraguay.
  Argentina.
- Del 30 de marzo al 8 de abril se celebra la VI edición del Campeonato Sudamericano de Voleibol Masculino en Buenos Aires, Argentina.

  Argentina.
  Venezuela.
  Uruguay.

## Cine

### Estrenos más relevantes
- Banda aparte (Bande à part), película francesa dirigida por Jean-Luc Godard.
- Dr. Strangelove, película británica dirigida por Stanley Kubrick.
- Diario de una camarera, película francesa dirigida por Luis Buñuel.
- El desierto rojo, película italiana dirigida por Michelangelo Antonioni.
- El tren, película ítalofrancoestadounidense dirigida por John Frankenheimer.
- El extraño viaje, película española dirigida por Fernando Fernán Gómez.
- Hamlet, película soviética dirigida por Grigori Kozintsev.
- James Bond contra Goldfinger, película británica dirigida por Guy Hamilton.
- La mujer de la arena, película japonesa dirigida por Hiroshi Teshigahara.
- Los paraguas de Cherburgopelícula francesa dirigida por Jacques Demy.
- La tía Tula, película española dirigida por Miguel Picazo.
- Los evadidos, película argentina dirigida por Enrique Carreras.
- Marnie, la ladrona película estadounidense dirigida por Alfred Hitchcock.
- Mary Poppins película estadounidense dirigida por Robert Stevenson.
- My Fair Lady, película estadounidense dirigida por George Cukor.
- Pajarito Gómez, película argentina dirigida por Rodolfo Kuhn.
- Por un puñado de dólares, película italiana dirigida por Sergio Leone.
- Soy Cuba, película soviético-cubana dirigida por Mikhail Kalatozov.
- Tormento, película japonesa dirigida por Mikio Naruse.
- Una mujer casada (Une femme mariée: Suite de fragments d'un film tourné en 1964) película francesa dirigida por Jean-Luc Godard.

### Premios Óscar
La 36.ª edición se celebró el 13 de abril, y se concedieron premios a películas estrenadas en 1963, con el siguiente palmarés:
- Mejor Película: Tom Jones dirigida por Tony Richardson.
- Mejor Dirección: Tony Richardson de la película Tom Jones.
- Mejor Actriz protagonista: Patricia Neal por la película Hud.
- Mejor Actor protagonista: Sidney Poitier por la película Los lirios del valle.
- Mejor Actriz de reparto: Margaret Rutherford por la película The V.I.P.s.
- Mejor Actor de reparto: Melvyn Douglas por la película Hud.
- Mejor película de habla no inglesa: 8½ película italiana dirigida por Federico Fellini.

### Festivales de cine
- 17ª edición del Festival Internacional de Cine de Cannes celebrada entre el 29 de abril y 14 de mayo de 1964.
  - Palma de Oro a la mejor película Los paraguas de Cherburgo de Jacques Demy.

- 14ª edición del Festival Internacional de Cine de Berlín celebrada del 26 de junio al 7 de julio de 1964.
  - Oso de Oro a la mejor película El árido verano de Metin Erksan.

- 12ª edición del Festival Internacional de Cine de San Sebastián celebrada del 5 y el 14 de junio de 1964.
  - Concha de Oro a la mejor película América, América, de Elia Kazan.

- 25ª edición del Mostra de Venecia celebrada del 27 de agosto al 10 de septiembre de 1964.
  - León de Oro a la mejor película El desierto rojo de Michelangelo Antonioni.

- 7ª edición del Festival Internacional de Cine de Mar del Plata.
  - Gran Premio del Jurado a la mejor película Los compañeros, de Mario Monicelli.

## Música
- Se funda The Who.
- Se funda Lynyrd Skynyrd.
- Se funda The Kinks.
- Se funda The Byrds.
- Se funda The Moody Blues.
- Se funda Alice Cooper.
- Se funda The Velvet Underground
- Se funda Los Saicos.
- Bob Dylan: The Times They Are A-Changin', Another Side of Bob Dylan.
- Cecilia Bracamonte: Cecilia Bracamonte
- El Gran Combo de Puerto Rico: Acángana, Ojos chinos-Jala jala.
- Elvis Presley: Roustabout.
- Leo Dan: Cómo te extraño mi amor y El fenómeno
- Lucille Starr: The French Song.
- Herman's Hermits debutan con su clásico I’m into something good.
- Marisol: "Me conformo" y "La máscara", canciones de la película "La nueva Cenicienta".
- Palito Ortega: Palito Ortega.
- Roberto Carlos: É proibido fumar, Canta a la juventud.
- Rocío Dúrcal: Tengo 17 años, Villancicos de Rocío
- Roy Orbison: Oh, pretty woman, sencillo grabado en los estudios Monument Records.
- The Animals: The house of the rising sun.
- The Beatles: A hard day’s night (10 de julio)
- The Beatles: Beatles for sale (4 de diciembre)
- The Beach Boys: editan su primer sencillo número uno, "I Get Around", y publican de nuevo tres álbumes de estudio Shut Down Volume 2, All Summer Long y The Beach Boys' Christmas Album, además sale a la venta Beach Boys Concert, primer álbum en vivo que llega al n.º 1 en la historia.
- The Zombies: She’s not there.
- Frank Sinatra: "Sinatra Sings Days of Wine and Roses, Moon River, and Other Academy Award Winners". «Álbum publicado en marzo por el sello discográfico Reprise Records». "America, I Hear You Singing". «Álbum tributo para el presidente John F. Kennedy publicado en abril por el sello discográfico Reprise Records». "It Might as Well Be Swing". «Álbum publicado en agosto por el sello discográfico Reprise Records». "12 Songs of Christmas". «Álbum publicado en agosto por el sello discográfico Reprise Records». "Softly, as I Leave You". «Álbum publicado en noviembre por el sello discográfico Reprise Records».

### Festivales
- El 21 de marzo se celebra la IX edición del Festival de la Canción de Eurovisión en la Copenhague de  Dinamarca.
  - Ganador/a: La cantante Gigliola Cinquetti con la canción «Non ho l'età» representando a Italia .

## Premios Nobel
- Física: Charles Hard Townes, Nikolái Guenádiyevich Básov y Alexandr Mijaílovich Projorov.[15]
- Química: Dorothy Crowfoot Hodgkin.[15]
- Medicina: Konrad Bloch y Fiódor Lynen.[15]
- Literatura: Jean-Paul Sartre.[15]
- Paz: Martin Luther King.[15]